# 京都駅
京都駅（きょうとえき）は、京都府京都市下京区にある、西日本旅客鉄道（JR西日本）・東海旅客鉄道（JR東海）・近畿日本鉄道（近鉄）・京都市交通局（京都市営地下鉄）の駅。
現存の原広司設計の烏丸口の駅ビルは「京都駅ビル」と呼ばれ、1997年に完成した4代目駅舎である。

## 概要
京都府内では唯一の新幹線停車駅である。京都市の玄関口であり、観光の拠点となっているターミナル駅である。京都都市圏の中心駅として各社局線乗換の通勤・通学客もあり、1日平均の乗降人員は約60万人。JR西日本管内の駅では乗車人員が大阪駅に次いで2番目に多く、定期券率は64%である。ただし、後述の通り、新幹線がJR東海の管轄であるため、JR西日本における運輸取扱収入は第6位で、これは広島駅・新大阪駅・岡山駅や、新幹線のみ管轄の博多駅よりも少ない。
東海道新幹線の全列車が停車するほか、JR西日本は寝台特急「サンライズ出雲」「サンライズ瀬戸」を除く全列車が停車し、北陸・山陰・関西空港・南紀（和歌山）・中部方面、近鉄は難波・奈良・橿原神宮・伊勢志摩方面など、各地を結ぶ特急列車が発着する。
1997年竣工の烏丸口の駅ビルは、百貨店・ホテル・劇場などで構成される複合商業ビルである。ガラス張りの前衛的な駅ビルは原広司による設計でブルネル賞奨励賞を受賞した。
正面の烏丸口のバスターミナル直下には市内最初の地下街であるポルタがあり、市営地下鉄の改札口と直結している。駅周辺はオフィスや大型商業施設、観光客向けのホテルなどが集積するが、当駅は市街地南部の八条通付近に位置しているため、京都市の中心市街地である四条通（四条河原町・四条烏丸）とは離れた場所に立地している。

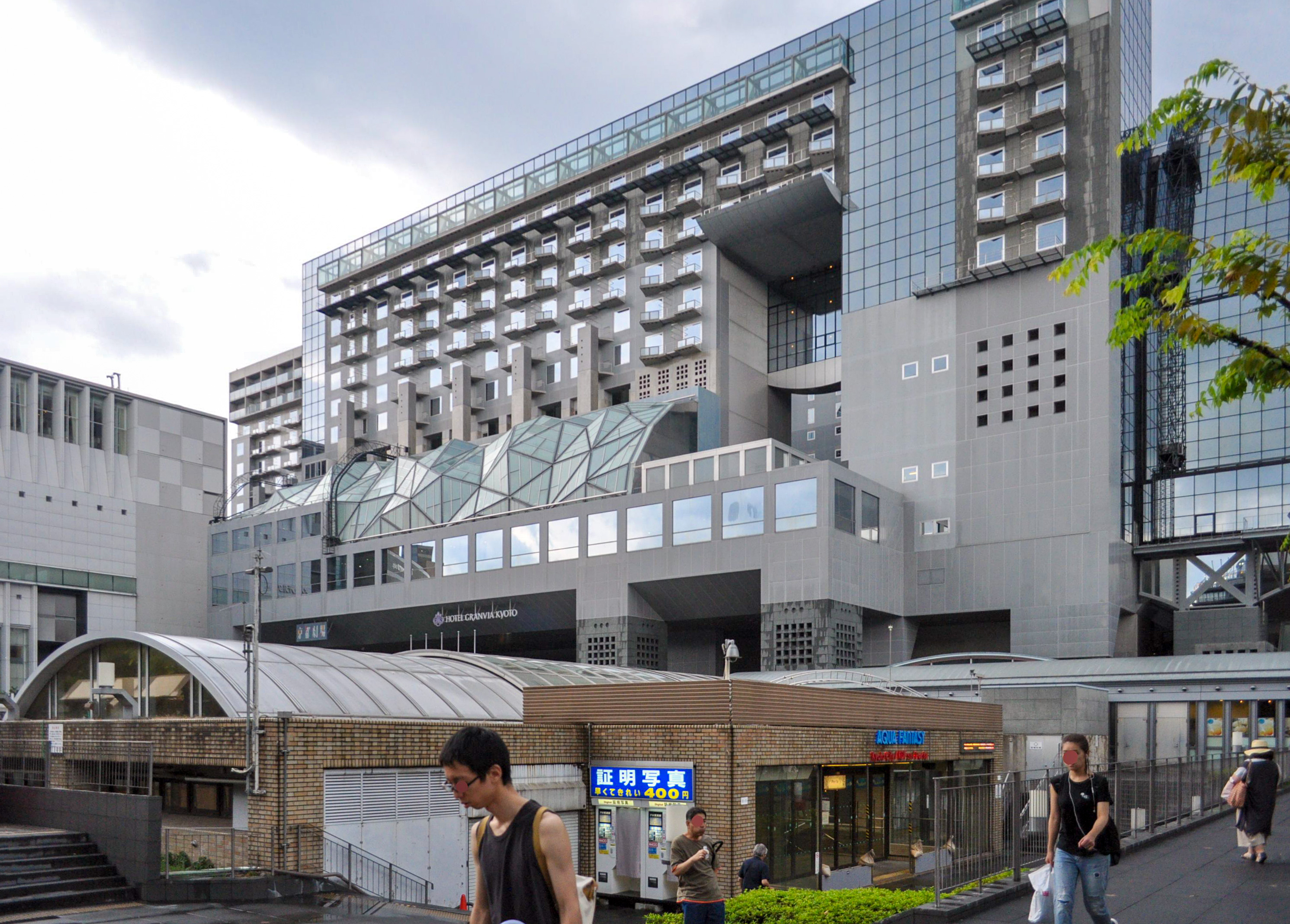
東側、ホテル・劇場棟（2017年7月）
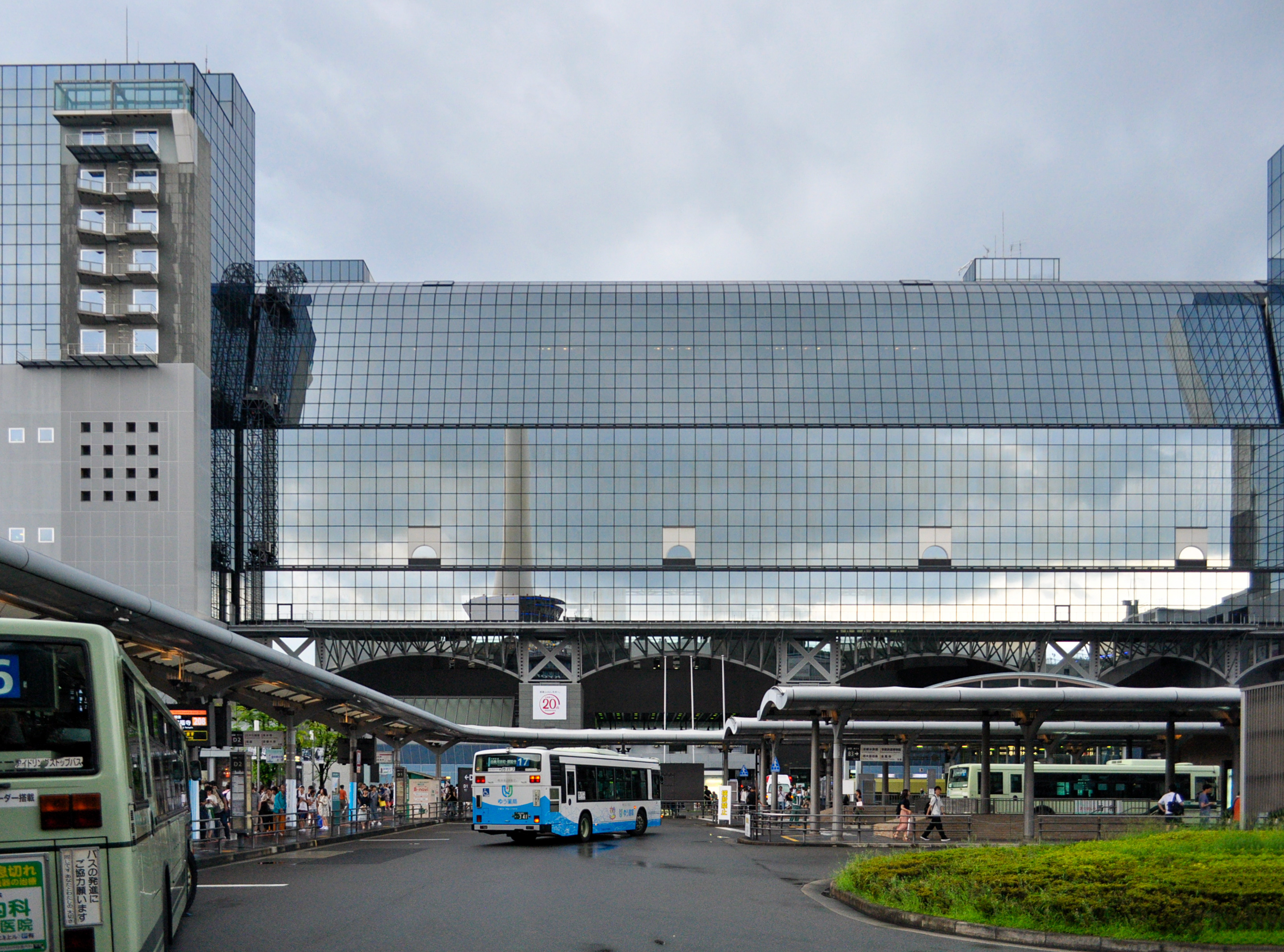
中央、中央コンコース棟（2017年7月）
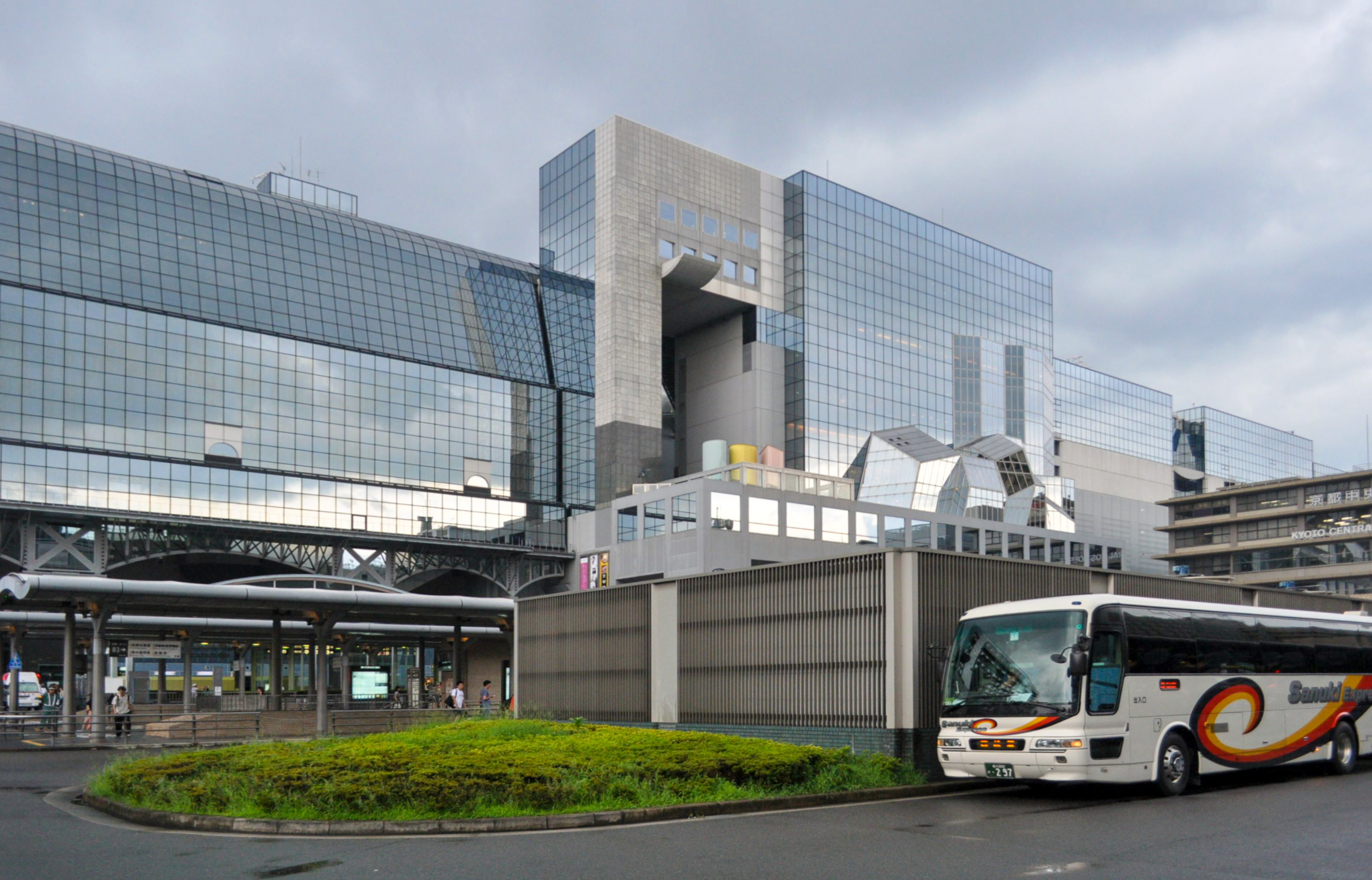
西側、デパート・専門店・グルメ・駐車場棟（2017年7月）

### 乗り入れ路線
以下の合計4社局が乗り入れている。
- JR西日本：在来線各線 - アーバンネットワークエリアに属し、合計5方面の列車が発着する。東海道本線と山陰本線には同社による独自の路線愛称が付けられている。
  - 東海道本線 - 当駅の所属線となっている[7]。米原方面は「琵琶湖線」、大阪方面は「JR京都線」の愛称で案内されている。駅番号はJR-A31。
    - 1駅隣の山科駅から分岐する湖西線の列車もすべて当駅へ直通している。湖西線の駅番号はJR-B31。

  - 山陰本線 - 当駅が起点。園部駅まで「嵯峨野線」の愛称で案内されている。駅番号はJR-E01。
  - 奈良線 - 正式な起点は反対側の木津駅だが、列車運行上は当駅が起点となっている。木津駅から関西本線（大和路線）に乗り入れて奈良駅まで至る。駅番号はJR-D01。
- JR東海：東海道新幹線 - 全種別全列車が停車する。
- 近畿日本鉄道（近鉄）：京都線 - 当駅が起点。当駅と奈良県の大和西大寺駅とを結ぶ路線であり、JR西日本の奈良線と競合関係にある。大和西大寺駅から近鉄奈良線に直通して近鉄奈良駅に至る特急のほか、近鉄橿原線やさらに近鉄大阪線・山田線などに直通して三重県の伊勢志摩方面に向かう近鉄特急も設定されている。駅番号はB01[8]。
- 京都市交通局：京都市営地下鉄烏丸線 - 駅番号はK11[9]。

JR西日本・JR東海の駅は特定都区市内制度における「京都市内」の駅であり、運賃計算の中心駅となっている。

### 乗車カード対応
JR西日本の駅はICOCA、近鉄と地下鉄の駅はICOCAの他PiTaPaおよびスルッとKANSAI対応各種カードの利用エリアに含まれており、それぞれ相互利用可能な各カードにも対応している。
JR東海の東海道新幹線では、EXサービス（EX予約・スマートEX）で予約を行い、交通系ICカードの登録を行えば利用可能。

## 歴史

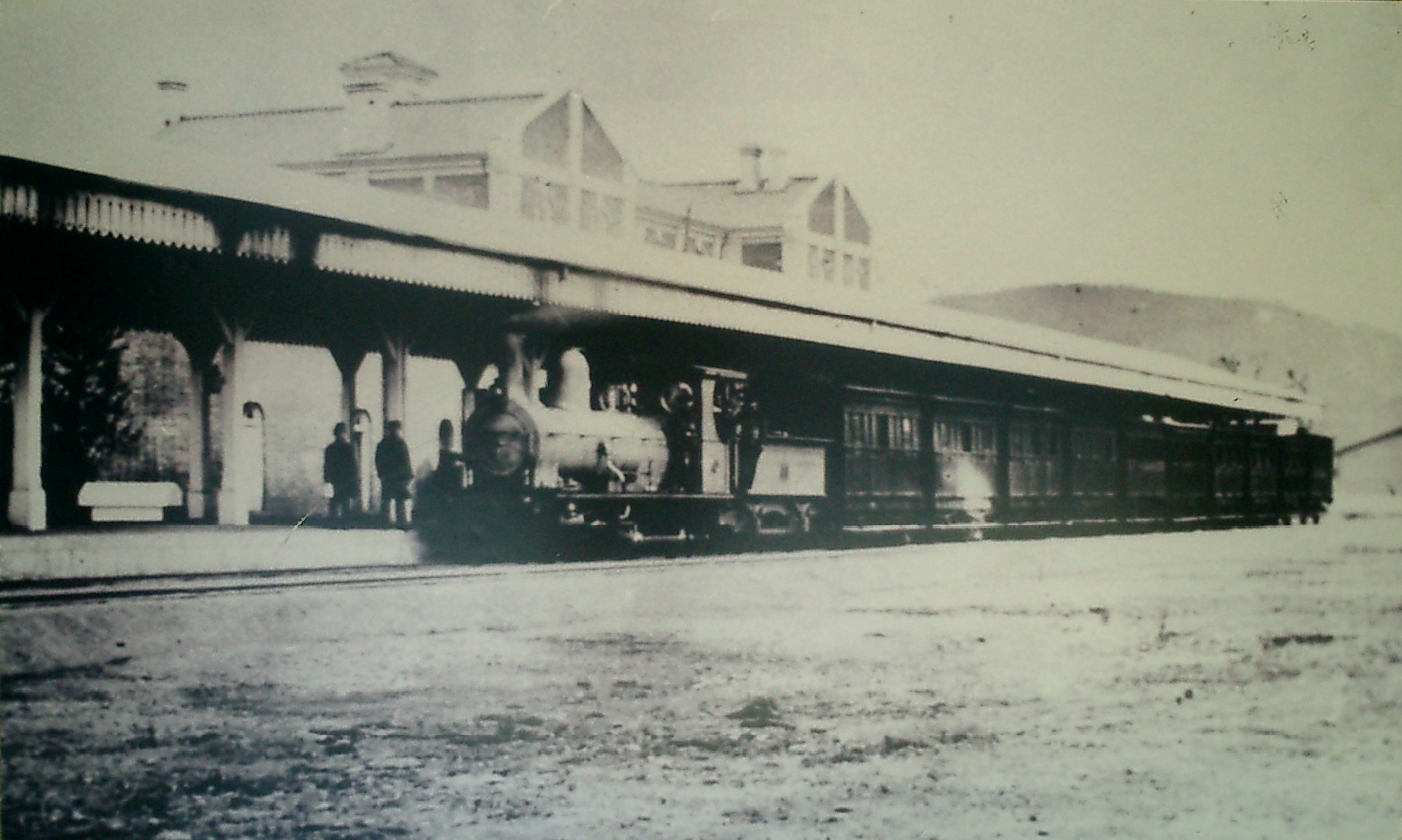
初代駅舎時代のホーム

1874年に開業した神戸駅 - 大阪駅間の鉄道を東に延伸する形で、1877年2月5日に開業 した。開業と同時期に西南戦争が勃発し、すぐに軍事輸送用として用いられたという。通過式の構造を持っていたが、数年間は終着駅として機能した。
開業当初、線路は八条坊門小路（現・塩小路通）のすぐ南側に敷設され、駅は現在の駅前広場に設置されていた。七条停車場、七条ステーションなどと通称されていたが、七条通に面していたわけではなく、西洞院通より東は本町通まで七条通が市街の南端だったことによるもので、当駅付近は旧来の繁華街である三条通などからは遠く離れた寂れた地域だった。立地は路線形状の都合や用地買収の観点から決定された。
1880年、鉄道は大津駅まで延伸されたが、この時のルートは東山にトンネルを掘削する技術がまだなかったことから、現在のJR奈良線を稲荷駅周辺まで南下した後、現在の名神高速道路が走っている敷地を通って、大津駅へと向かうものとなった（大津駅の項目も参照）。
その後、 1895年に奈良鉄道（現：奈良線）、1897年に京都鉄道（現：山陰本線）が開通し、市内の路面電車（京都市電）も乗り入れるようになり、当駅周辺は急速に発展していった。
1921年（大正10年）8月1日に東海道本線のルートが東山トンネル・新逢坂山トンネルの開通によって馬場駅（現在の膳所駅） - 当駅間で変更・短縮されることになった際に、奈良線の当駅 - 桃山駅が旧東海道本線を経由したルートに変更された。また、1928年（昭和3年）には廃止された旧奈良線のルートを利用して近鉄京都線が当駅まで開業した。
東海道新幹線の建設に際し新幹線京都駅をどこに設置するかについては、計画段階では3つの案があった。1つ目は京都駅の南約2kmの奈良線稲荷駅付近に設置する「南案」、2つ目は現駅に併設する「併設案」、3つ目は五条通の地下を通し烏丸五条（現烏丸線五条駅）付近に設置する「北案」である。最終的に地元の強い要望もあり、1960年4月に京都駅へ併設することが決定した。建設用地確保のため、駅の南側にあった機関車留置線などは駅の東側へ、客車留置線は新設の向日町運転区（のちの京都総合運転所）に移転した。それでも若干用地が不足したため、新幹線駅は八条通の上空に最大12m程度張り出している。
また、新幹線の速達種別である超特急（ひかり号）は京都駅を通過する計画だったが、京都市長高山義三、京都市会、京都商工会議所など政財界は停車させるよう強く陳情した。さらに、1963年7月には運輸大臣綾部健太郎も超特急の京都駅停車を支持した。結局開業まで1ヶ月少々となった1964年8月18日に、ようやく超特急の京都駅停車が正式決定した。

### 駅舎
1877年（明治10年）2月5日開業の初代駅舎は赤煉瓦のモダンな建物で、完成祝賀会には明治天皇が行幸している。七条停車場、七条ステーションなどと通称されていたが、七条通に面していたわけではなく、2代目以降の京都駅より少しだけ北側にあった。
1914年（大正3年）、大正天皇の御大典にあわせて2代目駅舎が渡辺節の設計により初代駅舎の南側に建設された。敷地を確保するため、駅全体が南に移設され、貨物ヤードや機関区は駅西方の梅小路に移転した。初代駅舎の跡地は駅前広場の拡張に使われた。
1950年（昭和25年）11月18日午前4時頃、駅舎食堂の従業員が更衣室に設置されたアイロンの電源を切らずに帰宅したことが原因で出火し、2代目駅舎は全焼した。この事件に関しては、その晩に夜警業務を行っていた従業員が業務上失火罪で有罪判決を受けている。
3代目駅舎は、1951年（昭和26年）に着工し、1952年（昭和27年）に完成した。鉄筋コンクリート造の2階建てで、中央に8階建ての塔を備えたものである。駅舎の設計については、2代目駅舎のデザインをそのままに再建する案、日本様式のデザインにする案、現代的デザインにする案などがあったが、最終的にコンクリートを多用した機能主義的デザインが採用された。駅舎に近い1番のりばは電車化を見据え30cm嵩上げされた。
1990（平成2）年にJR京都駅改築に関するコンペが開催。翌1991（平成3）年コンペ審査で原広司案が最優秀作品に決定した。1997（平成9）年の9月11日に地上16階地下3階の4代目駅舎として、京都駅ビルがグランドオープンした。

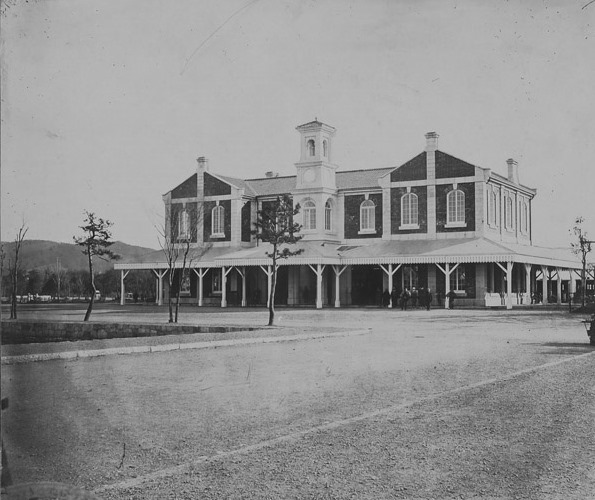
初代駅舎（1880年頃）
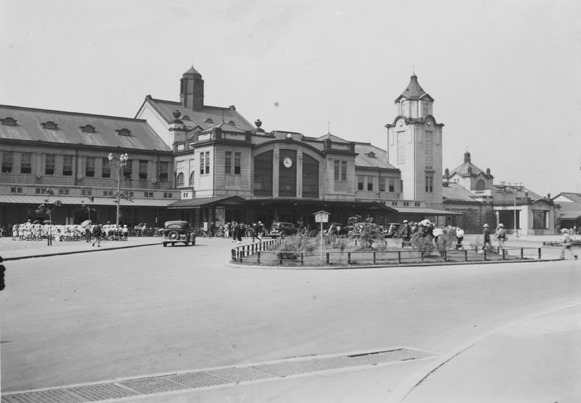
2代目駅舎（1914年 - 1950年）
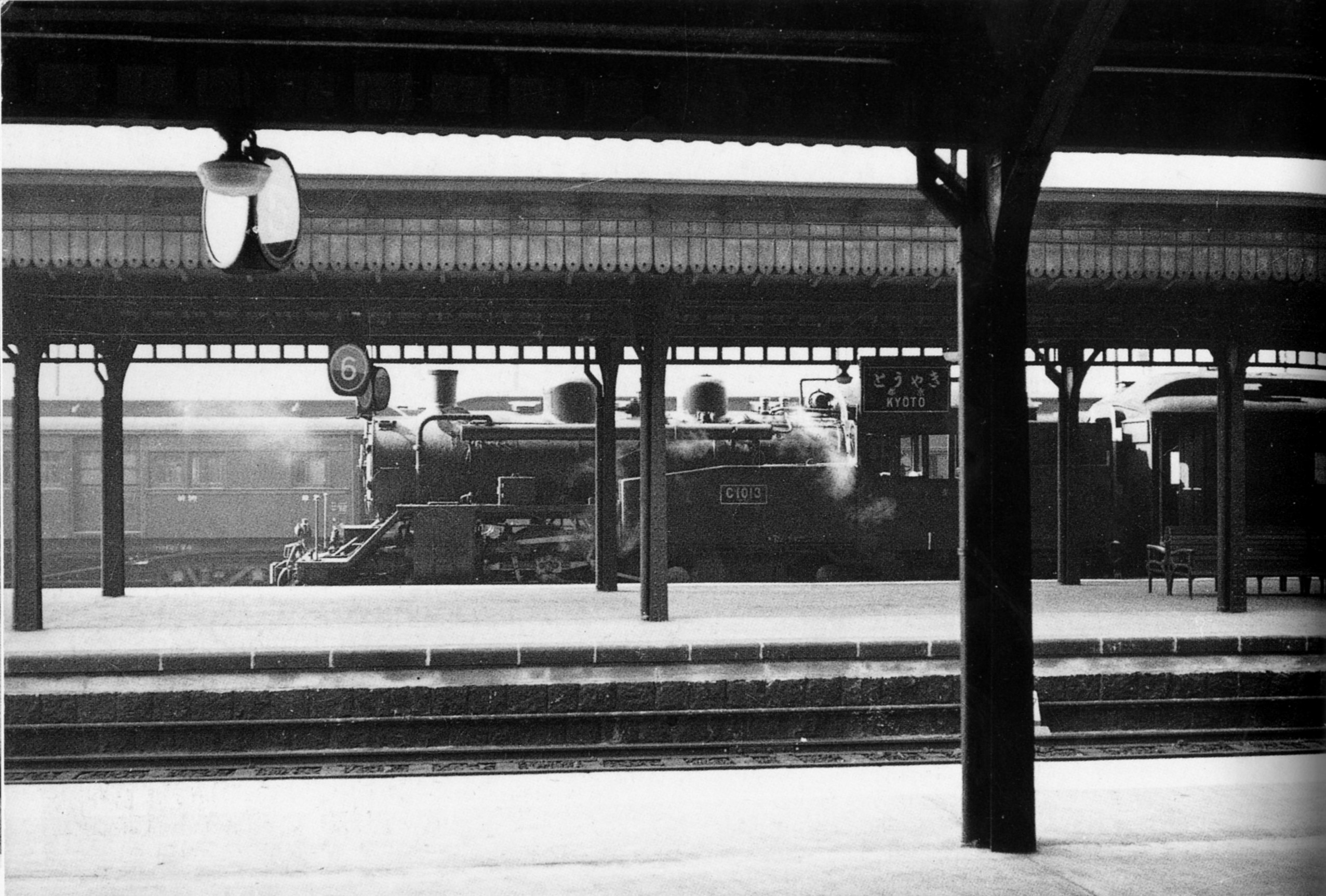
2代目駅舎時代のホーム。駅舎と同時に建築された軒飾り付きの上屋は現存する（1938年）
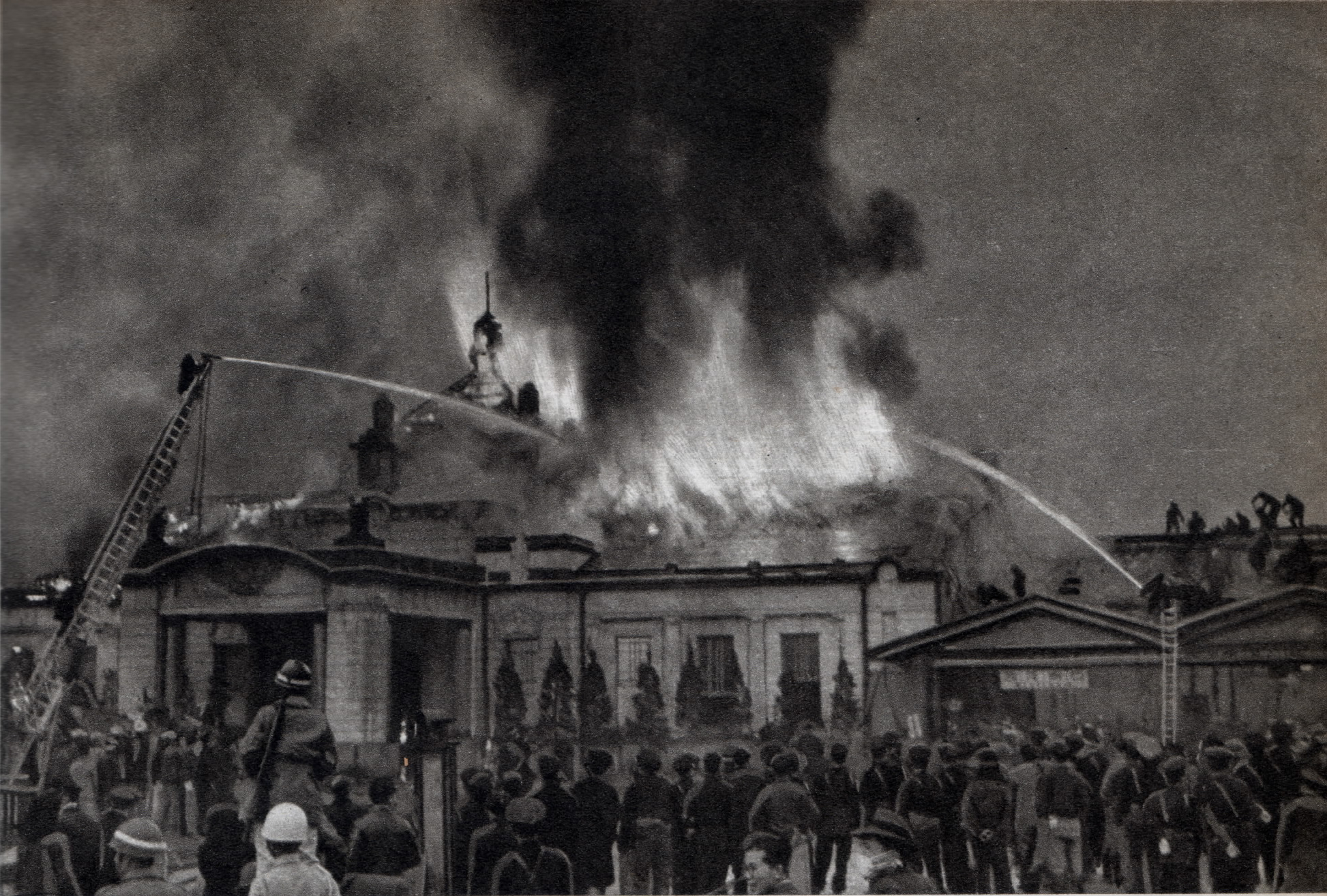
炎上する2代目駅舎（1950年）
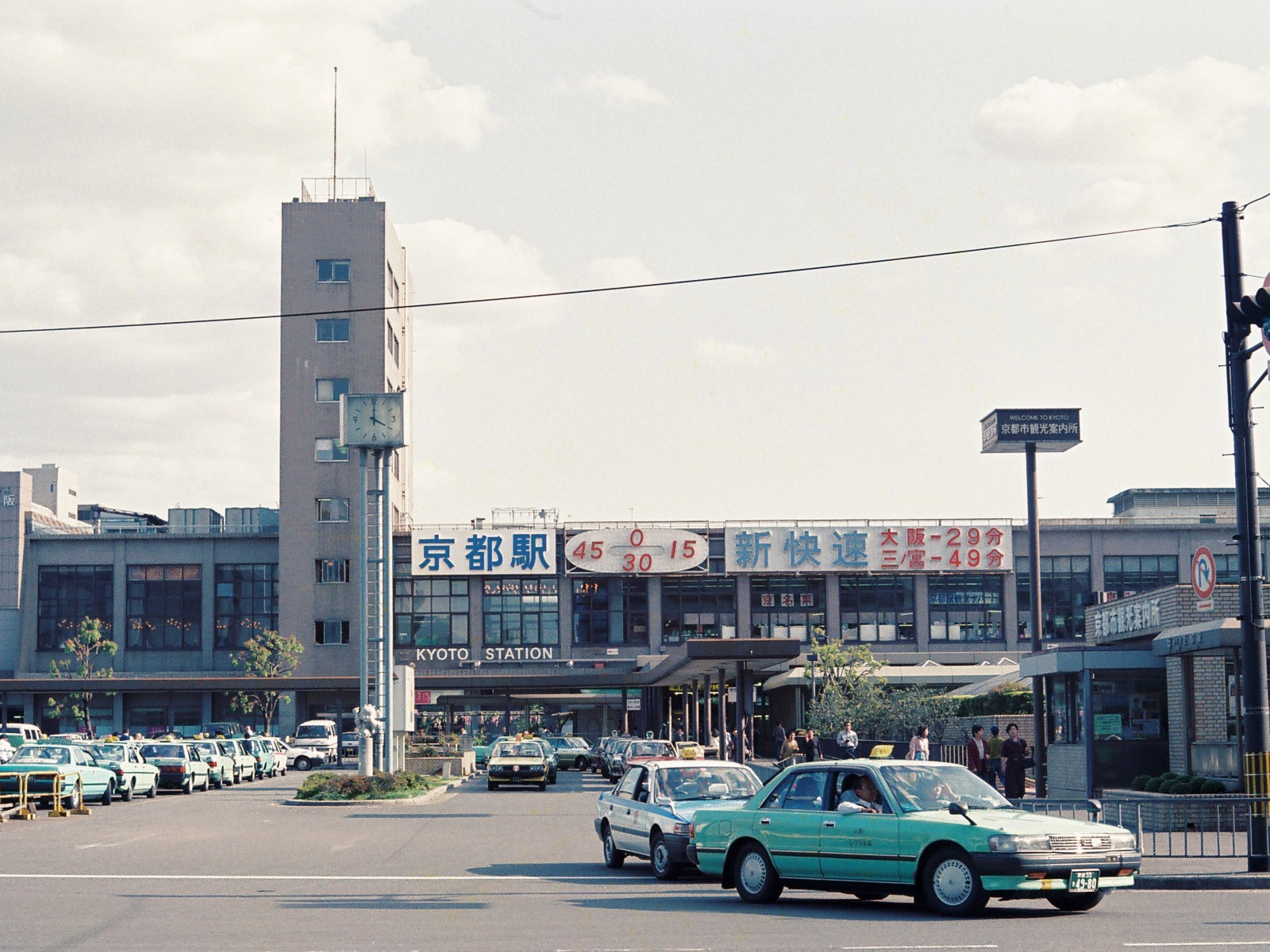
3代目駅舎（1952年 - 1993年）

### 駅高架化運動
京都駅開業後、東海道本線の線路により京都駅周辺が南北に分断されることが問題視された。1930年（昭和5年）12月16日に、京都市会は「京都駅及び東海道線，山陰線の高架要望に関する意見書」を可決し、同時に「京都駅及び鉄道線高架式実行委員会」を設置して京都府・京都商工会議所と共に運動を開始した。しかしその後、戦中・戦後の混乱期に運動は断絶した。
1950年（昭和25年）11月に駅舎が焼失したことを契機に運動が再興し、「京都市内国鉄改築に関する委員会」が設立された。同委員会は1952年（昭和27年）8月5日に「国鉄高架並びに電化促進に関する委員会」と名称変更され、電化を含めた国鉄線全般の改良運動へと形を変えた。
1956年（昭和31年）11月9日に米原までの電化が実現し改めて高架化が争点となったが、100億円と見積もられた工費の地元負担について京都市が2割を主張したのに対し、国鉄は5割を要求したことで折り合わず実現しなかった。
また、東海道新幹線の駅が京都駅に併設されることが決定してからも再び高架化運動が盛り上がったが、結局実現しないまま現在に至る。なお、高架化運動中に建築された3代目駅舎や東海道新幹線の京都駅は、将来の高架化に支障しないように設計されている。
この市街地の分断という問題は堀川通や河原町通がそれぞれ1964年（昭和39年）、2009年（平成21年）に拡幅されたこと等により徐々に改善が図られている。

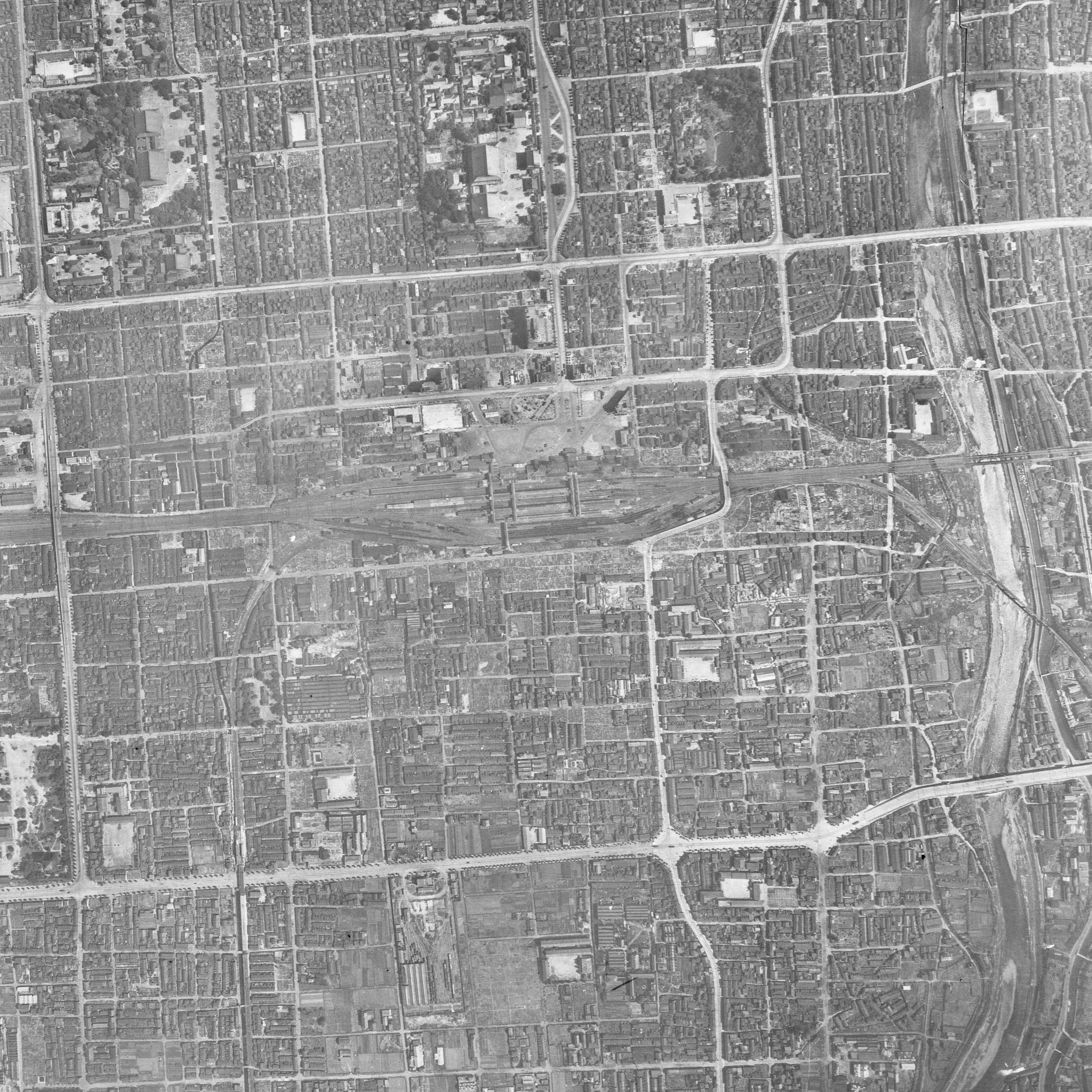
京都駅周辺の白黒空中写真（1946年10月）
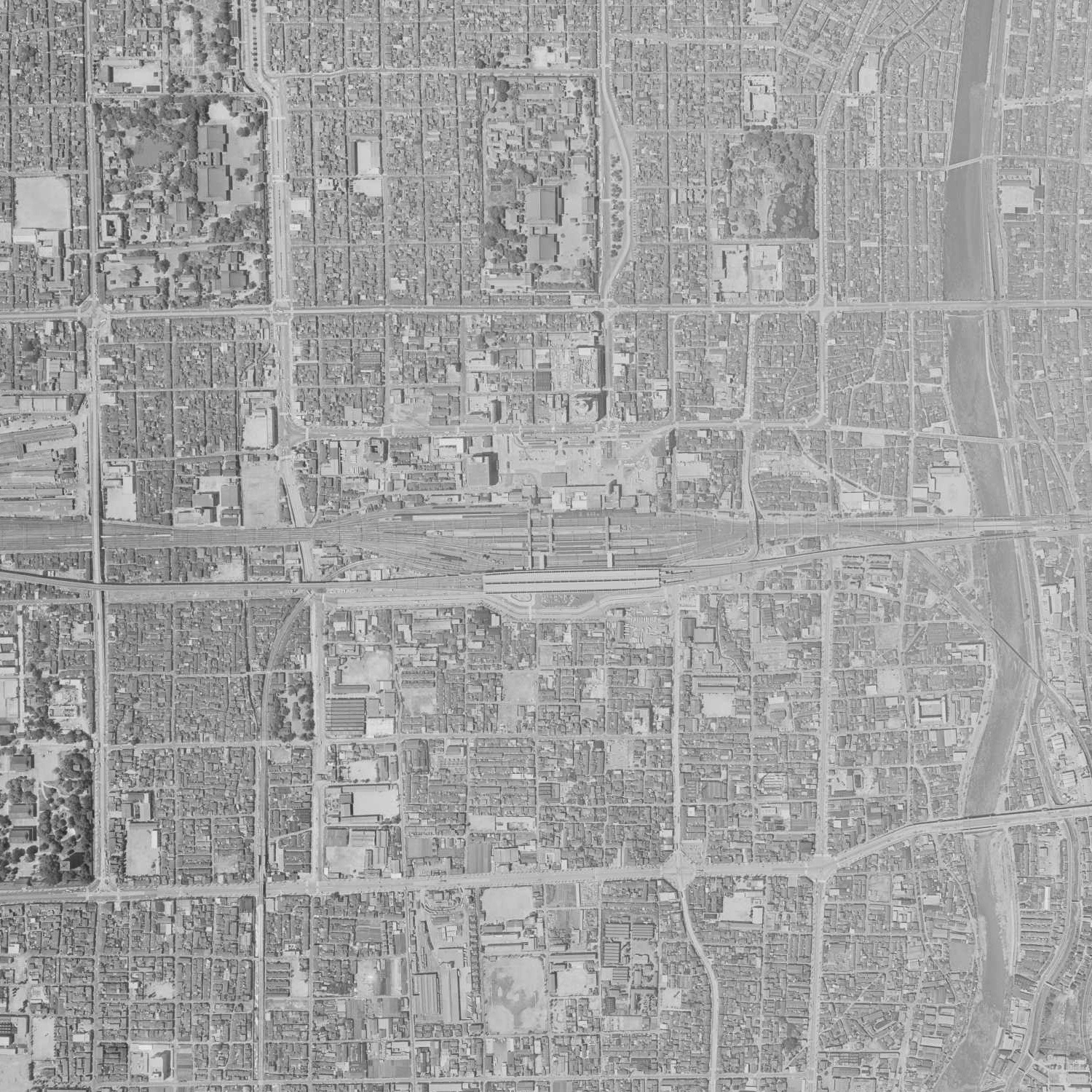
京都駅周辺の白黒空中写真（1967年5月）国土交通省 国土地理院 地図・空中写真閲覧サービスの空中写真を基に作成
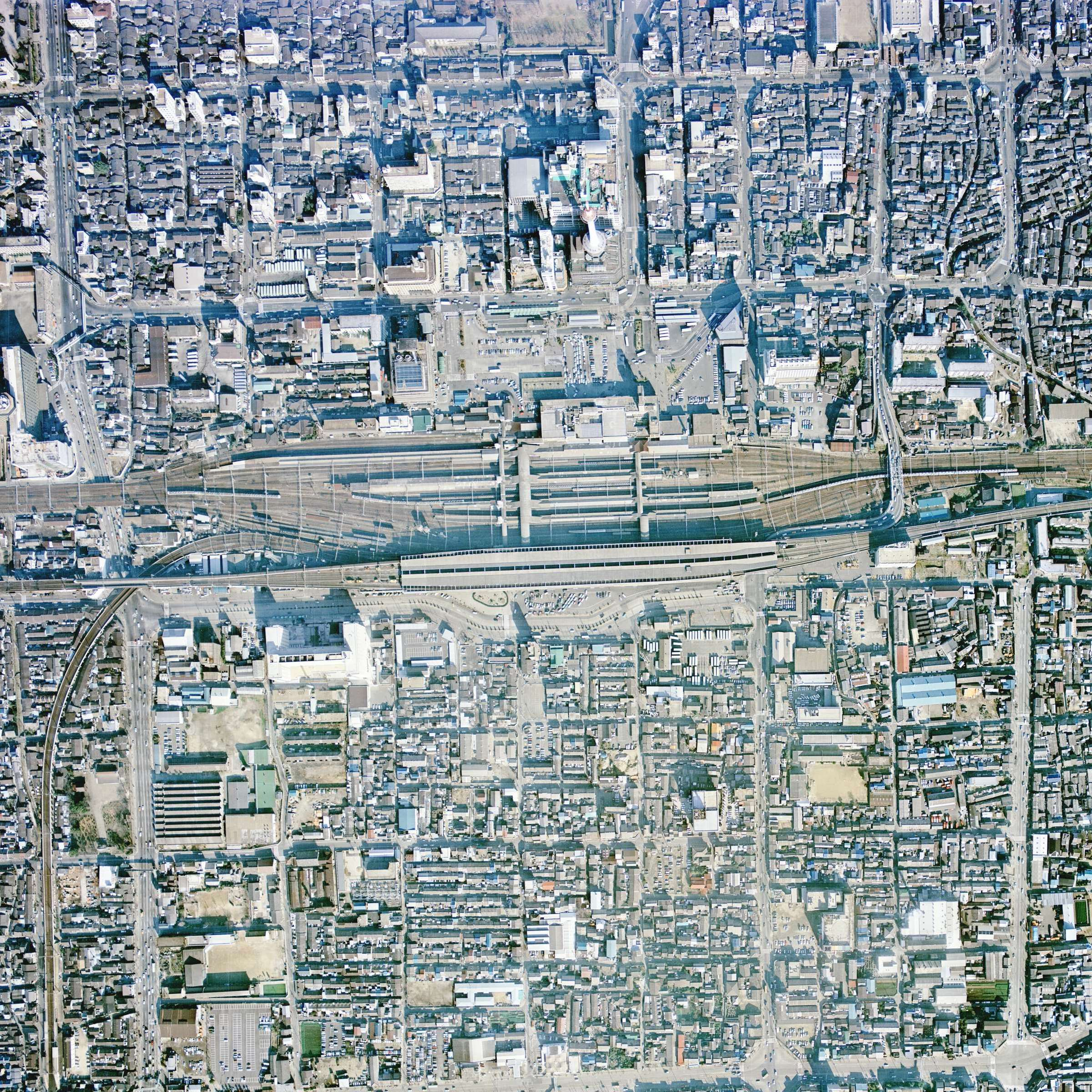
京都駅周辺のカラー空中写真（1975年1月）

### 年表
- 1876年（明治9年）9月5日：大宮通仮停車場（現在の京都貨物駅付近） - 向日町駅間の官設鉄道が仮開業[7]。
- 1877年（明治10年）
  - 2月5日：京都停車場（京都駅）が開業[11]。これに伴い大宮通仮停車場を廃止[7]。明治天皇を迎えて鉄道開業式を挙行。
- 1879年（明治12年）8月18日：官設鉄道が当駅から大谷駅まで延伸[26]。この路線はその後大津駅（後の浜大津駅）まで延伸され、さらに後には東海道本線の一部となった。
- 1895年（明治28年）9月5日：奈良鉄道（現在の奈良線）が当駅 - 伏見駅間を開業させて乗り入れ[26]。
- 1897年（明治30年）
  - 4月1日：奈良鉄道の京都駅を七条駅として分離[26]。
  - 11月16日：京都鉄道（現在の山陰本線）が大宮駅（のちに廃止）から延伸して当駅に乗り入れ[27]。
- 1905年（明治38年）2月7日：奈良鉄道が関西鉄道に事業譲渡。七条駅は関西鉄道の駅となる。
- 1907年（明治40年）
  - 8月1日：京都鉄道が国有化[27]。
  - 10月1日：関西鉄道が国有化[28]。七条駅は国有鉄道の駅となる。
- 1908年（明治41年）6月1日：旧・奈良鉄道の七条駅を当駅に統合[28]。
- 1909年（明治42年）10月12日：国有鉄道の線路名称制定。新橋駅（のちの汐留駅） - 当駅 - 神戸駅間は東海道本線、旧・奈良鉄道の路線は奈良線、旧・京都鉄道の路線は京都線となる。
- 1912年（明治45年）1月31日：線路名称改定。京都線が山陰本線に編入される。
- 1913年（大正2年）6月21日：貨物の取り扱いを新設の梅小路駅に分離。
- 1914年（大正3年）8月15日：2代目駅舎の使用を開始。木造ルネサンス様式の建物で豪華な貴賓室を備えていた。最終的に1915年10月完成[29]。
- 1921年（大正10年）8月1日：新逢坂山トンネルの完成により、馬場駅（現在の膳所駅） - 当駅間を新線に切り替える。同時に奈良線旧線（伏見駅 - 当駅間）が廃止され[28]、桃山駅 - 稲荷駅間に新線を建設し、東海道本線旧線（稲荷駅 - 当駅間）を奈良線に編入。
- 1934年（昭和9年）1月8日：駅構内で呉海兵団入営臨時列車の見送り客圧死事故（京都駅跨線橋転倒事故）が発生。
- 1950年（昭和25年）11月18日：駅構内の食堂からアイロンの不始末により出火し、駅舎が全焼[新聞 2]。
- 1952年（昭和27年）5月27日：3代目駅舎が完成し、使用を開始[新聞 1]。
- 1964年（昭和39年）10月1日：東海道新幹線の京都駅が開業[30]。
- 1970年（昭和45年）10月1日：東海道本線で新快速の運転が開始され、当駅が東側の終点となる。
- 1985年（昭和60年）3月14日：日中時間帯の快速列車が高槻駅まで各駅に停車することに伴い、この時間帯の当駅始発・終着の普通の運行を廃止。
- 1987年（昭和62年）4月1日：国鉄分割民営化に伴い、新幹線部分を東海旅客鉄道（JR東海）[30]、在来線部分を西日本旅客鉄道（JR西日本）が継承[7]。
- 1988年（昭和63年）
  - 3月13日：路線愛称の制定により、東海道本線の当駅 - 米原駅間および北陸本線の米原駅 - 長浜駅間で「琵琶湖線」、東海道本線の当駅 - 大阪駅間で「JR京都線」、山陰本線の当駅 - 園部駅間で「嵯峨野線」の愛称を使用開始。
  - 10月1日：総工費3億円をかけて4月から建設していた山陰3・4番のりば（現在の32・33番のりば）を使用開始[31]。
- 1989年（平成元年）7月22日：スーパーくろしおの一部が当駅への乗り入れが開始される[32]。
- 1990年（平成2年）10月26日：奈良線用ホーム8・9番のりばを増設。従来の8番のりばを10番のりばに呼称変更[33]。
- 1992年（平成4年）10月1日：旧1番線を廃止してホームを築造し、貨物通過線として使用していた旧2番線を旅客線として、1番のりばを拡幅[新聞 3]。
- 1993年（平成5年）
  - 10月1日：駅ビル建設のため、プレハブの仮設駅舎の使用を開始[新聞 4]。
  - 12月：駅ビル建設着工[34]
- 1994年（平成6年）
  - 9月4日：山陰1番のりばを「はるかホーム」に、山陰2 - 4番のりばを山陰1 - 3番のりばに呼称変更。在来線に接近メロディ導入（現在の関西空港駅と同一のメロディ）。
  - 12月3日：「はるかホーム」を30番のりばに、山陰1 - 3番のりばを31 - 33番のりばに呼称変更。
- 1997年（平成9年）
  - 6月28日：烏丸東口および八条東口に自動改札機を設置し、供用開始[35]。
  - 7月12日：4代目駅舎となる新・京都駅ビルが完成[36]。駅部分の供用が開始される[35]。エレベーター、エスカレーター、電光掲示板の使用を開始。在来線の接近メロディを現行のものに変更。在来線改札口と近鉄京都駅との改札を分離。中央口、西口、地下中央口に自動改札機設置[35]。
  - 8月1日：全国でも珍しい、京都駅と京都駅ビルの専属マスコットキャラクター「テット」と「スカーラ」を制定。
  - 9月1日：駅ビル開業を控えて日中の当駅始発・終着の普通列車の運行を復活。
  - 9月11日：京都駅ビルが全面開業[35][新聞 5]。ジェイアール京都伊勢丹が開業[35][36]。
- 1998年（平成10年）
  - 3月4日：新幹線の改札口に自動改札機を設置[37]。
  - 12月1日：京都駅・京都駅ビルのマスコットキャラクター「テット」と「スカーラ」が初お目見えする。以降、2002年春まで春・夏・冬の季節毎と毎週土日にキャラクターがショウやグリーティングを行う。
- 2002年（平成14年）
  - 3月23日：1番のりばを0番のりばに呼称変更[注釈 5]。
  - 7月29日：JR京都・神戸線運行管理システム導入[38]。
- 2003年（平成15年）11月1日：JR西日本の駅で「ICOCA」の利用が可能となる。
- 2007年（平成19年）
  - 3月18日：6・7番のりばのホームかさ上げによる段差解消工事と0番のりばの待合室の設置工事が完成。駅自動放送を更新。
  - 4月1日：自動券売機がタッチパネル式のものに交換される。
  - 8月23日：JR京都駅NKビルが開業。ビックカメラJR京都駅店が入店。店内に嵯峨野線ホーム（30・31番のりば）と直結する改札口の西洞院口を開設。
- 2008年（平成20年）
  - 2月13日：南北自由通路の西側橋上（西口改札前）に「スバコ（SUVACO）・ジェイアール京都伊勢丹」が開業[39]。
  - 3月30日：異常時情報提供ディスプレイが設置される（使用開始は4月1日）。
- 2009年（平成21年）7月20日：嵯峨野線の当駅 - 丹波口駅間が複線化される。ただし京都駅構内の一部は単線のままである。
- 2015年（平成27年）
  - 3月12日：入線警告音の見直しに伴い、在来線ホームの接近メロディを音質見直し版に変更[40]。
  - 12月21日：8・9番のりばを拡幅。
- 2016年（平成28年）
  - 3月10日：新幹線ホームにおいて、可動式ホーム柵の設置が完了。
  - 3月26日：ダイヤ改正に伴い、特急「しなの」の乗り入れが廃止される[41][新聞 6]。また、西口の改札内に電光掲示板が増設される。
  - 11月10日：8・9番のりばのエスカレーターが供用開始。奈良線ホームのエレベーターが移設される。
  - 12月11日：0番のりばの軌道かさ下げによるホーム段差解消工事が完了。
- 2017年（平成29年）
  - 1月20日：奈良線ホームの改良工事が完成。
  - 2月16日：中央口および西口の改札内コンコースの電光掲示板の一部がフルカラーのものに交換される。
  - 6月1日：地下東口の改札内コンコースに電光掲示板が新設される。
  - 6月17日：周遊型臨時寝台列車「TWILIGHT EXPRESS 瑞風」の停車駅となる。
- 2018年（平成30年）
  - 3月17日：在来線に駅ナンバリングが導入される[42]。
  - 9月4日：台風21号の影響により天井のガラス板が落下し、数人が怪我をする事故が発生。
- 2020年（令和2年）9月11日：当駅を始発・終着とする特急「WEST EXPRESS 銀河」の運行を開始[新聞 7]。
- 2022年（令和4年）
  - 3月6日：2番のりばに昇降式ホーム柵が設置され、供用開始[43]。
  - 10月19日：5番のりばに昇降式ホーム柵が設置され、供用開始[44]。
  - 12月25日：地下中央口改札を閉鎖[新聞 8]。
- 2023年  (令和5年)
  - 5月7日：ビックカメラJR京都駅店の閉店に伴い、西洞院口が閉鎖。
- 2024年（令和6年）3月16日：ダイヤ改正に伴い、らくラクはりまの発着駅となる[45]。

### 近畿日本鉄道
近鉄京都線の前身は奈良電気鉄道であり、同社が京都駅への乗入れを最初に計画時は、高架式を採用して東海道線を跨線し、北口（烏丸口）側に駅を設ける予定としていた。
しかし、昭和天皇即位の礼が実施されるのに間に合わせる必要があったこと、それに予算の問題もあって、当面は仮設駅として、現在地に地上で京都駅南側に駅を建設した。その後、仮設置の予定であった駅設備は北側まで移されることもなく、東海道新幹線の建設時に国鉄の要請を受けて駅を高架化し、現在のように新幹線駅の真下にホームが設けられる構造となった。それまで保有していた北口までの免許は、仮設駅として設置している現在の位置を本設駅とすることにより、取り消されている。
2007年から2012年にかけては、近鉄の主要ターミナル整備計画により駅のリニューアルが行われた。1階にあった八条改札口跡地に「近鉄名店街」を増床し、「近鉄名店街みやこみち」と名を改めて2008年（平成20年）10月9日にリニューアルオープンした。また、新たに4番線を増設し、その直上には2011年（平成23年）10月に「ホテル近鉄京都駅」がオープンしている（2019年4月に名称を「都シティ 近鉄京都駅」に変更）。

#### 年表
- 1928年（昭和3年）11月15日：奈良電気鉄道が当駅 - 桃山御陵前駅間を開業させた際に仮設駅として設置[46]。
- 1948年（昭和23年）7月30日：3号線の新設工事が竣工。
- 1963年（昭和38年）
  - 9月1日：高架化[46]。
  - 10月1日：奈良電気鉄道の会社合併に伴い、近畿日本鉄道京都線の駅となる[46]。
- 1964年（昭和39年）11月5日：駅1階部分に「近鉄名店街」オープン[47]。
- 1998年（平成10年）：発車標をフルカラーLED方式に変更[新聞 9]。
- 2005年（平成17年）2月24日：駅構内での列車案内の放送を自動放送に切り替え。
- 2006年（平成18年）
  - 3月6日：非常通報装置を設置。
  - 6月1日：ICカード対応の乗り越し精算機を設置。
  - 6月26日：近鉄京都駅改良工事に伴い、3番線の停止位置を西側の東寺寄りに約1両分20メートル移動。
- 2007年（平成19年）
  - 4月1日：ICカード「PiTaPa」の利用が可能となる。
  - 9月22日：近鉄京都駅改良工事に伴い、中央改札口を約10メートルホーム寄りに移動。
  - 11月30日：近鉄京都駅改良工事に伴い、八条口改札口を閉鎖。近鉄名店街の営業休止[50]。
- 2008年（平成20年）10月9日：近鉄名店街を、「近鉄名店街 みやこみち」としてリニューアルオープン[50]。
- 2012年（平成24年）3月14日：4番線が供用開始[新聞 10]。従来1番線のみの発着であった特急は1・2番線両方からの発着となる。
- 2015年（平成27年）12月下旬：駅自動放送に英語案内を、LED発車標に英語案内や駅ナンバリングをそれぞれ追加。

### 京都市電・京都市営地下鉄
便宜上、京都市電京都駅前電停の歴史についてもここで触れる。
同電停には伏見線（のちに河原町線に編入）、堀川線、烏丸線が乗り入れていた。

#### 年表
- 1895年（明治28年）2月1日：京都電気鉄道（のち京都市電に統合）の伏見線七条停車場（後の京都駅八条口）- 下油掛（後の京橋）間が開業。
- 1901年（明治34年）4月12日：伏見線が京都駅前電停まで延伸。
- 1904年（明治37年）12月28日：京都電気鉄道堀川線が四条西洞院から延伸し京都駅前に乗り入れ。
- 1912年（明治45年）6月11日：京都市電烏丸線が開業[52]。
- 1918年（大正7年）7月1日：京都電気鉄道が京都市に買収され、京都市電の路線となる[52]。
- 1929年（昭和4年）1月16日：京都市電伏見線が河原町線に編入される。
- 1961年（昭和36年）8月1日：京都市電堀川線（通称：北野線）が廃止[52]。
- 1977年（昭和52年）10月1日：京都市電烏丸線の残存区間（京都駅前 - 烏丸七条）が廃止。
- 1978年（昭和53年）10月1日：京都市電が全廃（河原町線も廃止）[52]。これにより、京都駅前電停は廃止となる。
- 1981年（昭和56年）5月29日：京都市営地下鉄烏丸線の当駅 - 北大路駅間の開通と同時に地下鉄京都駅が開業[52][新聞 11]。
- 1988年（昭和63年）6月11日：京都市営地下鉄烏丸線の当駅 - 竹田駅間が延伸開業[52]。
- 2007年（平成19年）4月1日：ICカード「PiTaPa」の利用が可能となる。
- 2012年（平成24年）9月25日：Kotochika京都が北改札側に開業。
- 2013年（平成25年）3月1日：Kotochika京都が中央改札口側に開業。
- 2015年（平成27年）12月12日：地下鉄線ホームに可動式ホーム柵が設置され、使用を開始[53]。

## 駅構造

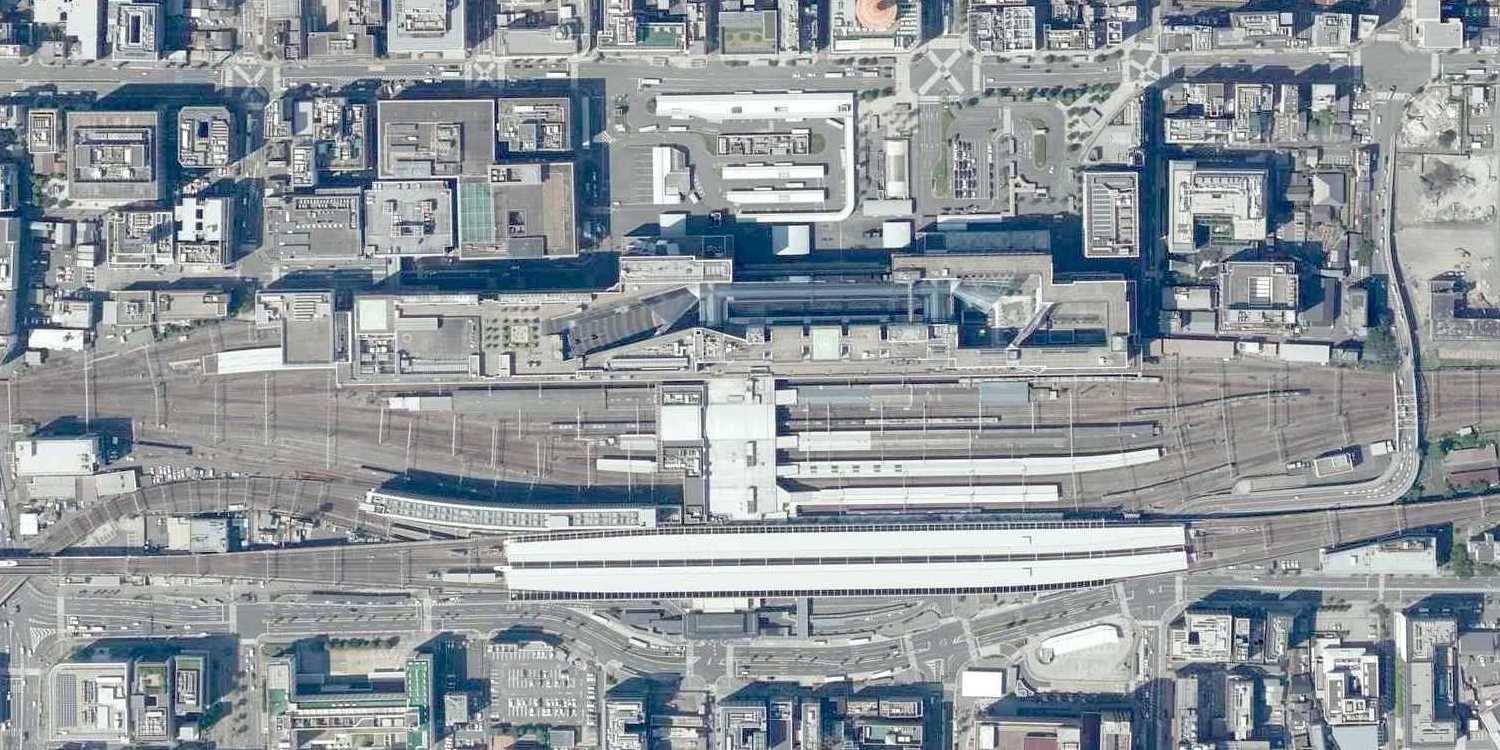
空中写真（2020年8月）

現在のJR在来線と東海道新幹線の駅は、かつては同じ日本国有鉄道（国鉄）の駅であったが、国鉄分割民営化後は在来線がJR西日本、新幹線がJR東海の管轄に分かれ、駅長もJR西日本とJR東海で別に配置されている。
なお、JR西日本の駅は管理駅として山科駅と梅小路京都西駅を管轄しているが、山科駅は地区駅長が配置され、一定の権限を持っている。夜間滞泊の設定もある。
JR京都駅の事務管コードは▲610116、京都市内の事務管コードは▲619902である。

### JR西日本
- JR西日本の在来線各線は地上駅であり、東海道本線（JR京都線・琵琶湖線）・湖西線用の島式ホーム3面6線と単式ホーム1面1線、構内西側に山陰本線（嵯峨野線）用の頭端式ホーム3面4線、南側に奈良線用の頭端式ホーム2面3線（このうち1線のみ大阪方面に延びている）を持つ。
- 各ホームは西側橋上駅舎と東側改札内地下通路で結ばれている。橋上駅舎から各ホームにはエレベーターが設置されている。停車場に分類される。
- 北側の烏丸中央口に面しているホームは、全長558mで日本一長いホームとして知られているが、0番のりば（旧1番のりば）のホーム自体の長さは323mであり、残りの部分は西端に切り欠きホームとして設けられている30番のりば（235m）である。この30番のりばは関西空港行きの特急「はるか」専用で、1994年9月4日の運転開始当初は「はるかホーム」という名称が付けられていた。なお、4代目の新駅ビル建設に際して旧1番のりばを取り壊し、現0番のりばのホーム拡幅に利用している。
- 以前は、運行管理上は、現0番線が2番線、現2番線が4番線、現7番線が11番線と呼ばれていたが、2002年7月29日の運行管理システムの導入の際に線路呼称を変え、運転線路名と旅客案内上ののりば名を一致させた。これに伴い、東海道本線上り通過線である1番線は、ホームとしては欠番になっている。
- また、東海道本線の下り通過線は2002年7月29日の運行管理システムの導入の際に廃止されており、当駅を通過する吹田方面行きの貨物列車は6番または7番のりばを通過する。
- 西側にある山陰本線ホームは、以前は「山陰1・2番のりば」、1989年のホーム増設後は「山陰1 - 4番のりば」と呼ばれており、機回し線（電化後に撤去）が敷設されていたが、1994年12月3日にホーム番号の呼び名が整理され、「はるかホーム」を含めて30 - 34番のりばと呼ぶようになった。30番台にしたのは、山陰本線の「さん」にかけたものである[55][新聞 12]。このうち34番のりばは、日本一大きい数字のホーム番号である[55]。旧駅ビル時代は待合室が存在したが、その後長らくは、6・7番のりばにある小さな列車待ちスペース以外は、待合室は存在しなかったが、2007年3月18日に、長距離列車の発着の多い0番のりばにも待合室が設置された。

#### のりば
先述の通り1番のりばは欠番となっている。0番のりばの西側が30番のりばで、その北側に山陰線の31〜34番のりばがある。
方面表記は2020年6月30日現在の「JRおでかけネット」の駅構内図に即している。また、特急列車専用ホームは、当該特急の直通路線名で案内されているのでそれに合わせた。
基本的に、0 - 3番のりばが東海道本線上り（湖西線・草津線直通を含む）、4 - 7番のりばが東海道本線下り、8 - 10番のりばが奈良線、30番のりばが関空特急「はるか」、31番 - 33番のりばが山陰本線、11・12番線が東海道新幹線上り、13・14番線が同新幹線下りに用いられている。
2022年3月6日に2番線、10月19日に5番線にホームドアが設置された。
なお30番のりばは、2029年度に関空特急「はるか」全列車の運行が山科駅へ延伸した後、嵯峨野線ののりばに変更することが発表されている。
発着する特急については後述する。
| のりば | 路線                        | 行先                                 | 備考                                                          |
| ------ | --------------------------- | ------------------------------------ | ------------------------------------------------------------- |
| 0      | 高山線 特急                 | 高山方面                             | 「ひだ」                                                      |
| 0      | 北陸線 特急                 | 敦賀方面                             | 「サンダーバード」                                            |
| 0      | 琵琶湖線（東海道本線）      | 大津・草津・米原方面                 | 特急「らくラクびわこ」・「はるか」 草津線直通列車、一部新快速 |
| 2・3   | 琵琶湖線（東海道本線）      | 大津・草津・米原方面                 | 一部0番のりば                                                 |
| 2・3   | 湖西線                      | 堅田・近江今津方面                   | 基本的に3番のりばを使用することが多い                         |
| 4・5   | JR京都線（東海道本線）      | 高槻・大阪・三ノ宮方面               | 一部6・7番のりば                                              |
| 6・7   | JR京都線（東海道本線）      | 新大阪・大阪方面                     | 特急「サンダーバード」 「らくラクびわこ」、一部新快速         |
| 6・7   | きのくに線（紀勢本線） 特急 | 和歌山・白浜・新宮方面               | 「くろしお」                                                  |
| 6・7   | 智頭急行線経由 山陰線 特急  | 鳥取・倉吉方面                       | 「スーパーはくと」                                            |
| 6・7   | 関西空港線 特急             | 天王寺・関西空港方面                 | 野洲・草津方面からの「はるか」                                |
| 8 - 10 | 奈良線                      | 東福寺・宇治・奈良方面               |                                                               |
| 30     | 関西空港線 特急             | 天王寺・関西空港方面                 | 京都始発の「はるか」                                          |
| 31     | 嵯峨野線（山陰本線） 特急   | 福知山・城崎温泉・天橋立・東舞鶴方面 | 「きのさき」「はしだて」「まいづる」 一部30番のりば           |
| 32・33 | 嵯峨野線（山陰本線）        | 二条・嵯峨嵐山・亀岡・園部方面       | 一部31番のりば                                                |
| 34     | 嵯峨野線（山陰本線）        | 降車専用ホーム                       | 降車専用ホーム                                                |

（出典：JR西日本:構内図）

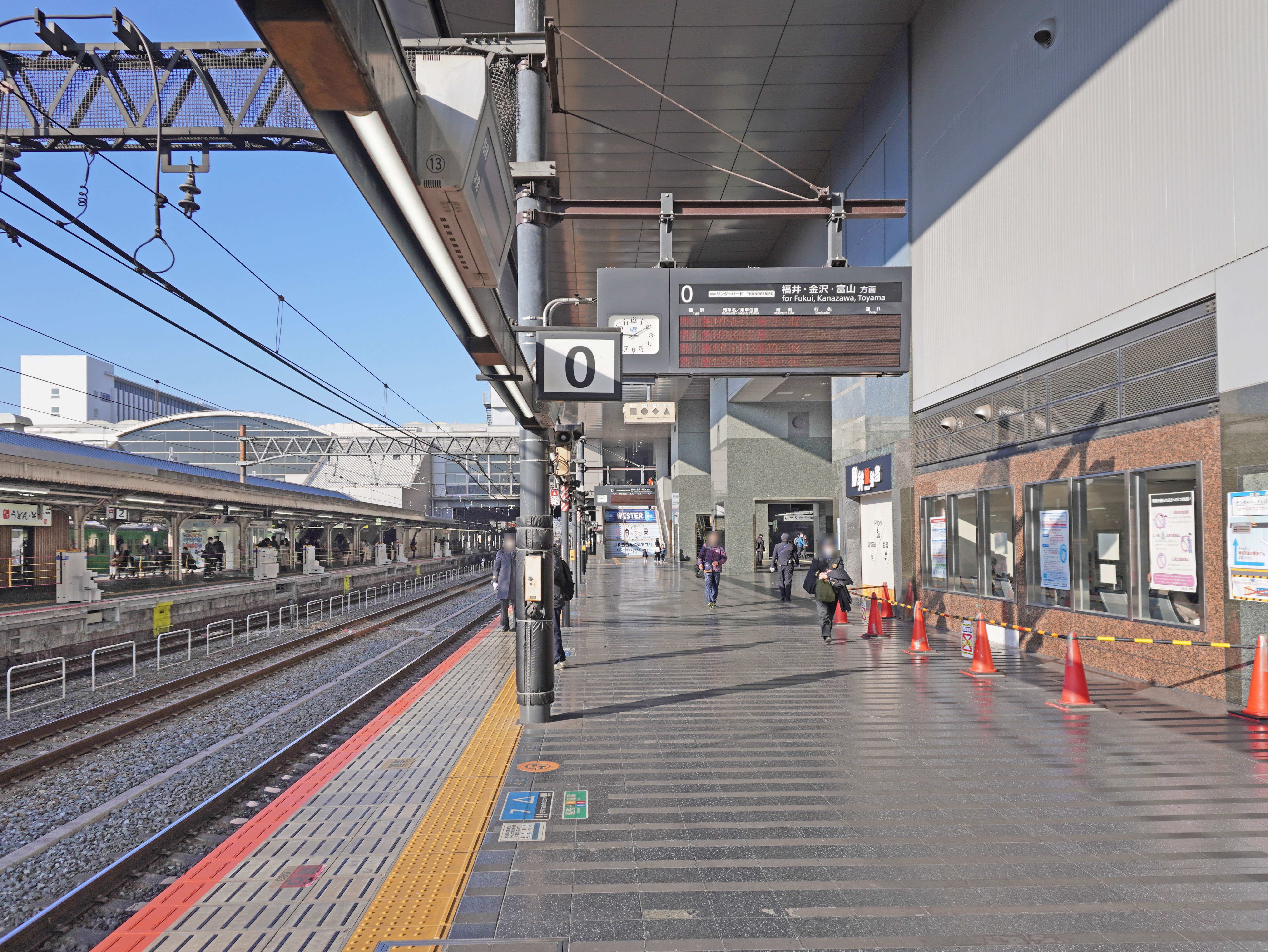
0番のりばホーム（2022年12月）
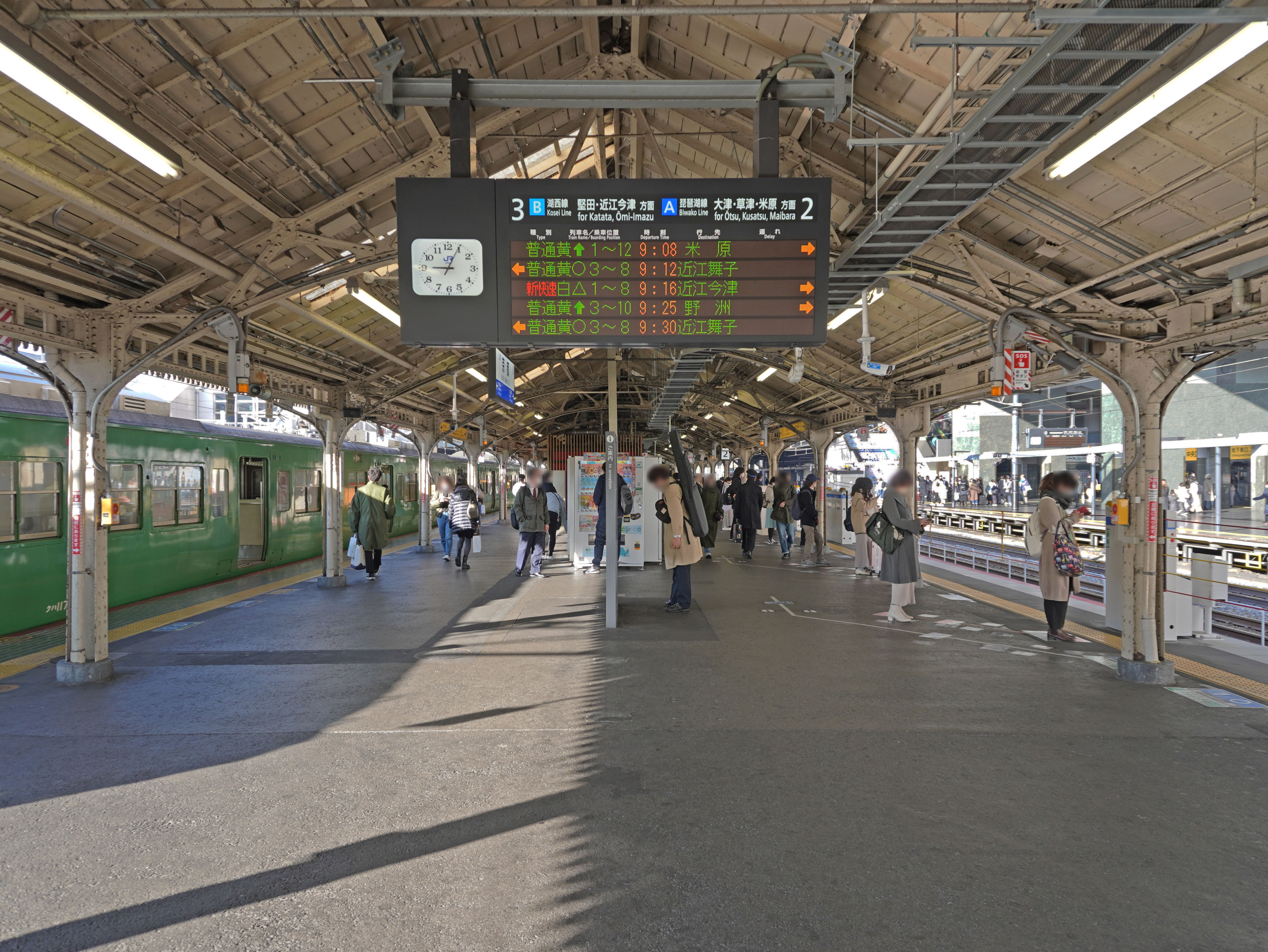
2・3番のりばホーム（2022年12月）
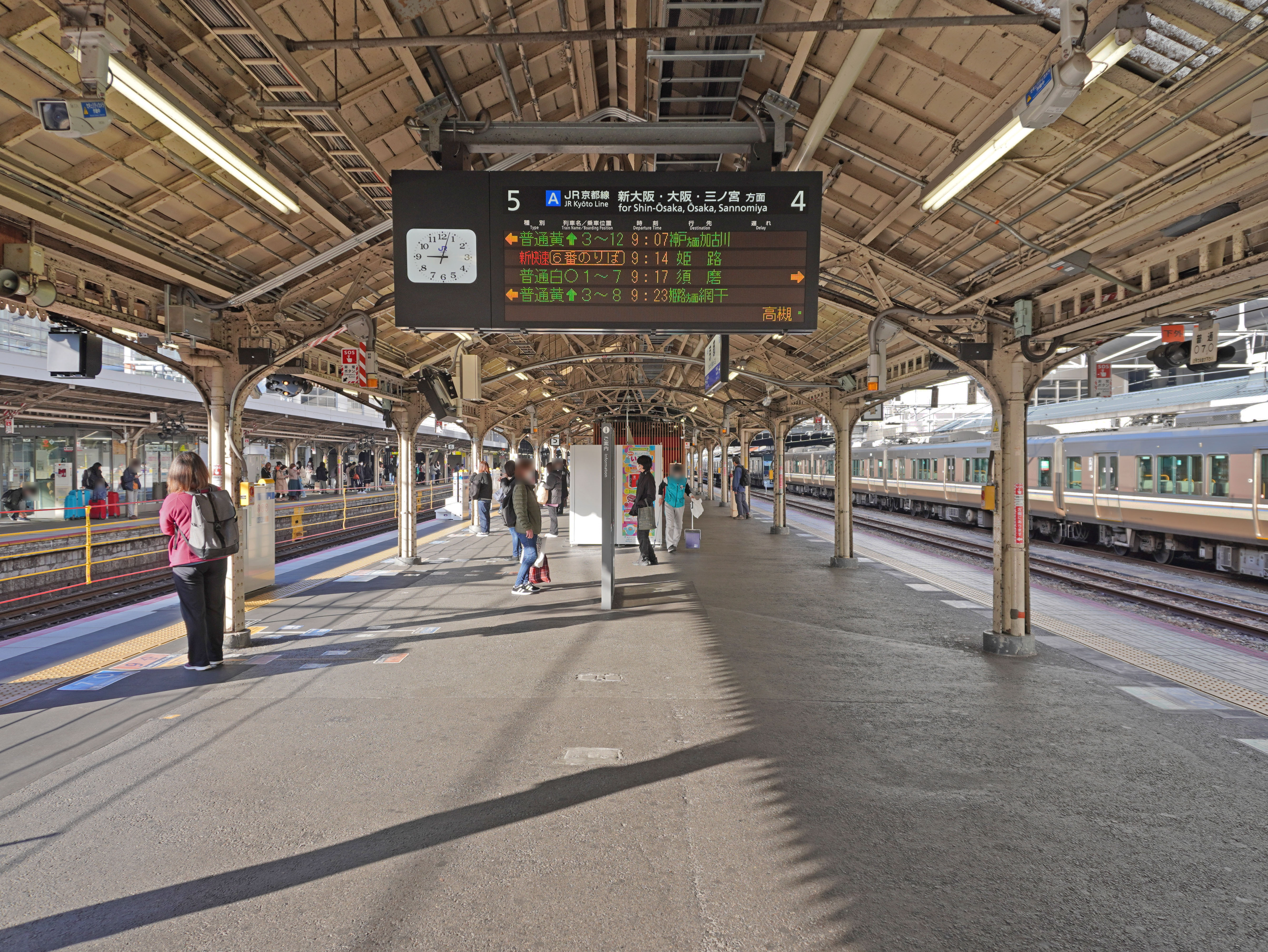
4・5番のりばホーム（2022年12月）
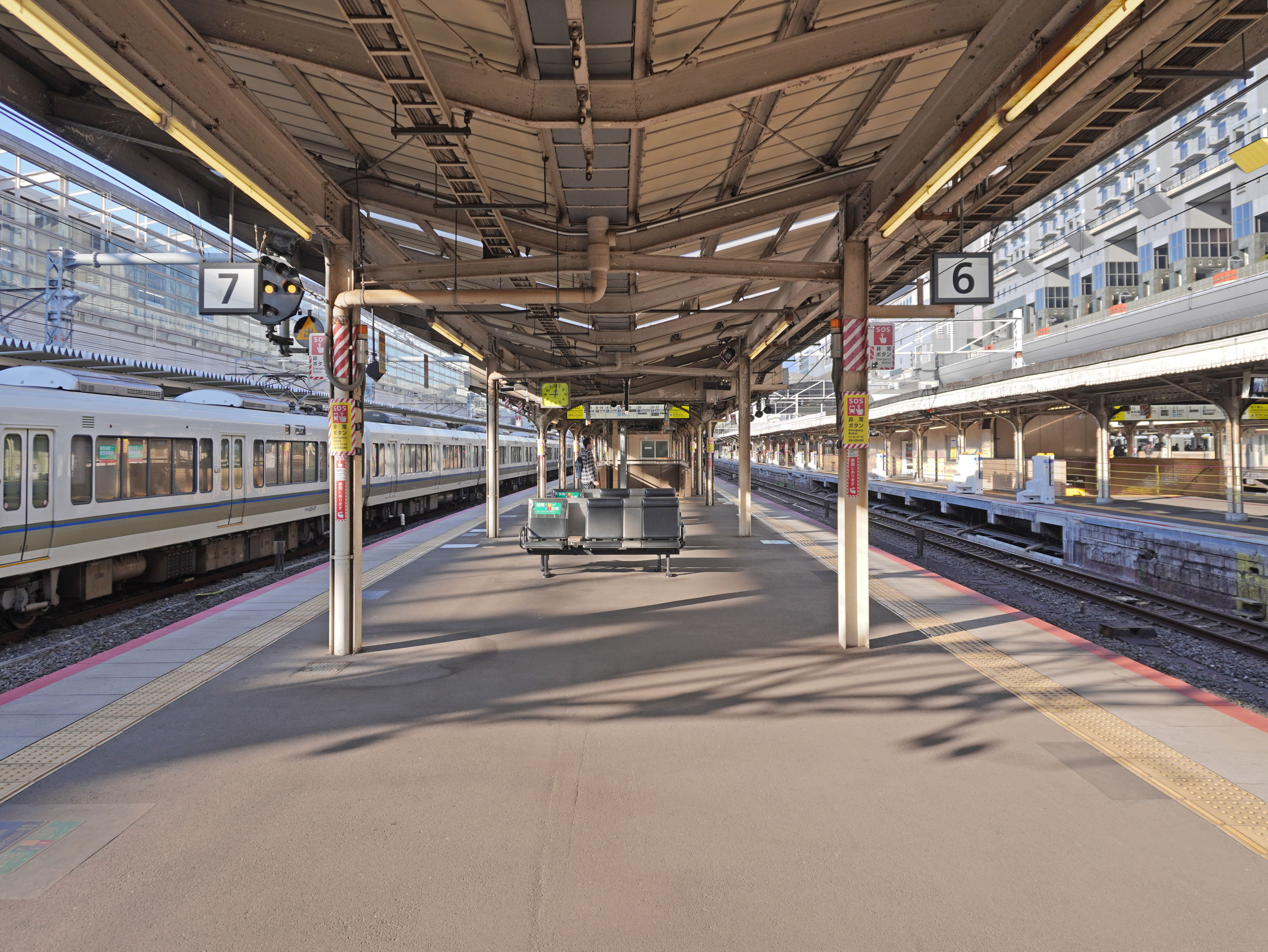
6・7番のりばホーム（2022年12月）
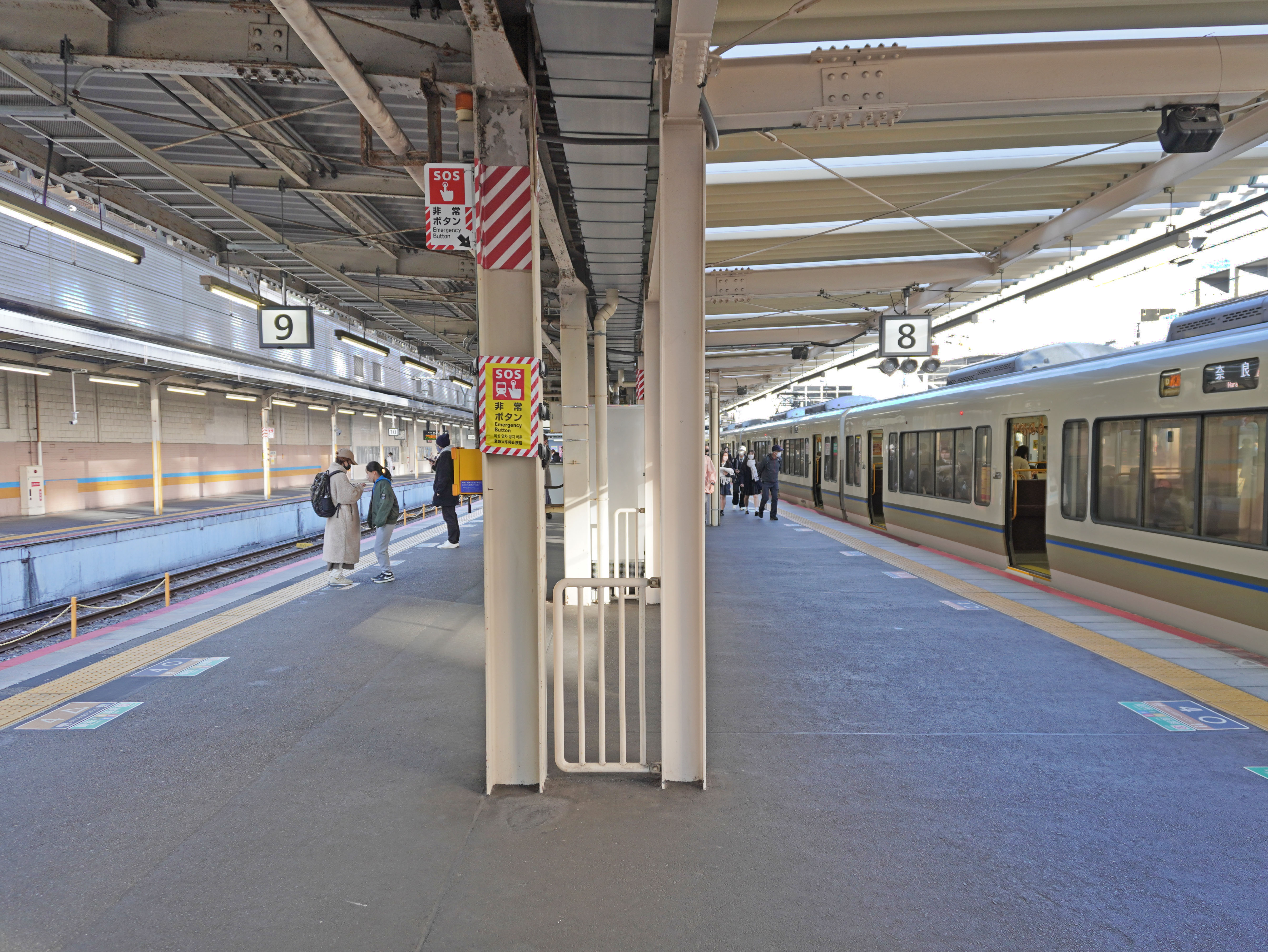
8・9番のりばホーム（2022年12月）
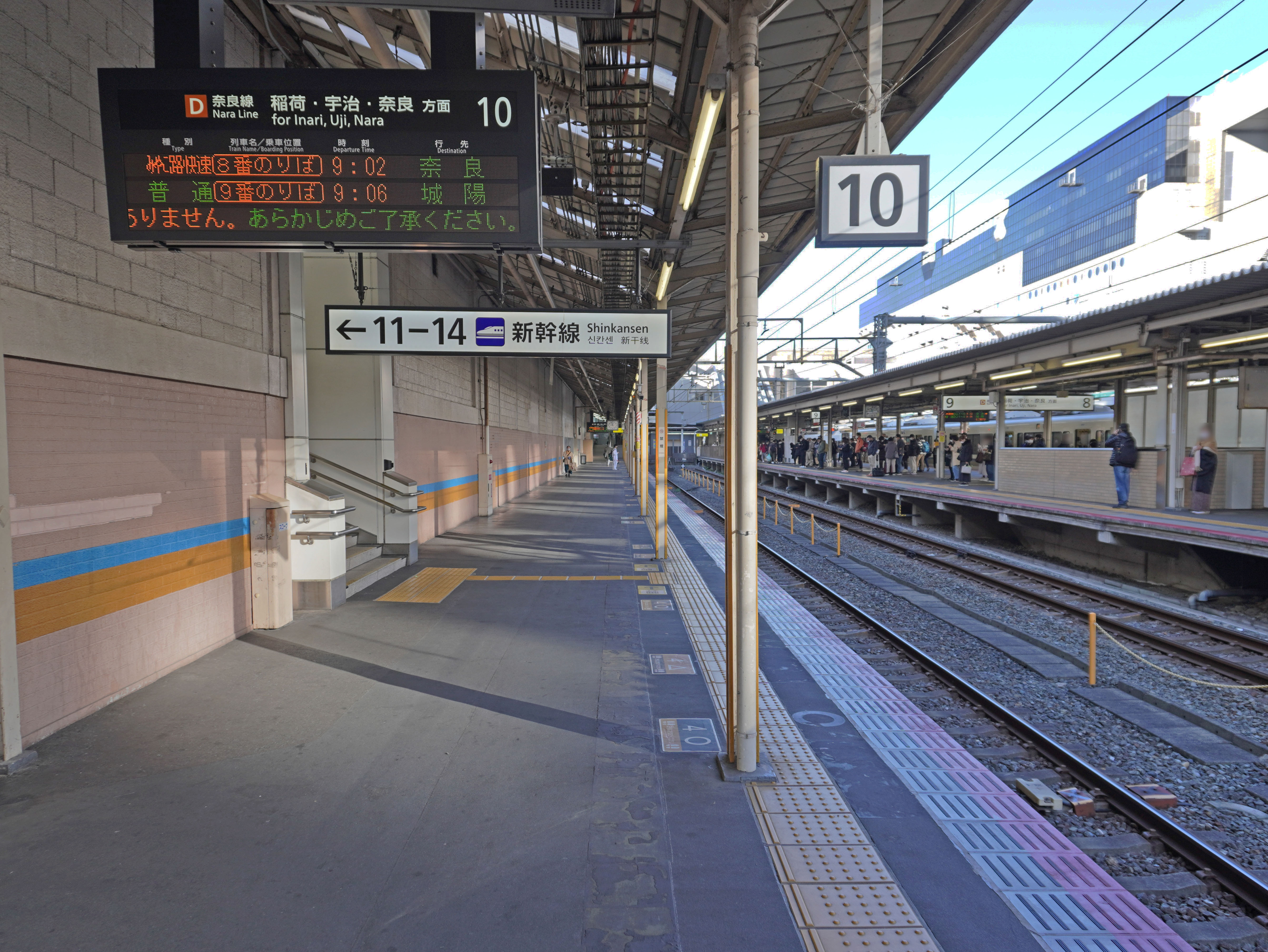
10番のりばホーム（2022年12月）
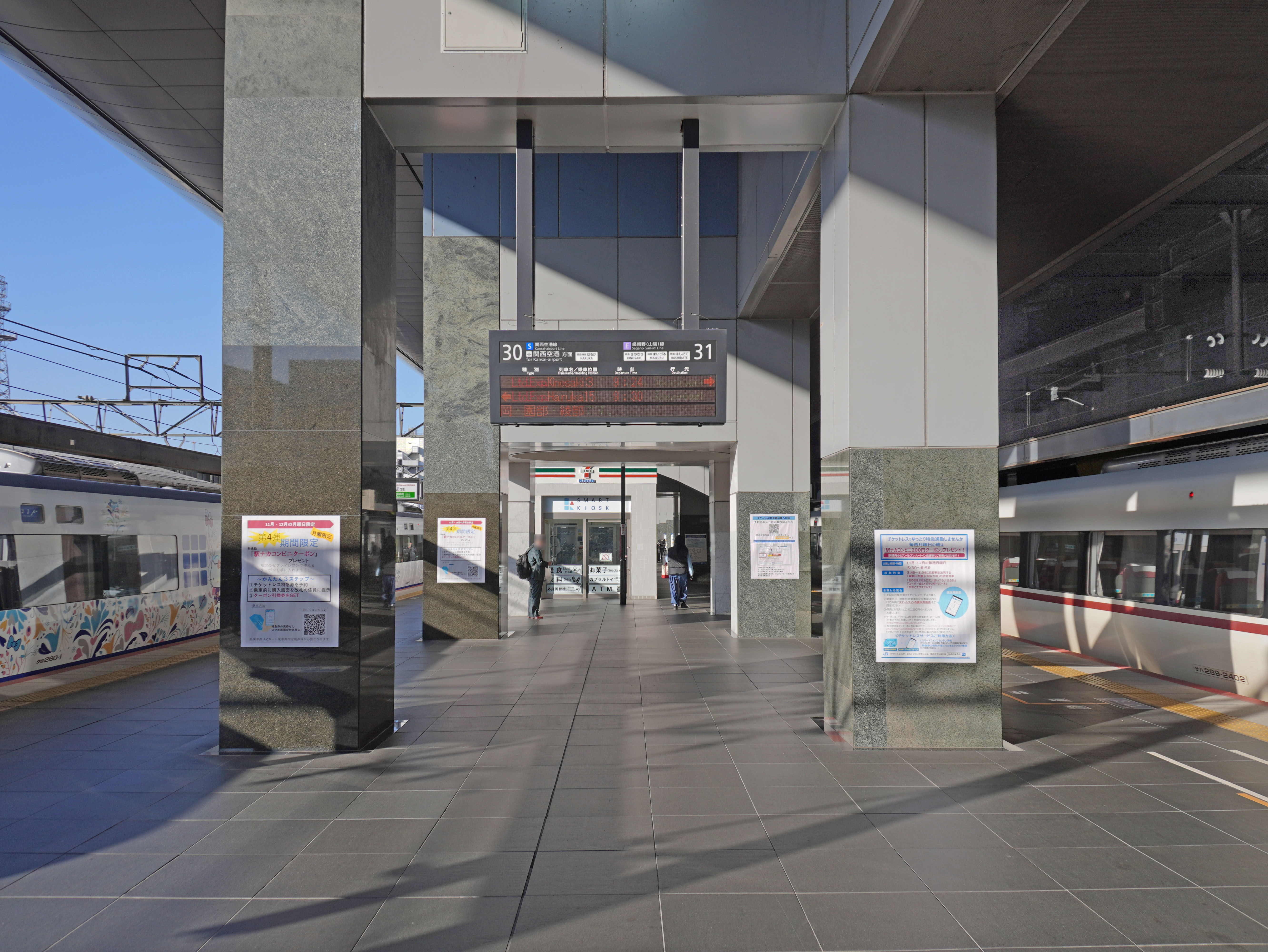
30・31番のりばホーム（2022年12月）
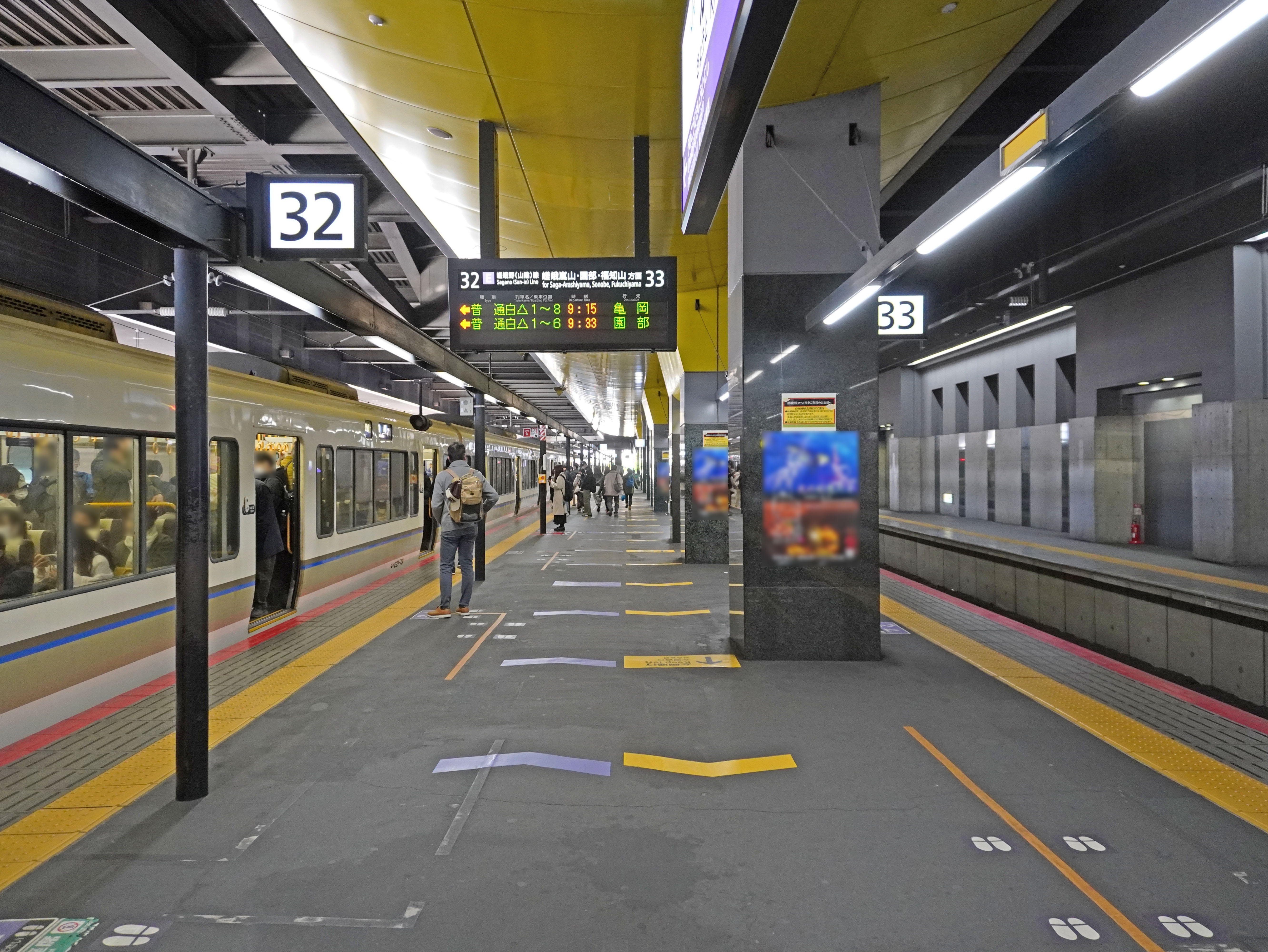
32・33番のりばホーム（2022年12月）
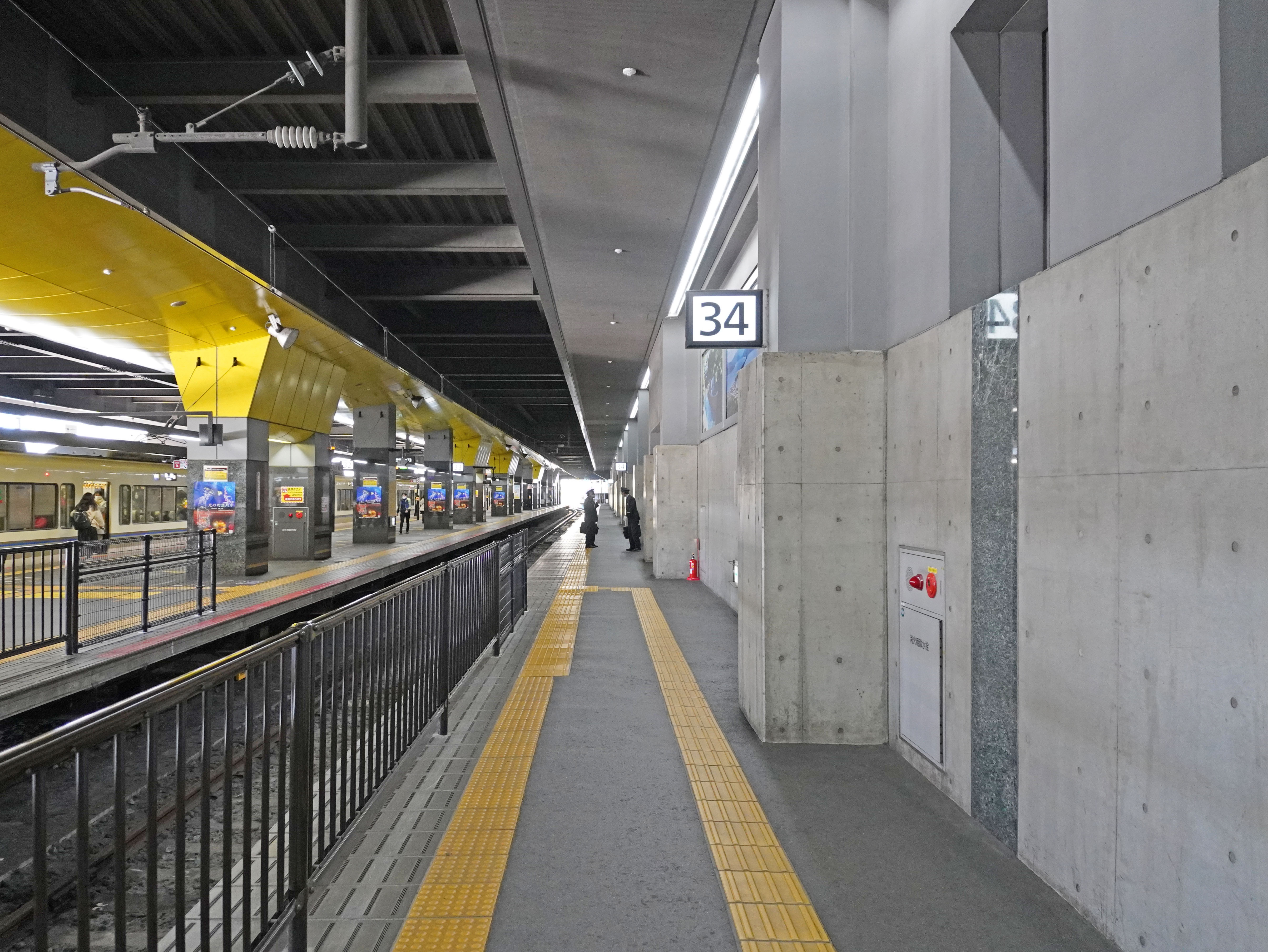
34番のりばホーム（2022年12月）

2024年（令和6年）3月16日現在、のりばは上記のように案内されているが、細かく分けると以下のように使用されている。
- 琵琶湖線の新快速・普通と、湖西線の新快速・平日夕方の快速は基本的に2番のりばを使用するが、平日朝の琵琶湖線・湖西線に直通する新快速と、夕ラッシュ時に草津線に直通する普通は0番のりばを使用する。3番のりばは湖西線の普通および土曜日・休日の快速（当駅始発）、当駅で新快速の接続待ちを行う琵琶湖線の普通が使用する。
  - 2017年3月3日までは、大阪発9時台に、前4両が湖西線近江今津・敦賀行き、後ろ8両が当駅止まりになる運用があったが、6日からは12両で近江今津まで行くようになった。
  - 2023年現在も平日大阪発7時台の新快速で、0番乗り場にて分割し、前4両が湖西線経由敦賀行き、後ろ8両が琵琶湖線米原行きとなる列車がある。この列車のみ後ろ8両が先行する前4両と山科駅で接続を取って先に発車する。
- JR京都線方面の列車は、普通電車（京阪神緩行線）は基本的に4番のりば、その他の電車は5番のりばから発車する。ただし、毎日朝と平日夕方の新快速は6・7番のりばから発車する。
- 特急列車については関空特急「はるか」を除き、北陸方面「サンダーバード」・米原方面「らくラクびわこ」・高山方面「ひだ」は0番のりば、姫路方面「らくラクはりま」・鳥取方面「スーパーはくと」・白浜方面「くろしお」・大阪行きの「サンダーバード」「らくラクびわこ」「ひだ」は6・7番のりばを使用する。
- 関空特急「はるか」は原則として行き止まりの30番のりばを専用ホームとして使用するが、野洲・草津発の列車に限り6・7番のりばを使用する。野洲行きの「はるか」は0番のりばを使用する。
- 0番のりばは、「スーパーはくと」・「らくラクはりま」・「くろしお」などの当駅止まりの列車も到着し、列車によっては「はるか」用の30番のりばに到着するものもある。
- 6・7番のりばは琵琶湖線・湖西線・草津線からの当駅止まりの列車も到着する。その多くは京都総合運転所への回送になる。
- 2006年3月17日まで運行されていた東京発の寝台特急「出雲」は、東海道本線から山陰本線への直通が2番線以外では不可能であったため、2番のりばから発着していた。
- 大阪方面から奈良線へ直通する臨時列車は、2・3番のりばを使用する。

JR西日本 京都駅 構内配線図

#### 発着する在来線優等列車
当駅は関空特急「はるか」、山陰本線経由で北近畿方面へ向かう各種特急の起点となっている（ただし、「はるか」の一部は野洲駅または草津駅を始発・終着駅とする）。また、大阪駅発着の北陸・飛騨行きの特急も停車する。
- 北陸方面
  - 特急「サンダーバード」（大阪駅 - 敦賀駅。福井・金沢・富山へは敦賀駅で北陸新幹線「つるぎ」の乗り換えが必要）
- 東海道・高山線方面
  - 特急「ひだ」（大阪駅 - 高山駅。上り下り1日各1本のみ。大阪発着列車には富山直通はない）
  - 特急「らくラクびわこ」（大阪駅 - 草津駅・米原駅）平日のみ上り2本下り1本。
- 東海道・山陽線方面
  - 特急「らくラクはりま」（京都駅 - 網干駅）平日のみ上り下り各1本。
- 山陰方面（智頭急行線経由）
  - 特急「スーパーはくと」（京都駅 - 鳥取駅・倉吉駅）上り下り1日各2本のみ。それ以外は大阪発着。
- 阪和線
  - 関空特急「はるか」（野洲駅・草津駅・京都駅 - 関西空港駅）
  - 特急「くろしお」（京都駅 - 和歌山駅・白浜駅・新宮駅）上り下り1日各1本のみ。それ以外は新大阪発着。
- 北近畿方面（山陰本線・舞鶴線・京都丹後鉄道宮福線・京都丹後鉄道宮豊線経由）
  - 特急「きのさき」（京都駅 - 福知山駅・豊岡駅・城崎温泉駅）
  - 特急「はしだて」（京都駅 - 福知山駅 - 天橋立駅 - 豊岡駅）
  - 特急「まいづる」（京都駅 - 綾部駅 - 東舞鶴駅）京都駅 - 綾部駅間は特急「はしだて」と併結。

#### 出入口
在来線の出入口は、北側地上に「烏丸中央口」、南北自由通路に通じる西側橋上駅舎上に「西口」、地下自由通路に通じる地下1階に「地下東口」、南東側地上に「八条東口」がある。
現存しない出入口もあり、北側地下1階に存在した「地下中央口」は、2022年12月25日をもって閉鎖された。2007年8月23日から2023年5月7日までは山陰線30番・31番乗り場ホームからビックカメラJR京都駅店2階に直結する「西洞院口（にしのとういんぐち）」が設置されていた。
乗り換えは、烏丸口のバス利用者は「烏丸中央口」、八条口のバス利用者は「八条東口」「新幹線八条口」など、近鉄線へは西口、地下鉄へは地下東口が至近である。
他の京都市内にある各線の駅や大都市の主要駅と比べると、烏丸中央口は駅前のターミナル（バス・タクシーのりば）が広くゆとりがあるのが特徴である。
今後、南北自由通路に面する「西口」の向かい側に新たな出入口を設ける計画がある。高速バス乗り場が移設される再開発ビルと接続の自由通路と合わせ、2031年供用、事業費195億円での整備が発表されている。

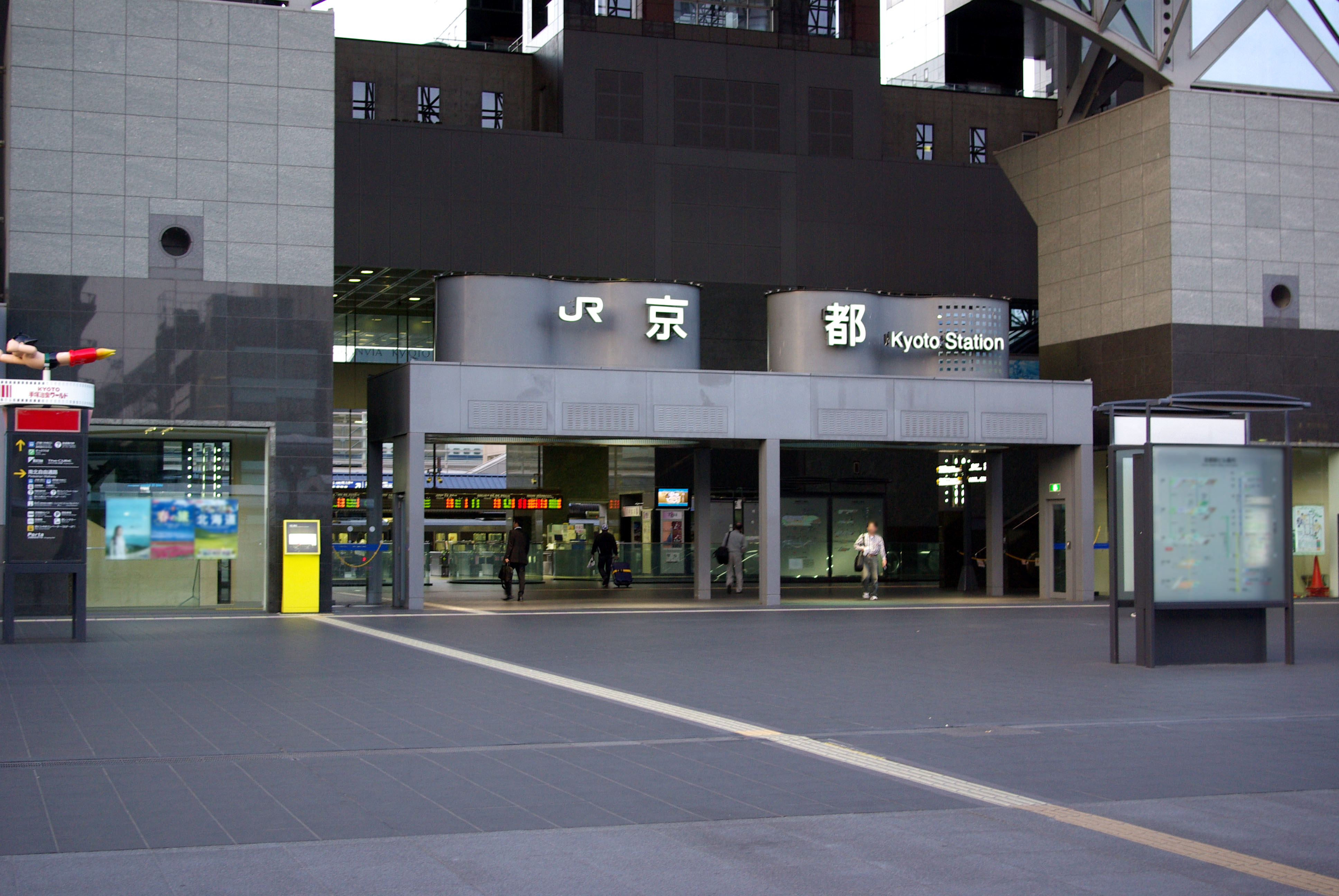
烏丸中央口（2009年4月）
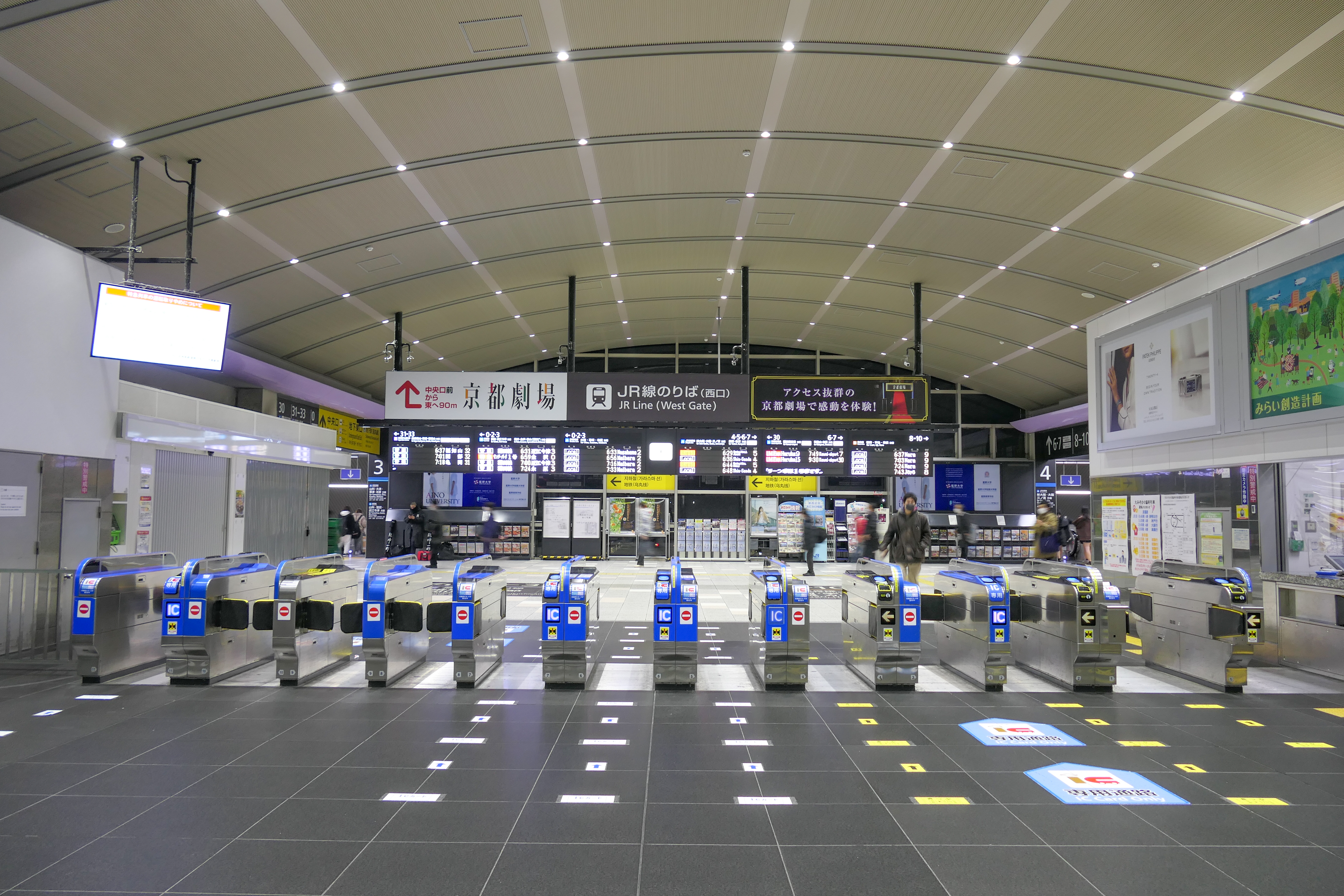
西口改札（2021年12月）
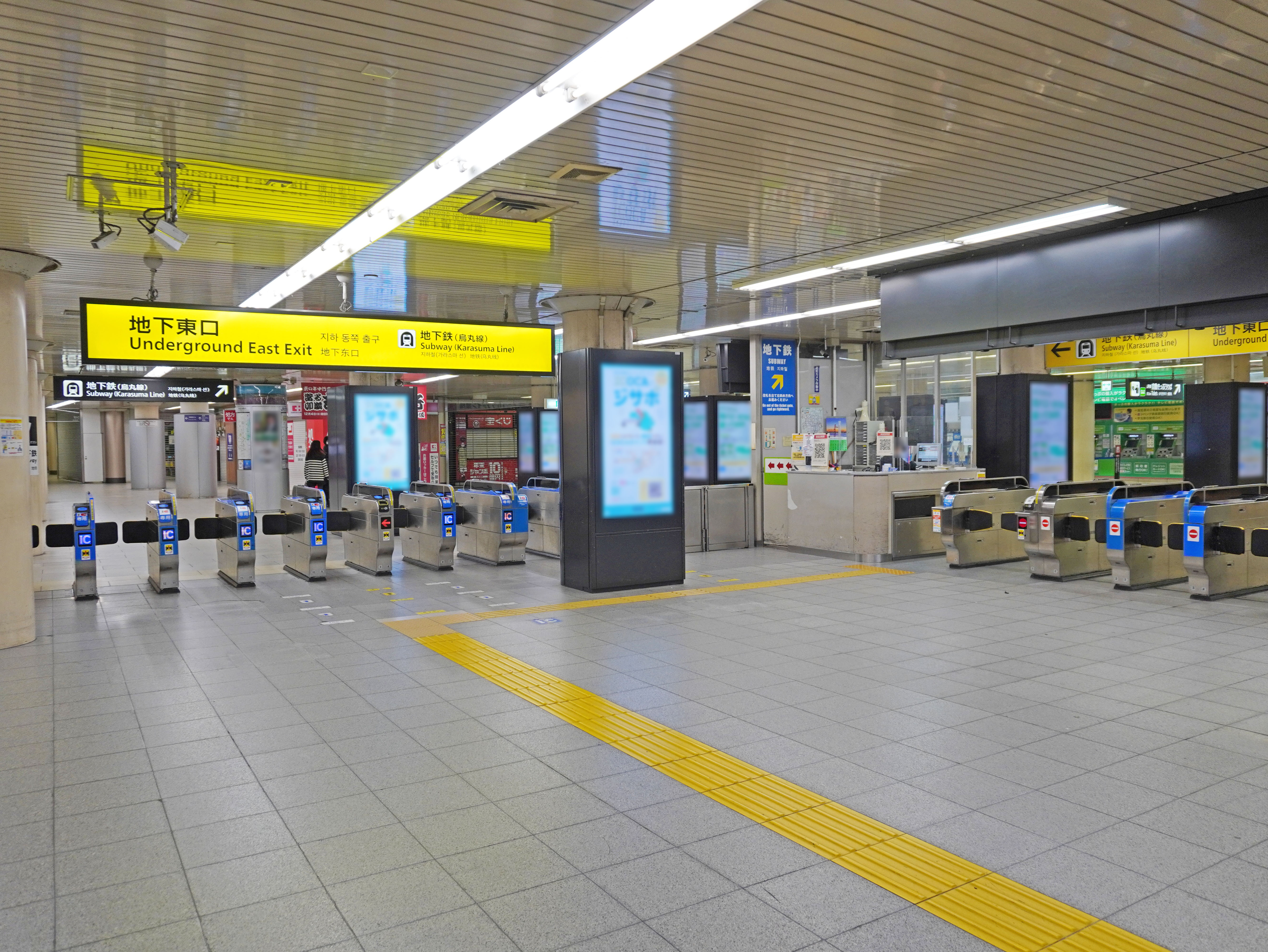
地下東口改札（2022年12月）
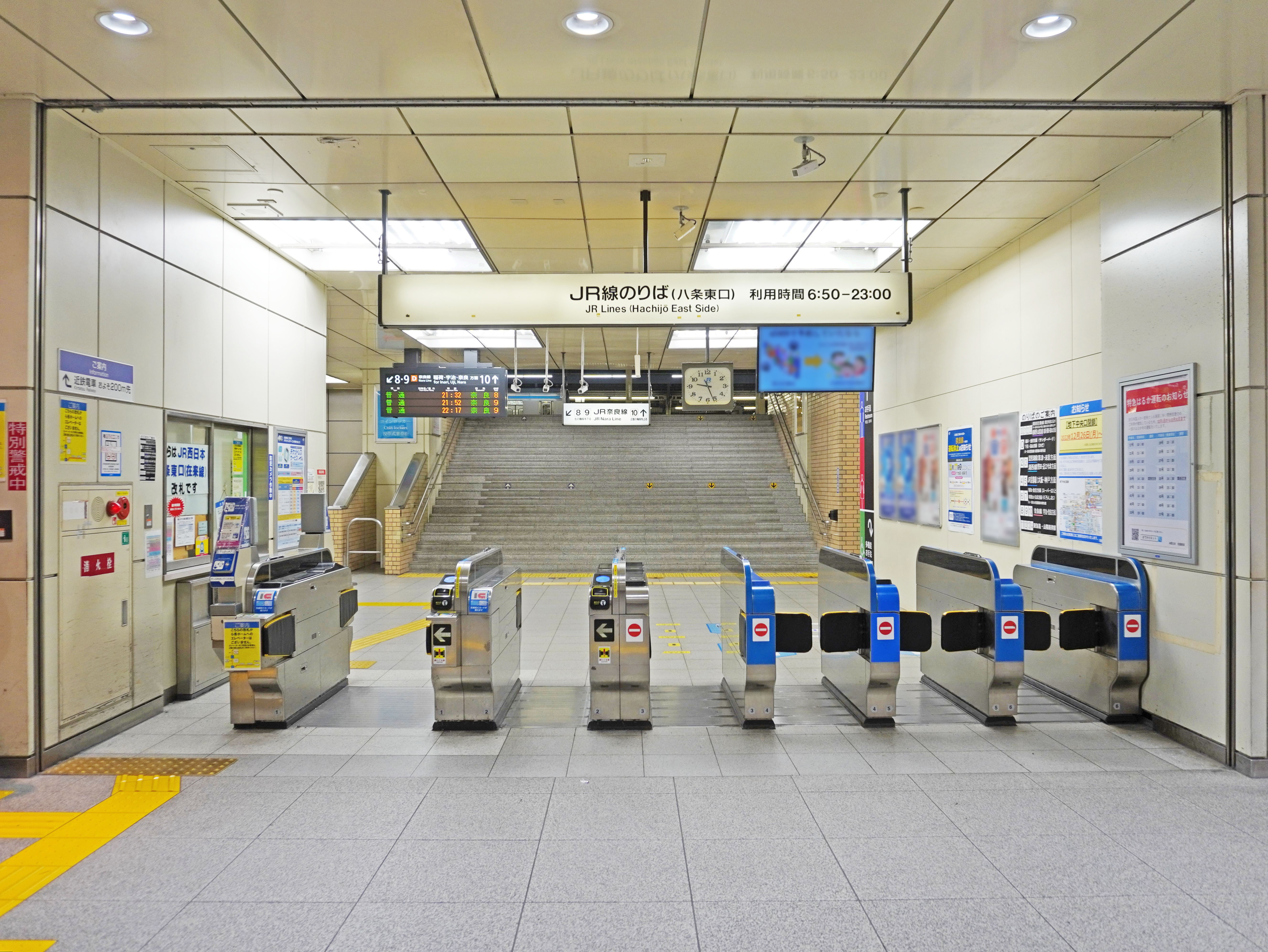
八条東口改札（2022年12月）
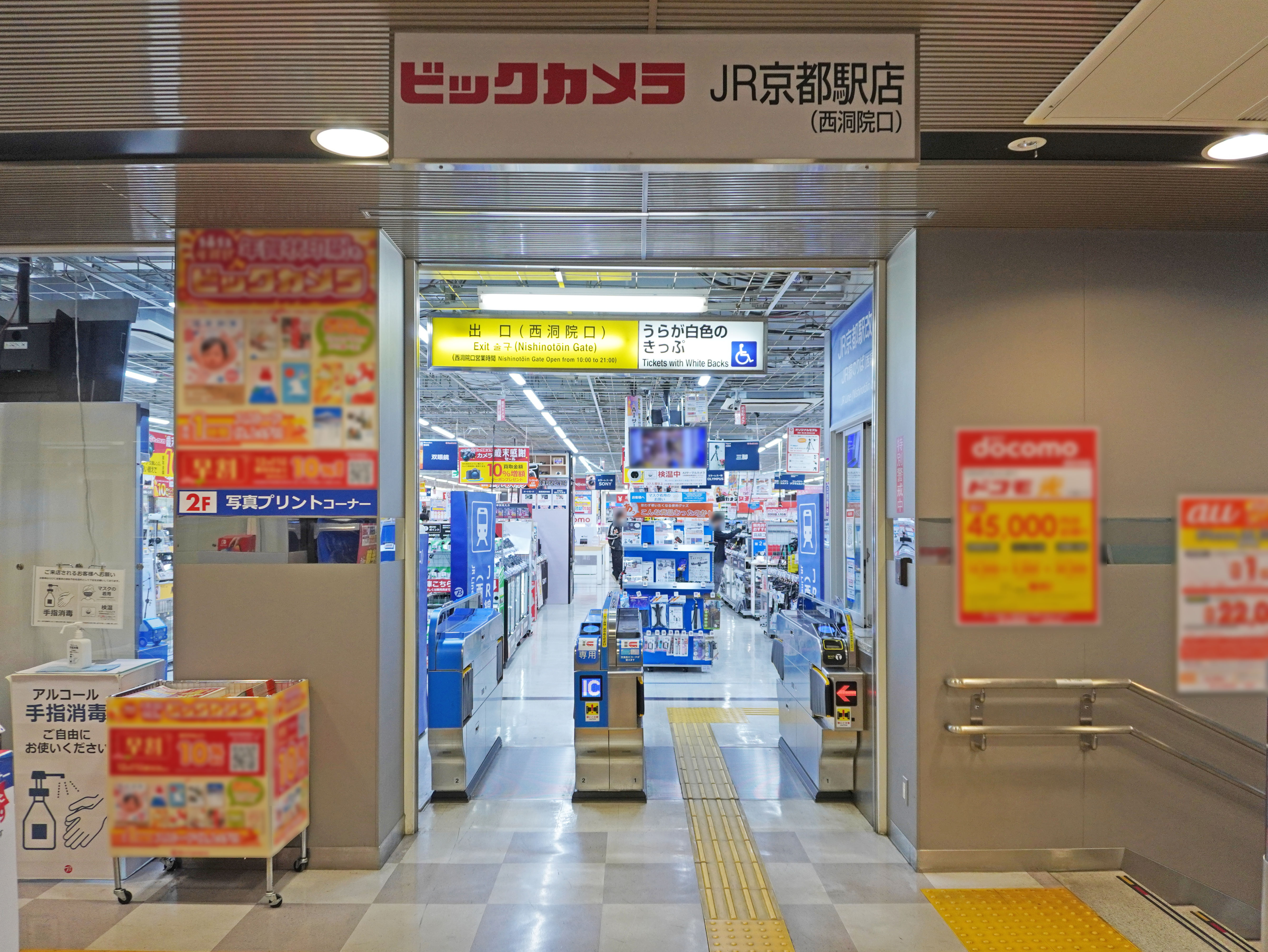
西洞院口改札（2022年12月）
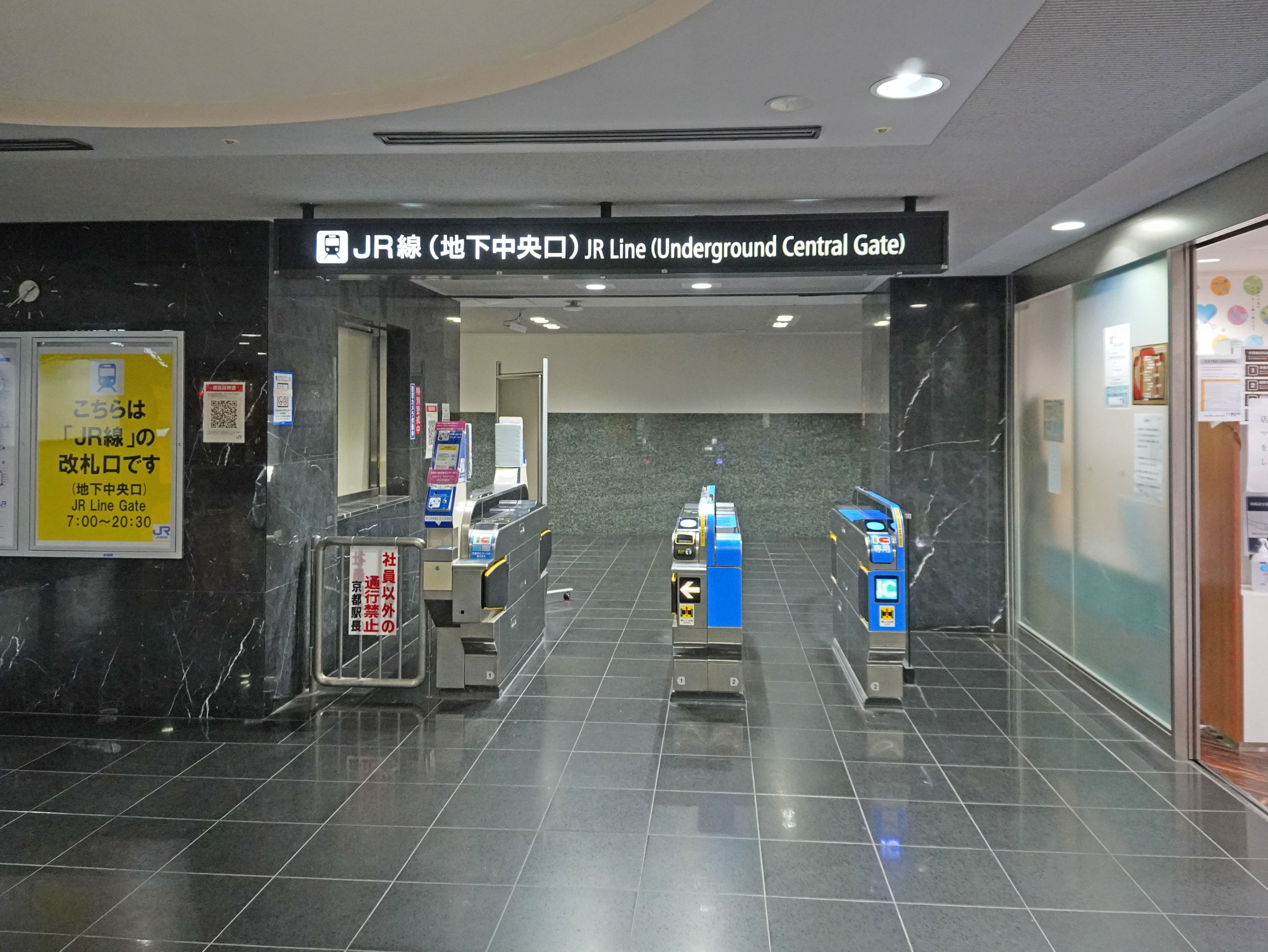
地下中央口改札（当時、2022年12月）
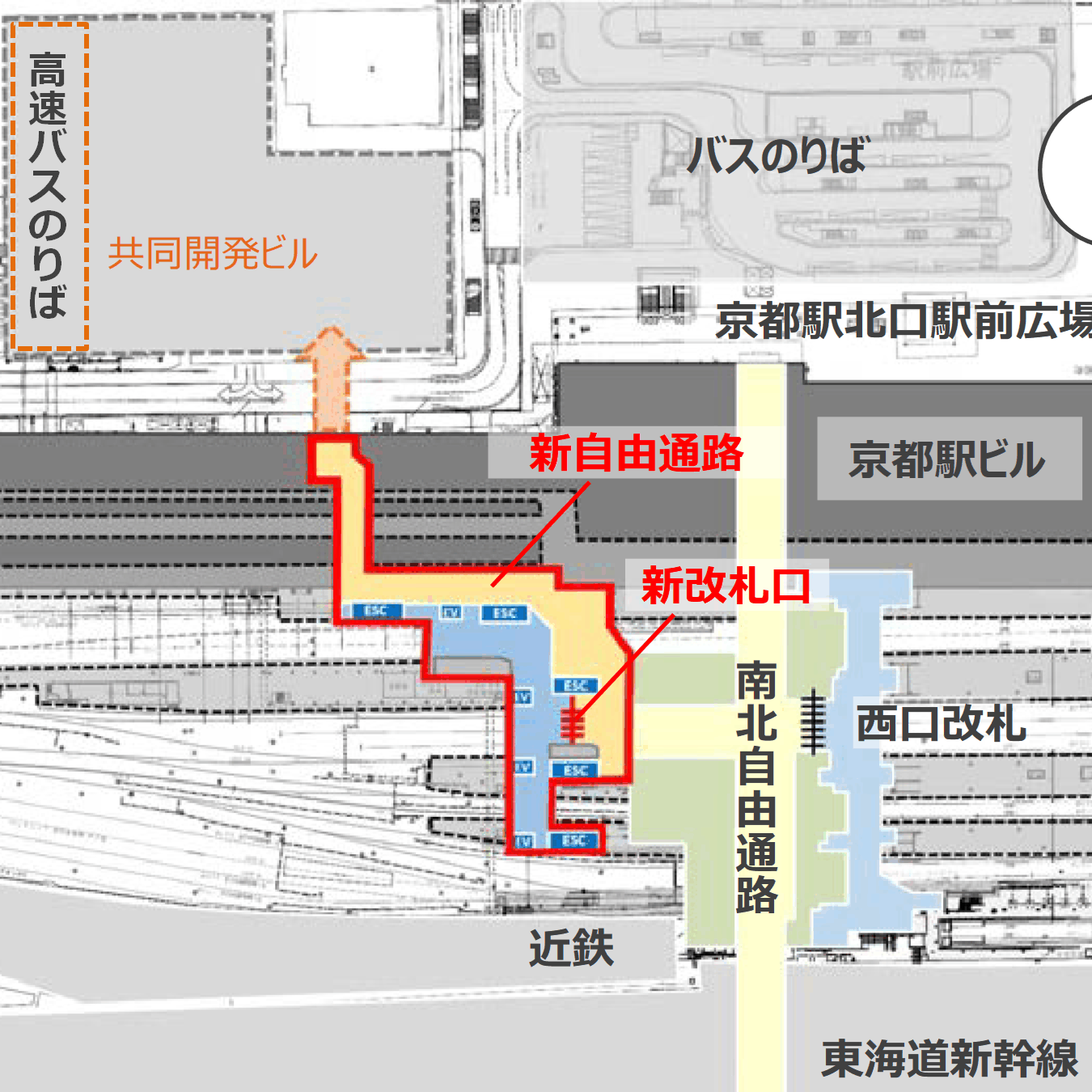
出入口・自由通路の新設位置

#### トイレ
トイレは西・地下東・八条東改札は改札内に、中央改札は改札外にある。ホームには0番 奈良線 嵯峨野線ホームにある。多機能トイレがあるのは各改札と0番乗り場（画像参照）

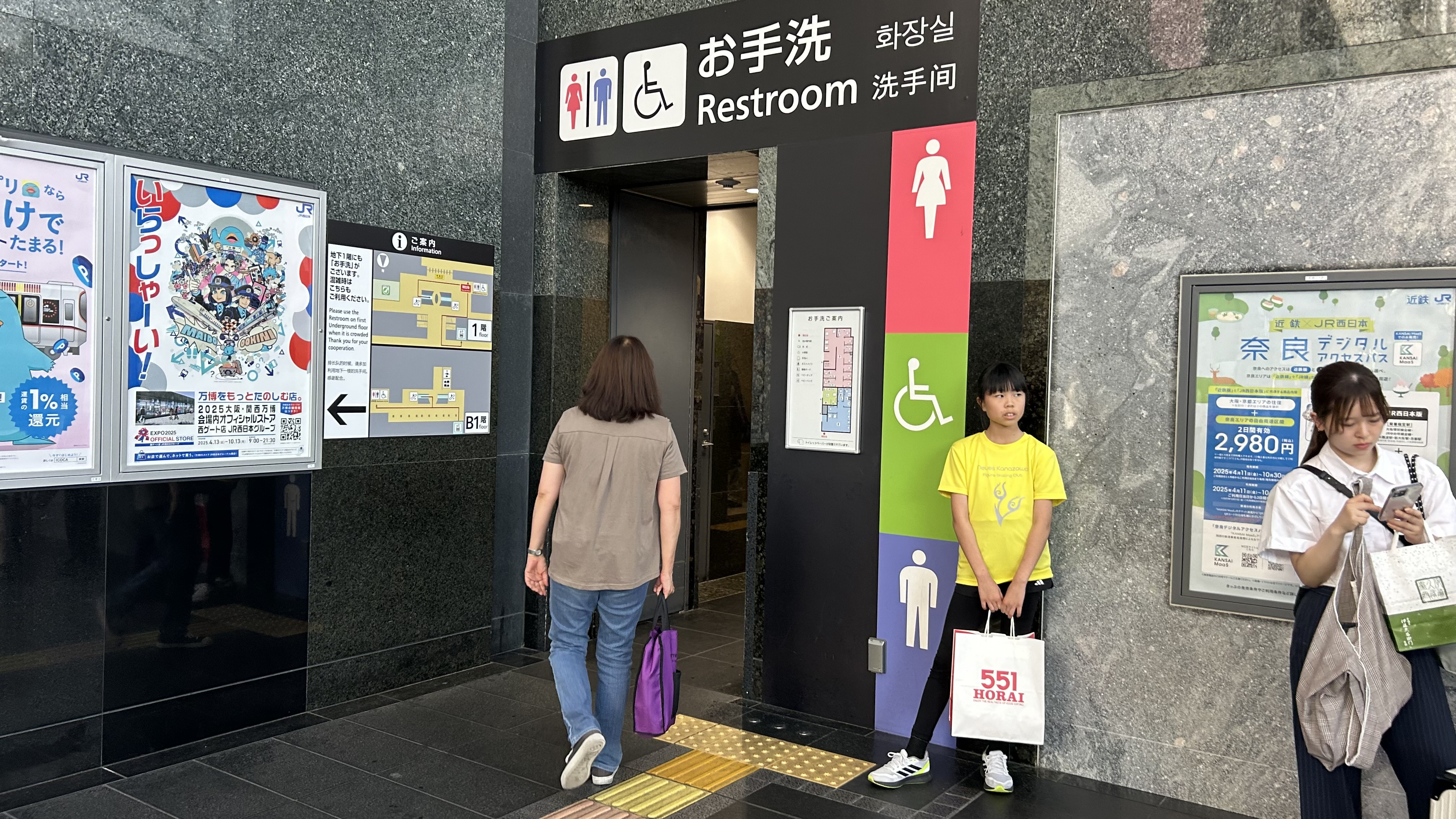
中央改札外トイレ （2025年6月）
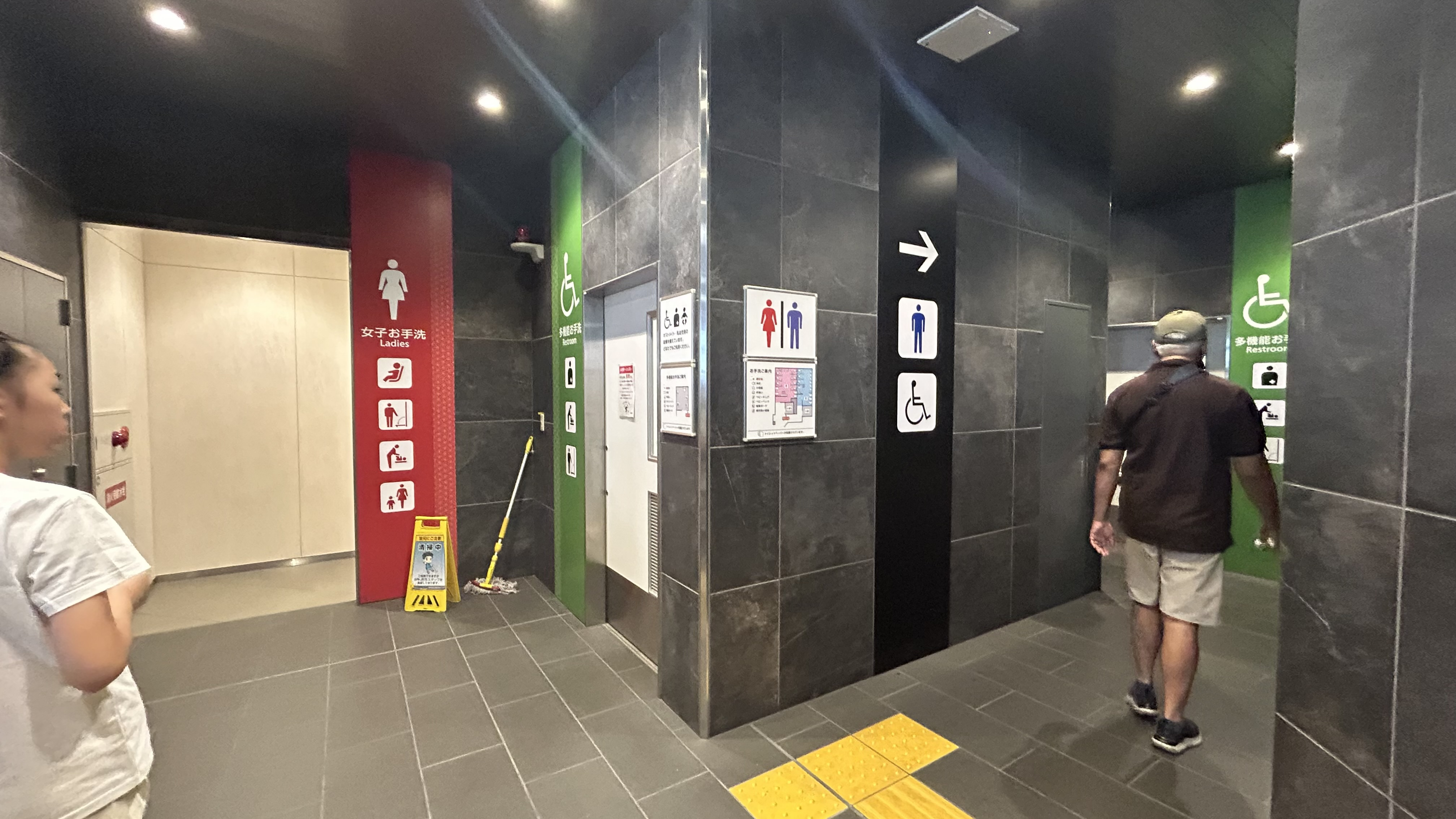
西改札内トイレ （2025年6月）
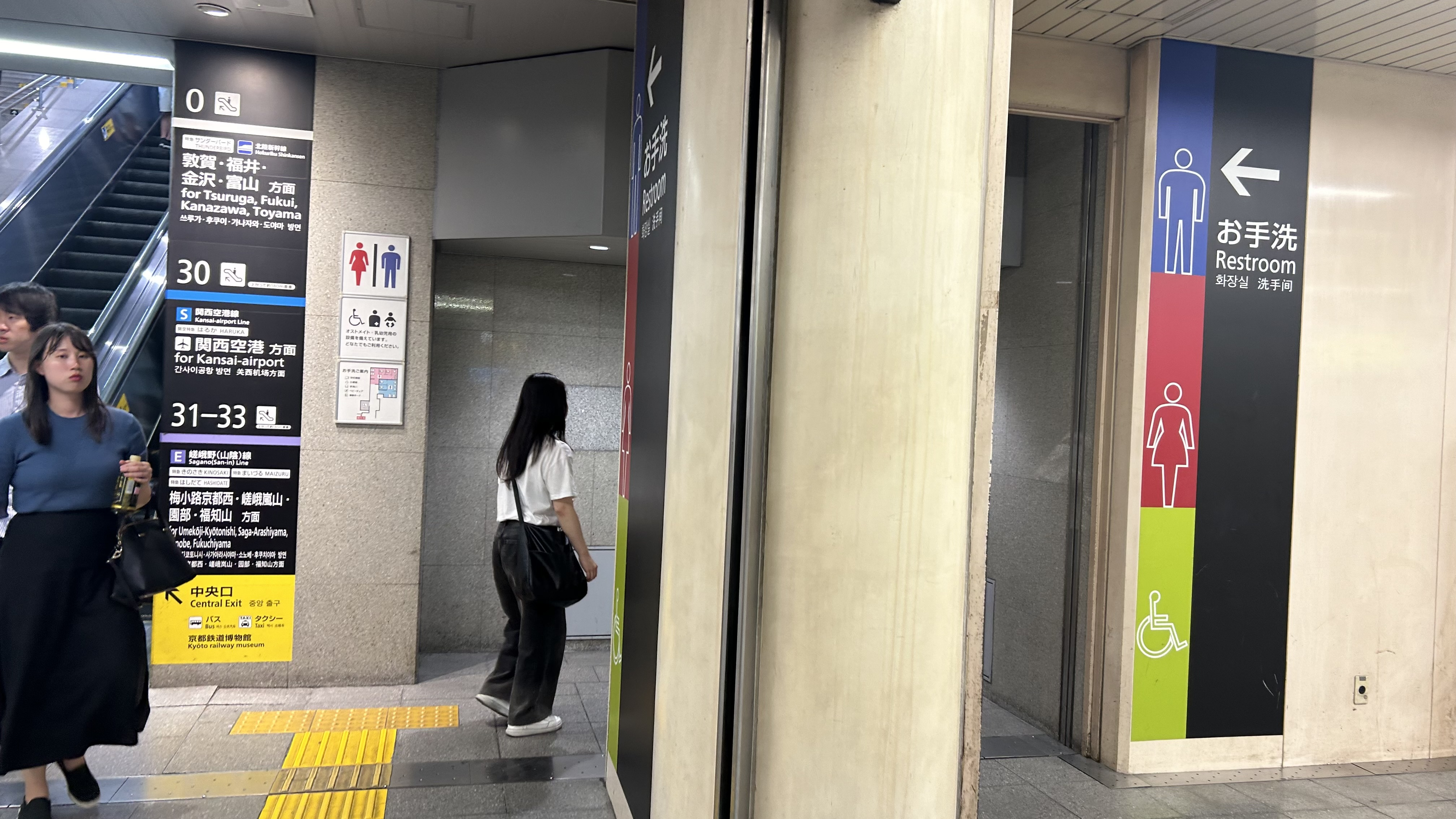
地下東改札内トイレ （2025年6月）
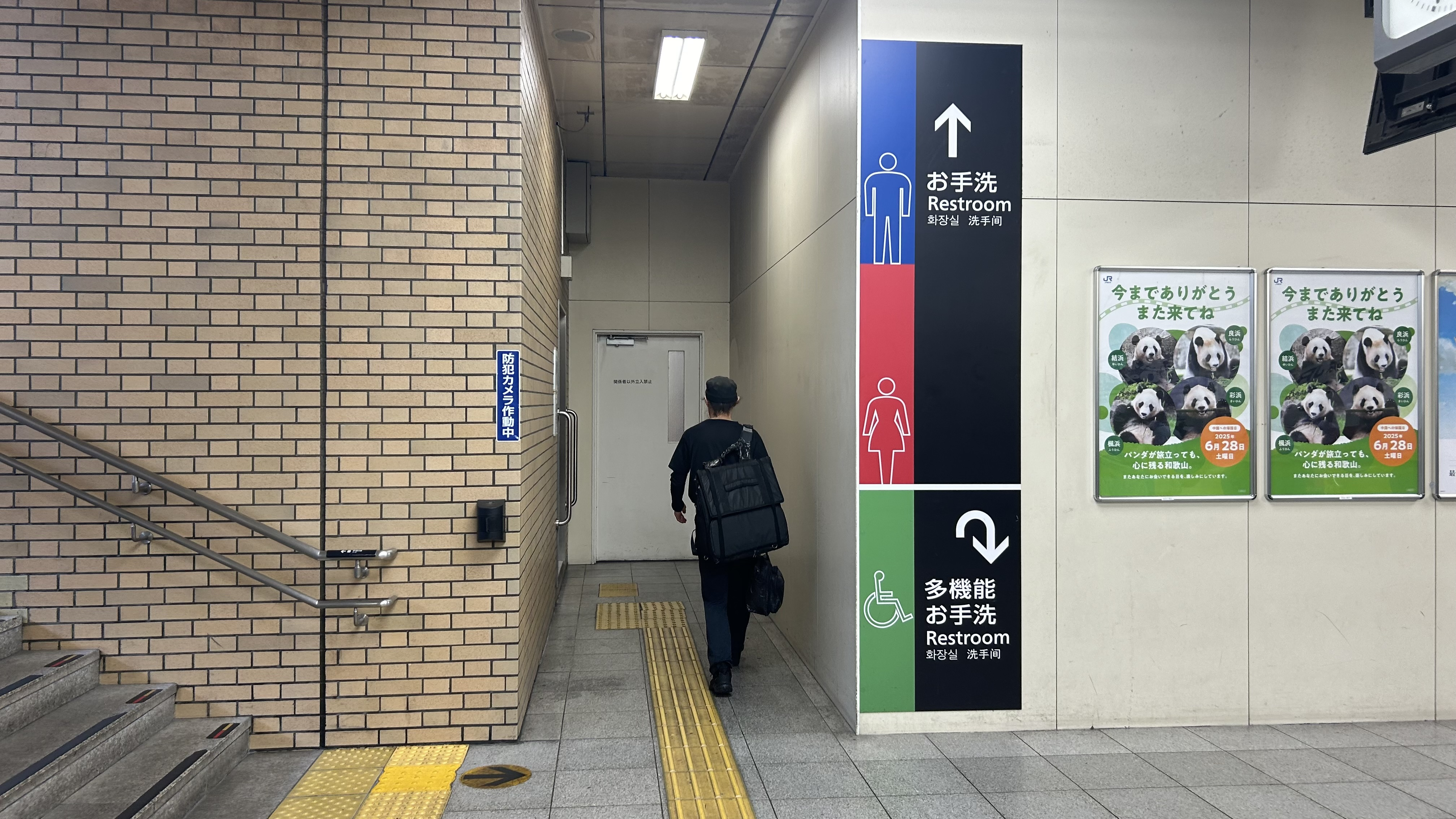
八条東改札内トイレ （2025年6月）
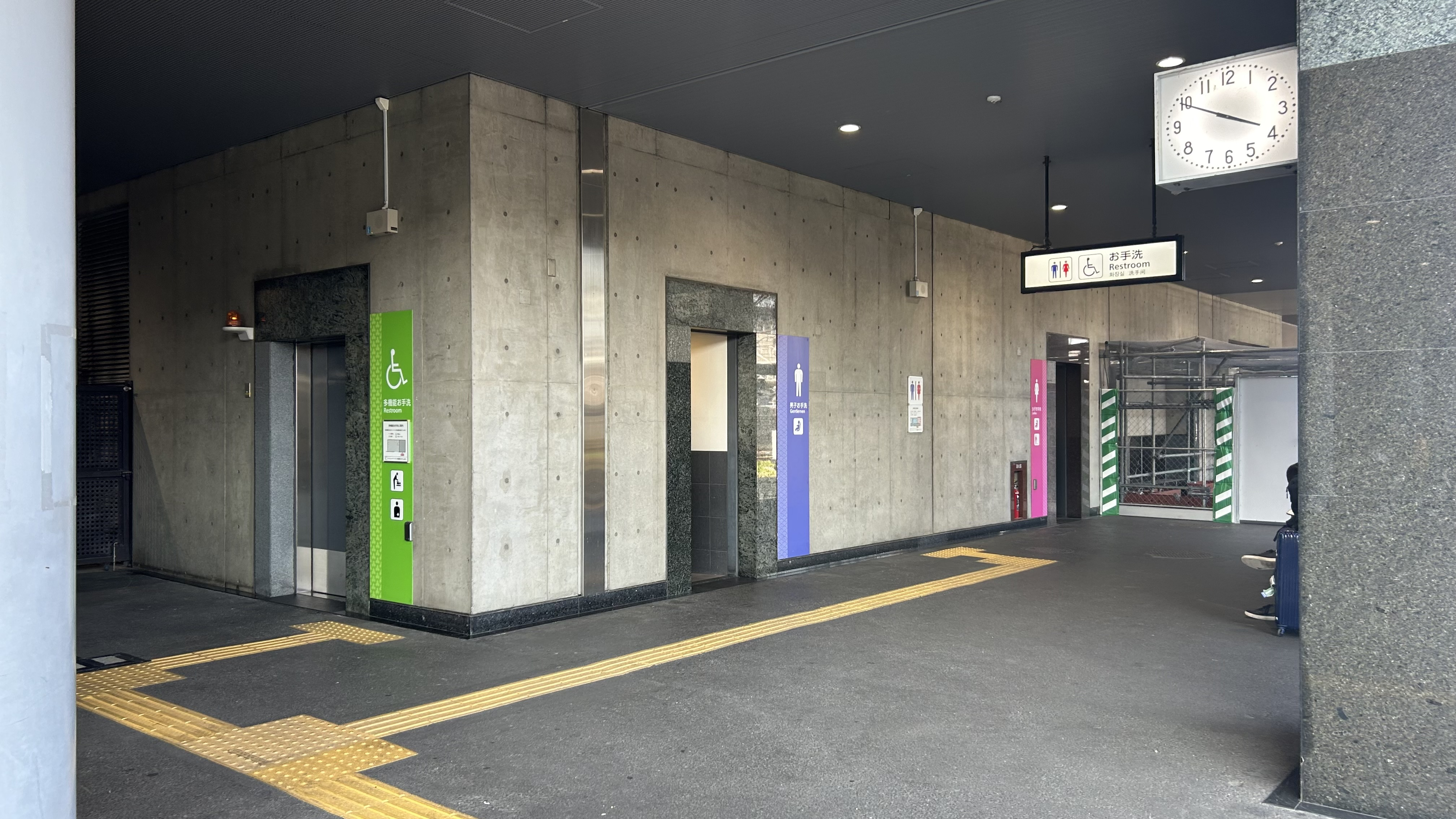
0番乗り場トイレ （2025年6月）
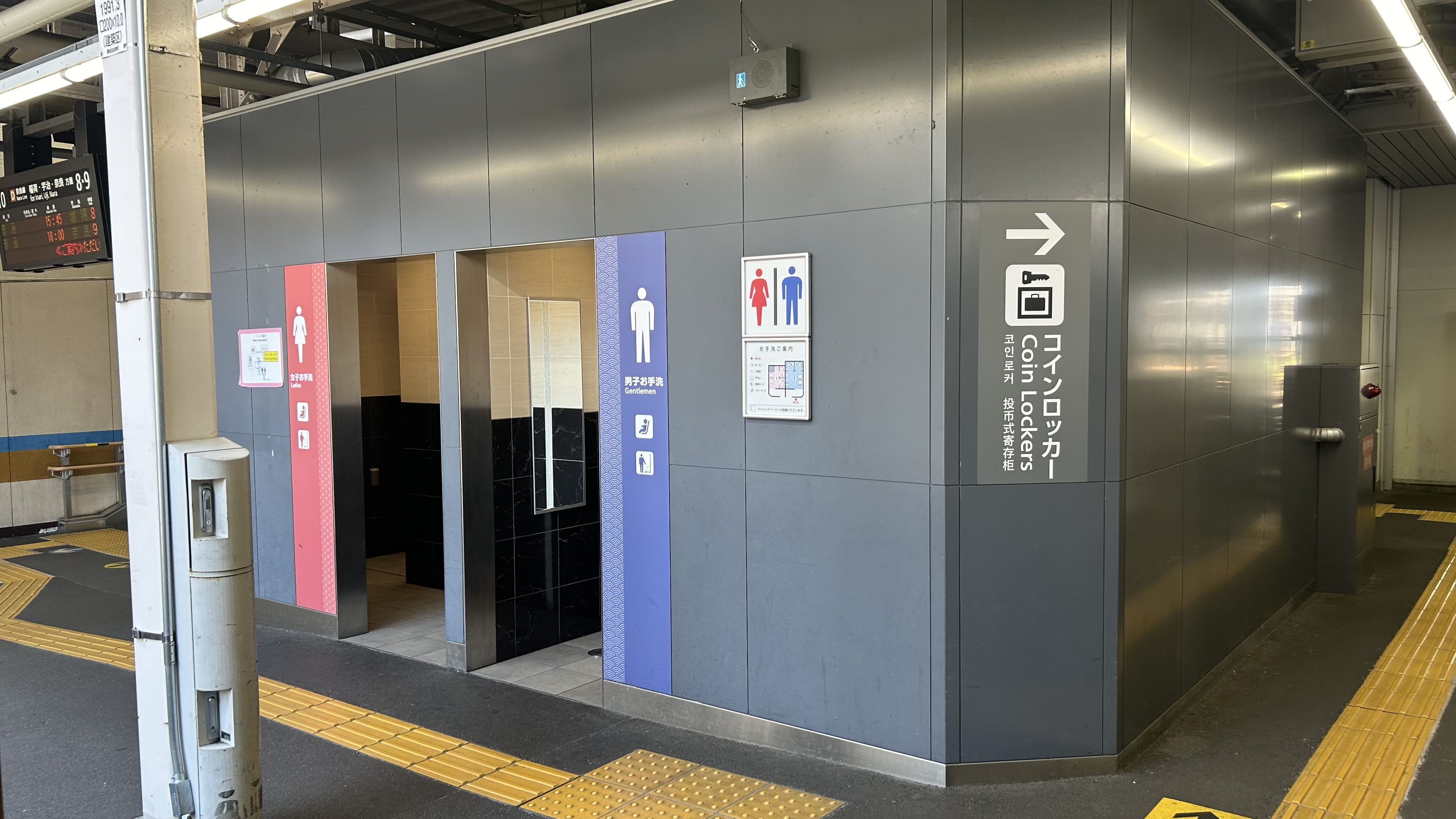
奈良線ホーム先端トイレ（2025年6月）
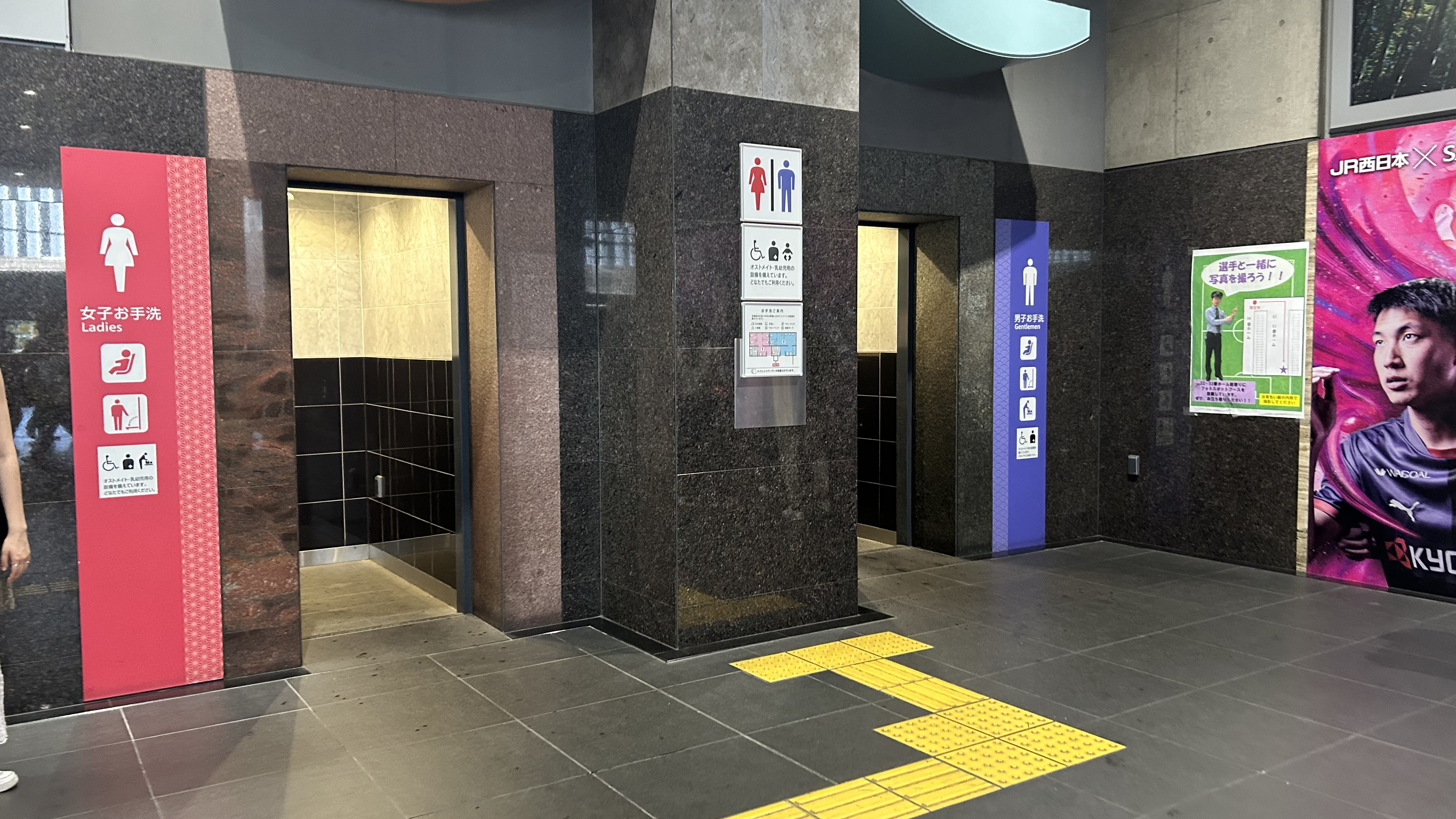
嵯峨野線ホーム先端 （2025年6月）

#### 駅弁
主な駅弁は下記の通り。
- 京都牛膳
- あっちっちかにめしとすきやき弁当
- 特製幕之内御膳
- 牛めし 近江
- あなごめし
- 京阪神るるぶ弁当
- 神戸のすきやきとステーキ弁当
- 肉めし
- ひっぱりだこ飯
- 炭火焼牛カルビ重
- なにわ満載
- うま旅弁当
- 六甲山縦走弁当
- パンダくろしお弁当
- おむすび弁当
- 八角弁当

#### その他
- 南北自由通路を南（または南西）に八条通を跨ぐ形で延伸する計画があったが、財政難などの理由で頓挫した[新聞 13]。
- 国鉄時代から民営化後の初期まで（1993年3月まで）は、西明石駅から当駅までが禁煙区間であり、当駅より東では車内での喫煙が認められていた。

### JR東海
JR東海の京都駅は東海道新幹線のみであり、JR西日本の駅の南側にある高架駅である。
東海道新幹線の全営業列車の停車駅であるが、発着駅 (始発列車や終着列車を担う駅) ではない。島式ホーム2面4線を持ち通過線はない。ただし中央側の2線は低速通過線として使用可能な構造である。新大阪方には京都駅前後区間専用の保守基地と横取装置がある。
ホーム（および新幹線車内）の乗り換え案内放送では、かつては地下鉄線はアナウンスされなかったが、2015年3月14日のダイヤ改正よりアナウンスされるようになった。
各ホームにはエレベーターが設置されており、11・12番線のエレベーターは1階の新幹線八条口に繋がっている。
コンコースには東海キヨスクの店舗もある。
出入口は、南側地上に「新幹線八条口」、南東側地上に「新幹線八条東口」、新幹線コンコース西側に「新幹線中央口」がある。
在来線と新幹線は「中央のりかえ口」と「東のりかえ口」を介して乗り換えできる。近鉄線へは新幹線中央口、地下鉄へは新幹線八条東口が最寄りである。
2016年3月10日にホームへの可動式安全柵の設置が完了した。
なお、ホームの南側（八条口側）にはJR東海の駅舎があるが、これは新幹線開通時に建設されたもので近鉄・新幹線のホーム下にあり、規模は小さく、新しい京都駅ビル建設の際も南北自由通路の設置やJR線と近鉄線の改札を完全分離化したことと、在来線の自動券売機が八条東口に集約され、JR東海の機種（地紋がJR東海の物で、左上に□に「海」の記述がありながら「西日本会社線」と表記）から烏丸口と同様のJR西日本の機種に変更された。
改札業務がJR東海からJR西日本（関連会社の委託を含む）に移管されたこと以外は大きな変更はなかった。

#### のりば
| 番線   | 路線         | 方向 | 行先             |
| ------ | ------------ | ---- | ---------------- |
| 11・12 | 東海道新幹線 | 上り | 東京方面         |
| 13・14 | 東海道新幹線 | 下り | 新大阪・博多方面 |

（出典：JR東海:駅構内図）

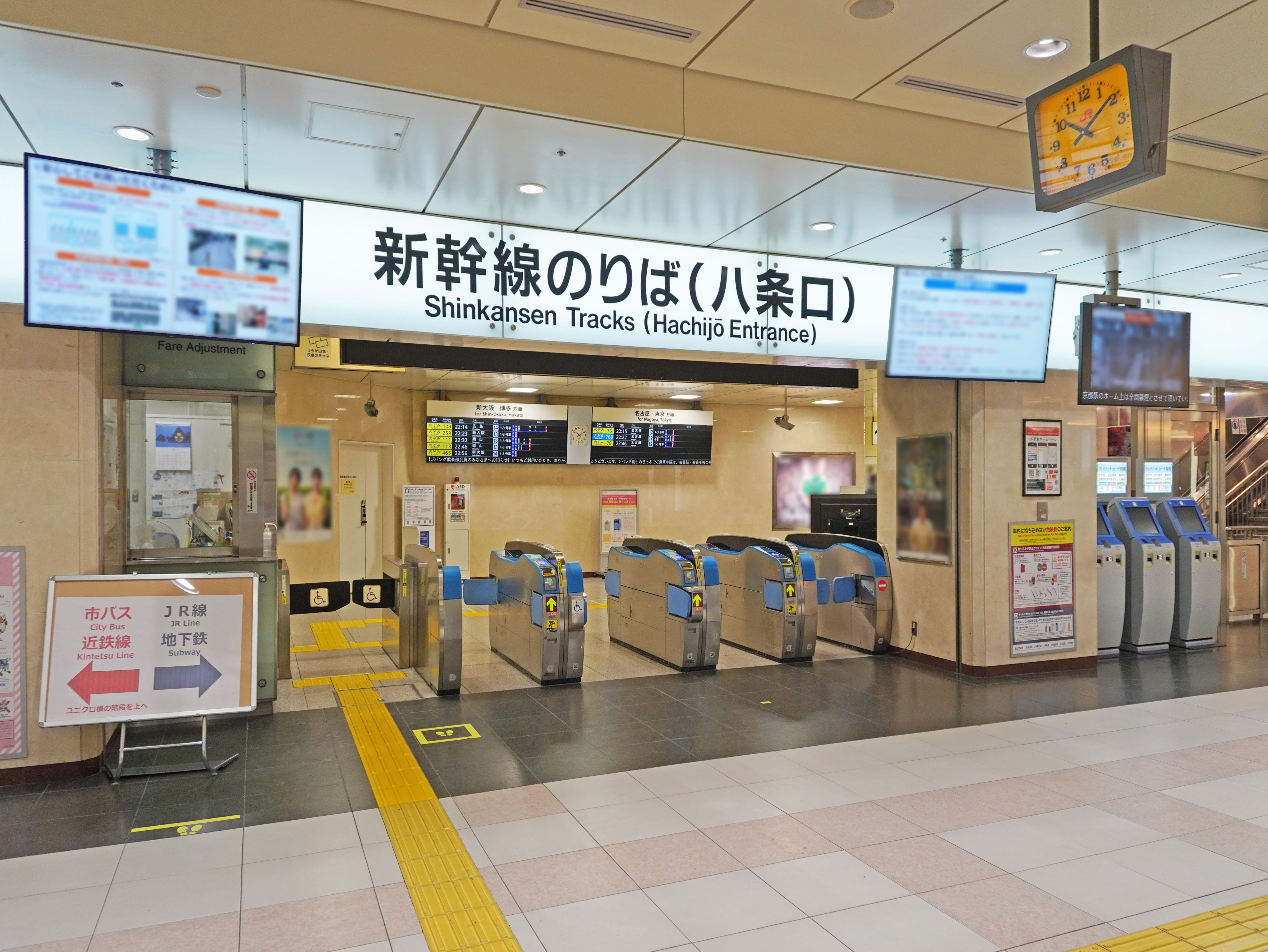
八条口改札（2022年12月）
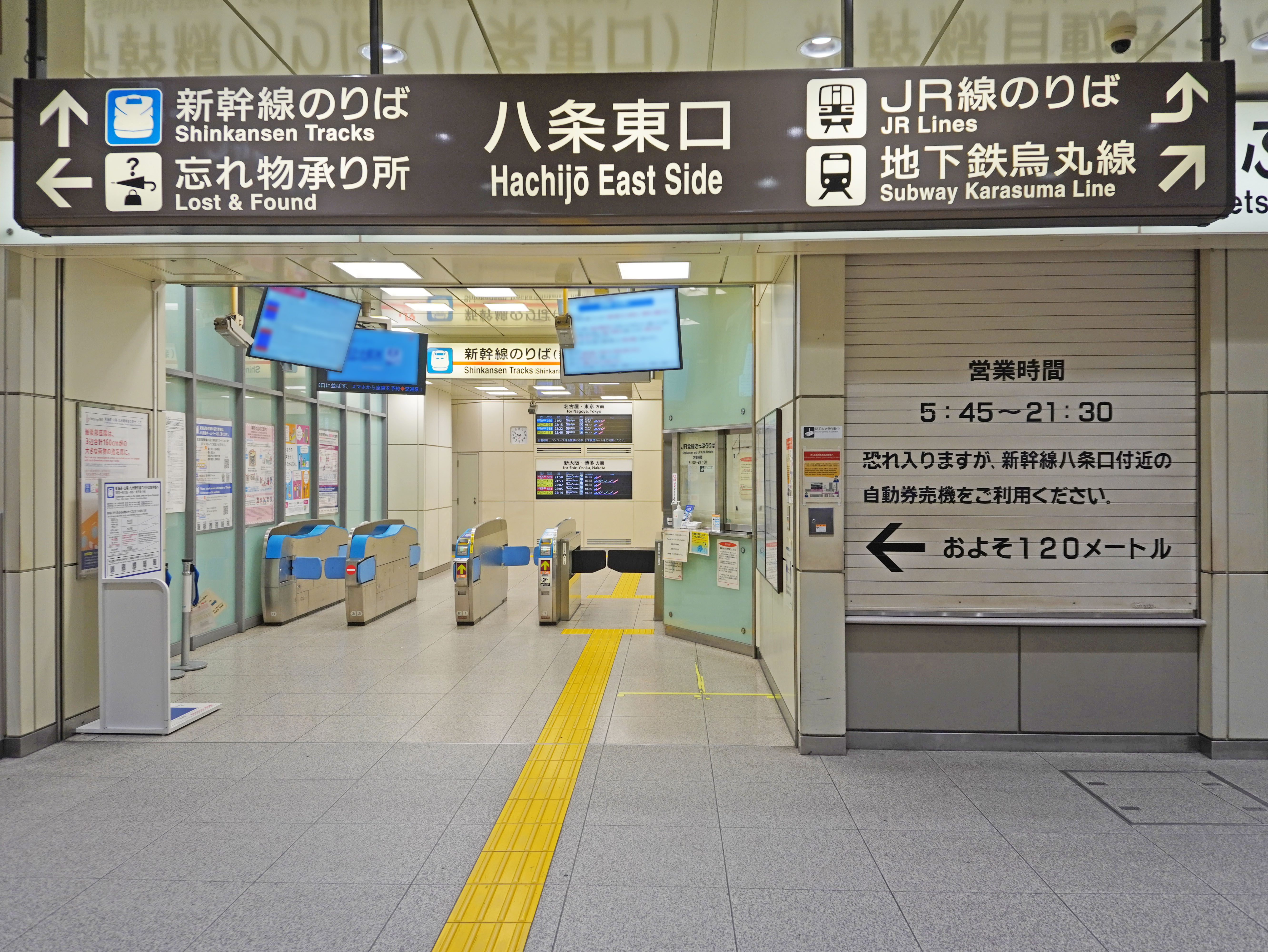
八条東口改札（2022年12月）
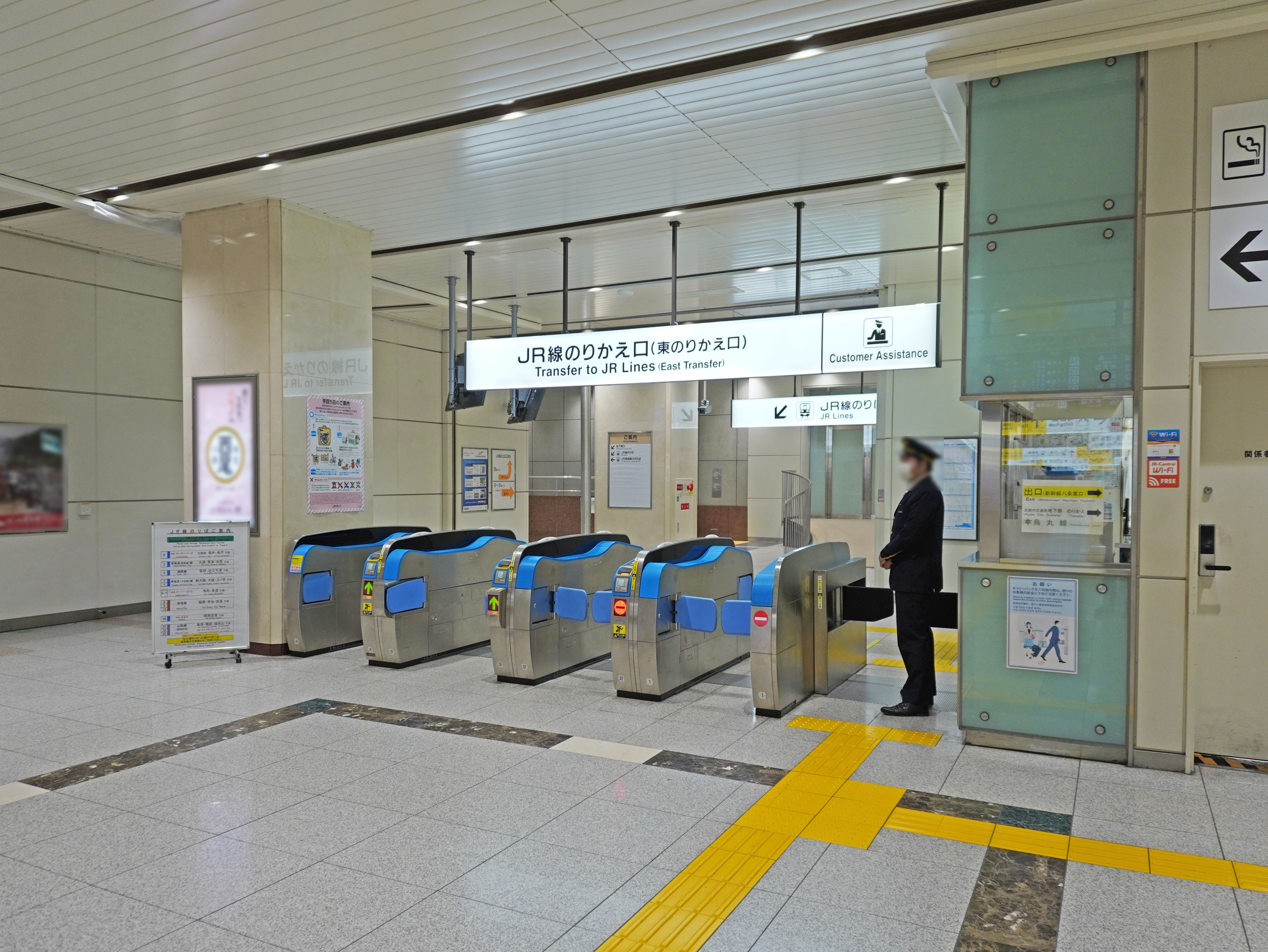
東のりかえ口（2022年12月）
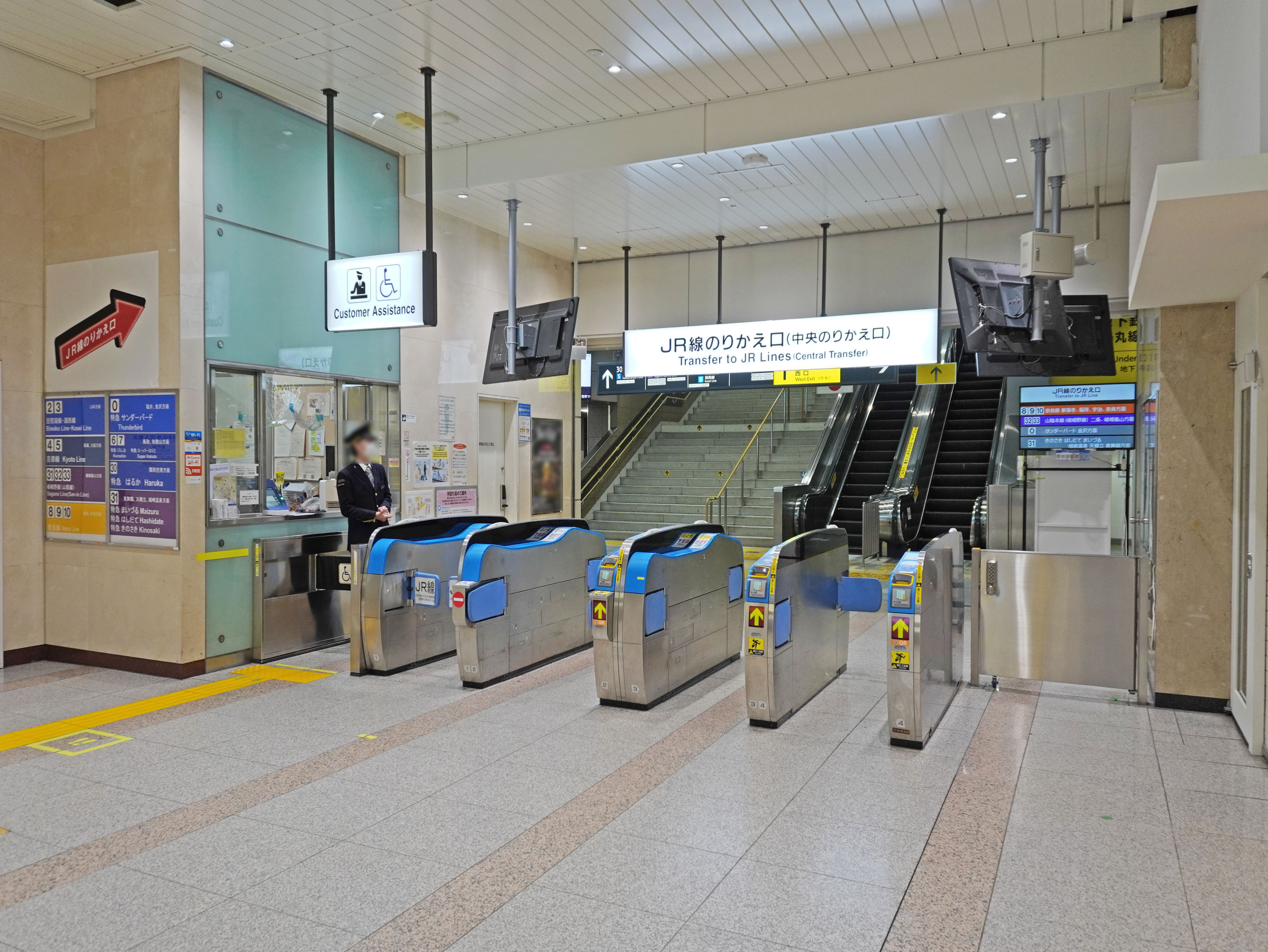
中央のりかえ口（2022年12月）
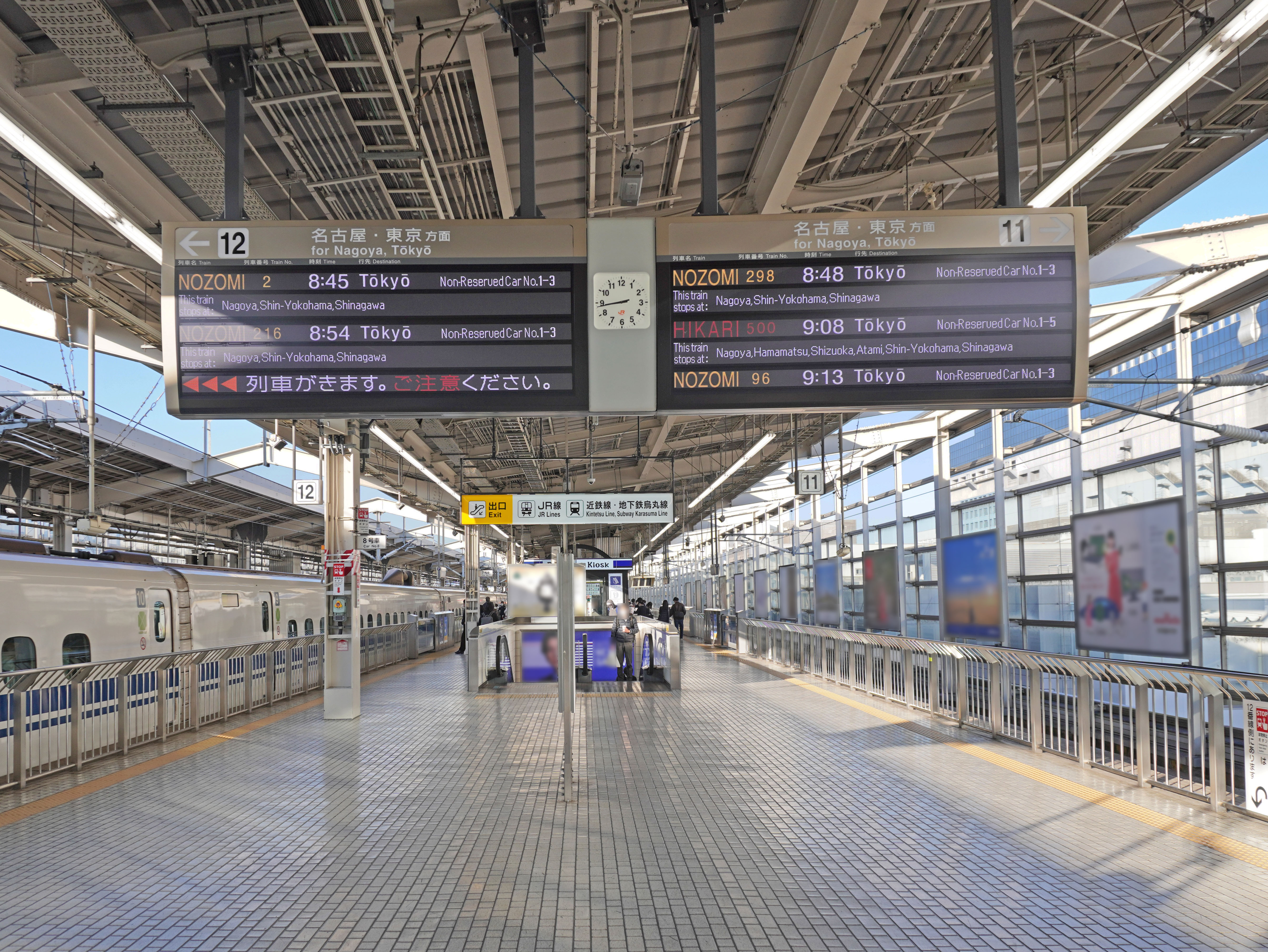
11・12番線ホーム（2022年12月）
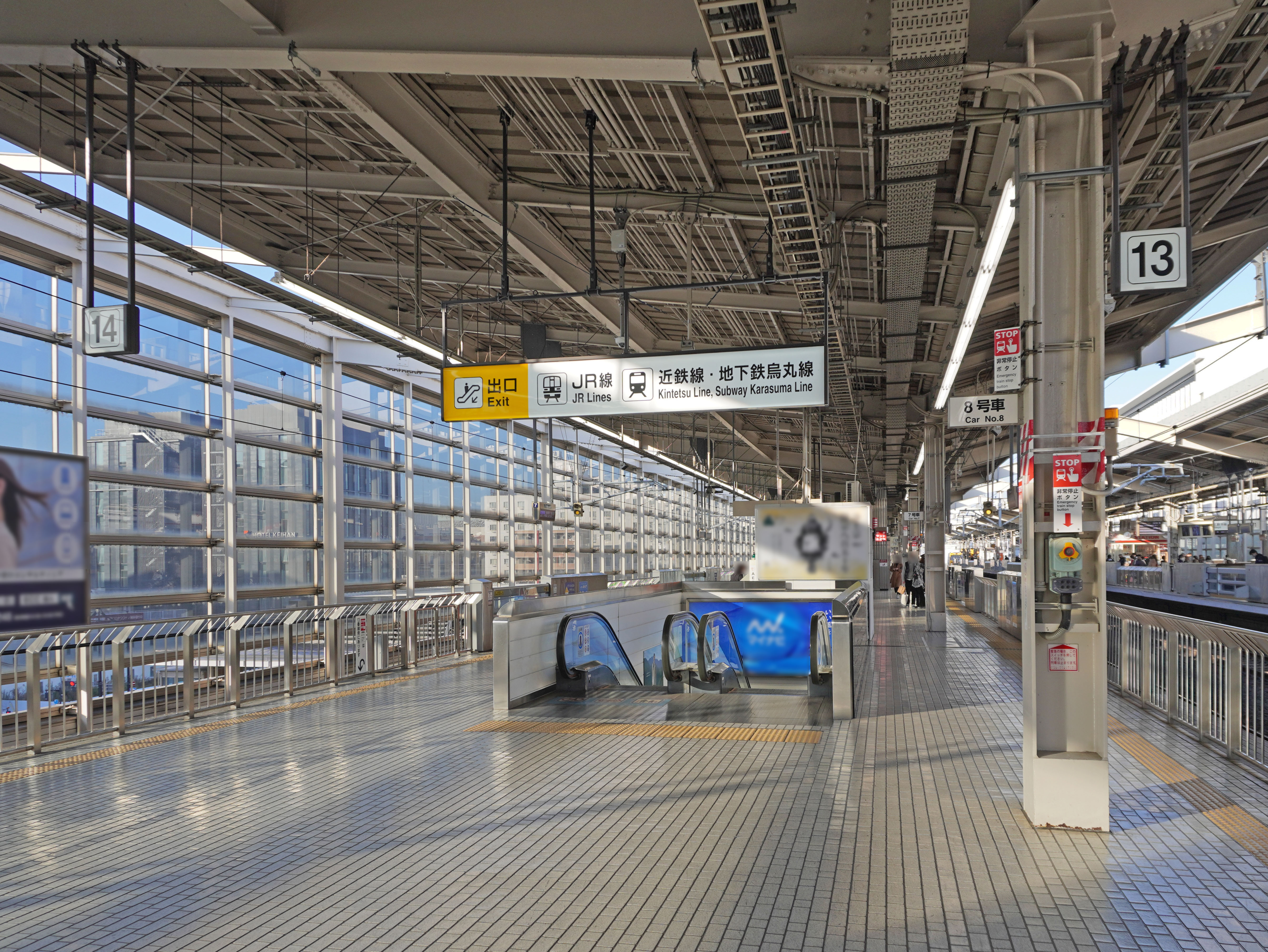
13・14番線ホーム（2022年12月）
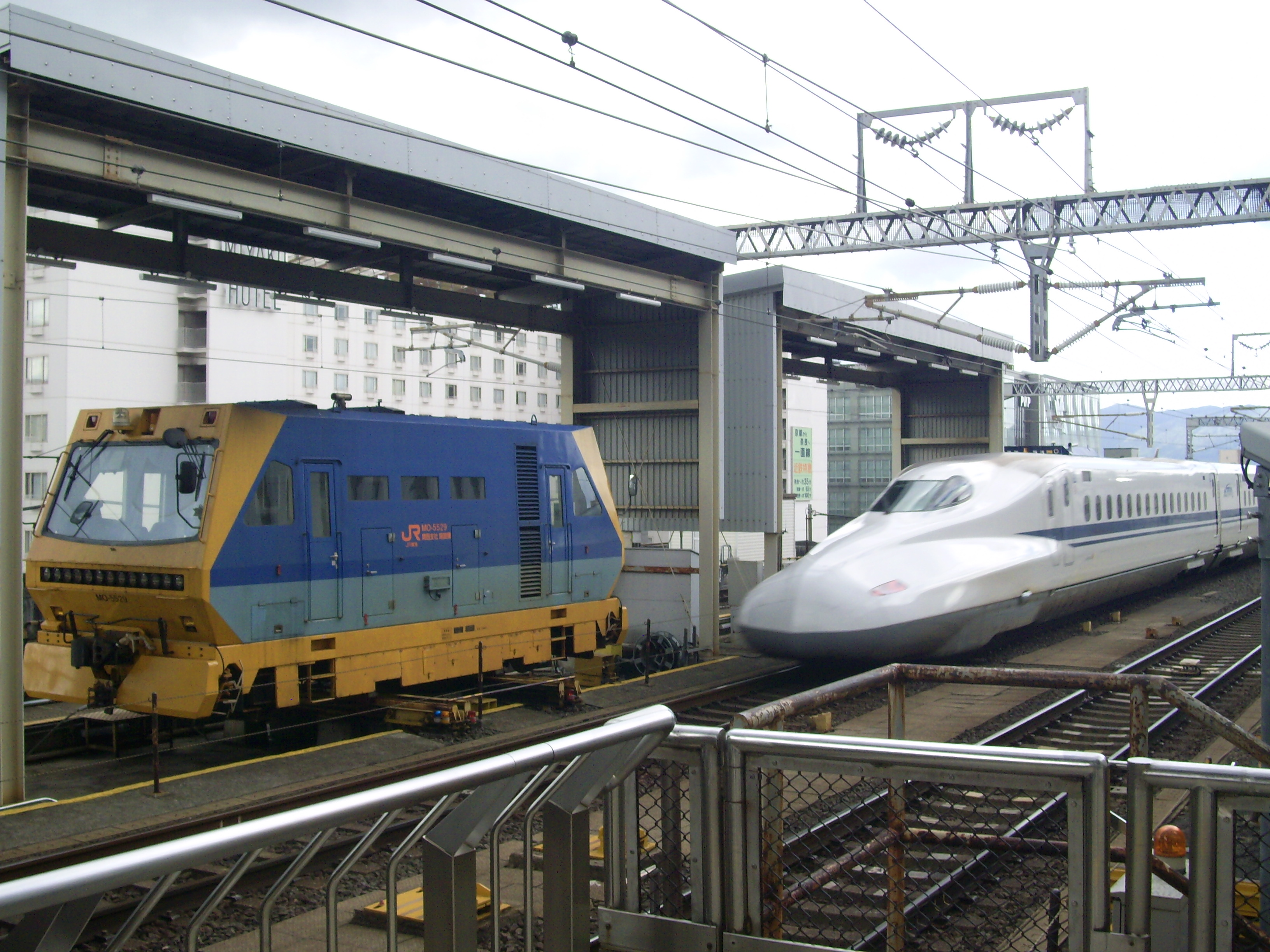
保守基地線と保線車両（13・14番線先端）（2008年1月）

#### トイレ
トイレは八条改札外と東のりかえ改札付近の2箇所にある。多機能トイレは両方ともあるが、女性用トイレの中にある （画像参照）。

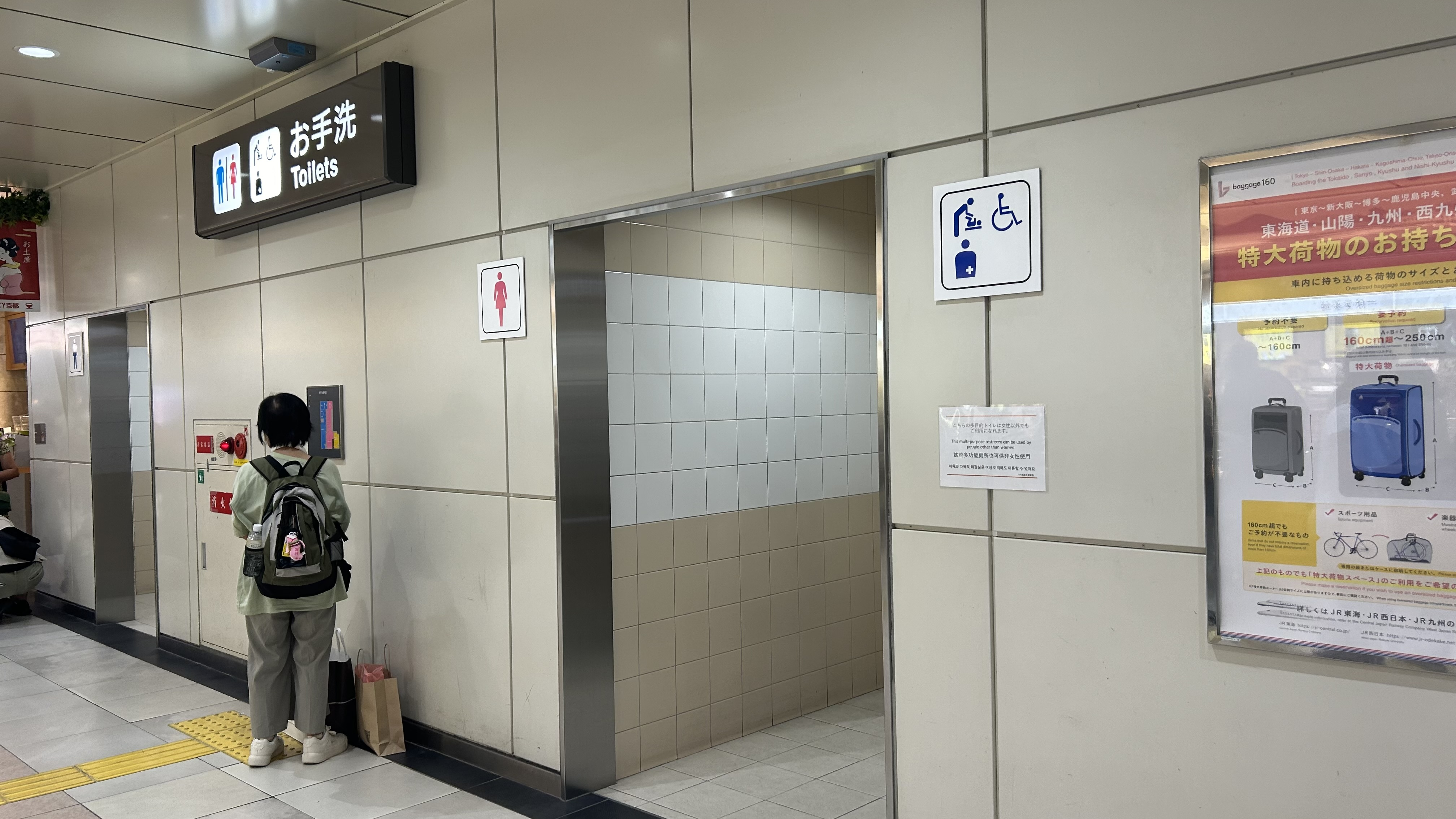
八条改札外トイレ （2025年6月）
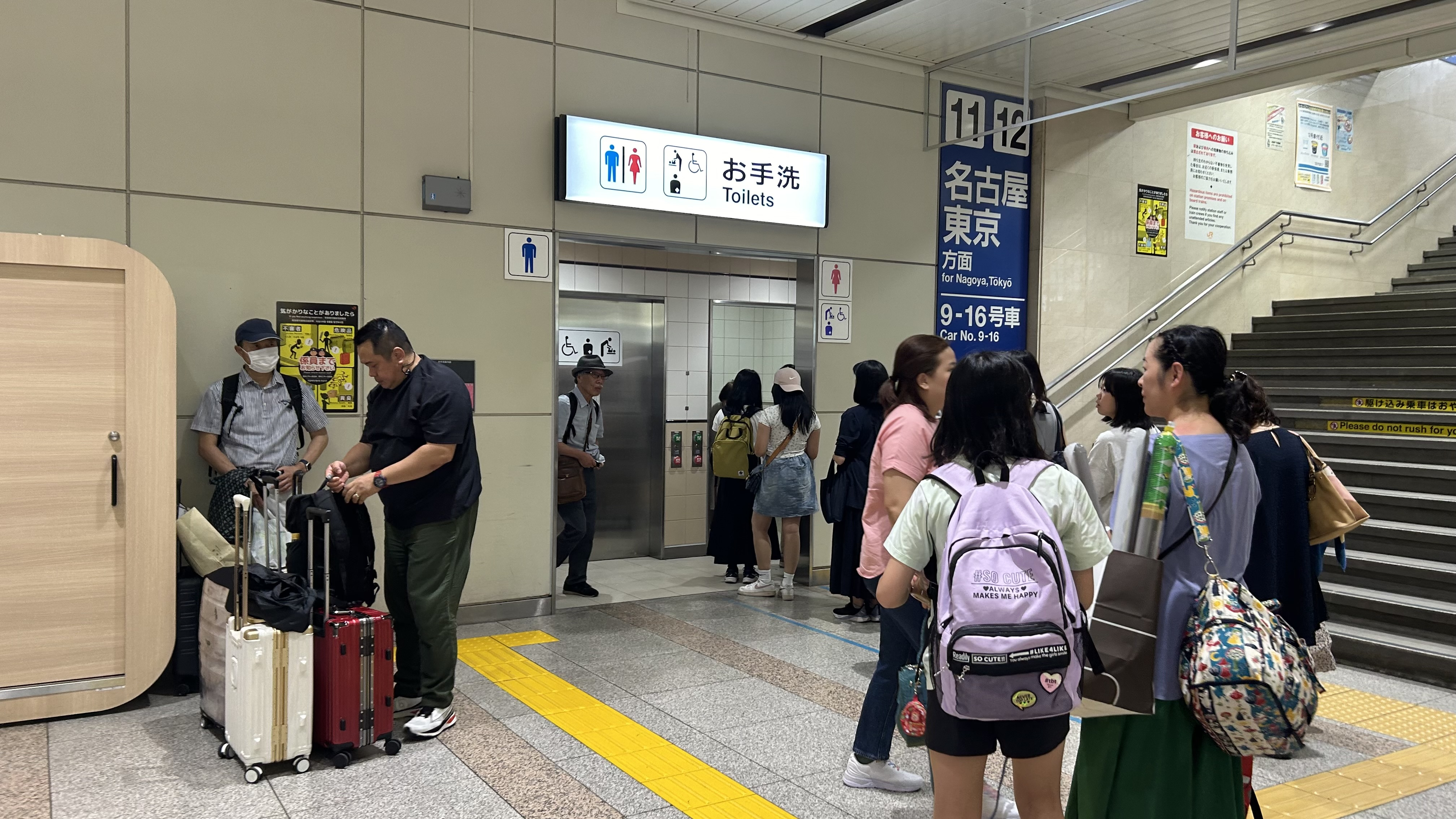
東のりかえ改札トイレ （2025年6月）

### 近畿日本鉄道
頭端式ホーム4面4線を有する高架駅で、ホーム有効長は6両編成分である。新幹線ホームの下に位置し、ホーム全体が覆われている構造上、特急車両の喫煙室は当駅停車中は使用禁止となる。
1997年にJR京都駅4代目駅舎が竣工して南北自由通路が通行可能になる以前には、烏丸口に有人個別対応の券売窓口が存在していた。
また中央口改札には、開業当初から長らく（国鉄→）JR京都駅の構内に入り込む形で乗換用の改札機があったが、現京都駅ビル建設および同駅南北自由通路設置に合わせて、両社の乗換改札口は完全に分離された。そして、2007年12月1日には駅リニューアルの一環として1階の八条口改札・切符売り場が廃止され、定期券売り場、駅営業所等を含めて2階改札口（中央口）に移転、集約された。駅長配置駅である。

#### のりば
| のりば | 路線     | 行先                                     |
| ------ | -------- | ---------------------------------------- |
| 1 - 4  | B 京都線 | 近鉄奈良・橿原神宮前・吉野・伊勢志摩方面 |

（出典：近鉄:駅構内図）
| のりば | 特急 | 急行               | 各駅停車           |
| ------ | ---- | ------------------ | ------------------ |
| 1      | 終日 | 早朝・深夜         | 早朝・深夜         |
| 2      | 終日 | 早朝・深夜         | 朝のみ             |
| 3      | -    | 終日にわたって使用 | 主に朝夕           |
| 4      | -    | 朝・夕             | 終日にわたって使用 |

- 1・2番線は特急専用ホームであるが、朝および深夜時間帯は一般種別の列車も使用する[62]。
- 1・2・3番線は乗降分離型となっている。ホーム配置は南から1番線乗車ホーム、1番線降車・2番線乗車ホーム、2番線・3番線降車ホーム、3番線乗車・4番線乗降車ホームの順である。
- 2022年4月29日からは19200系あをによしが使用を開始した[63]。

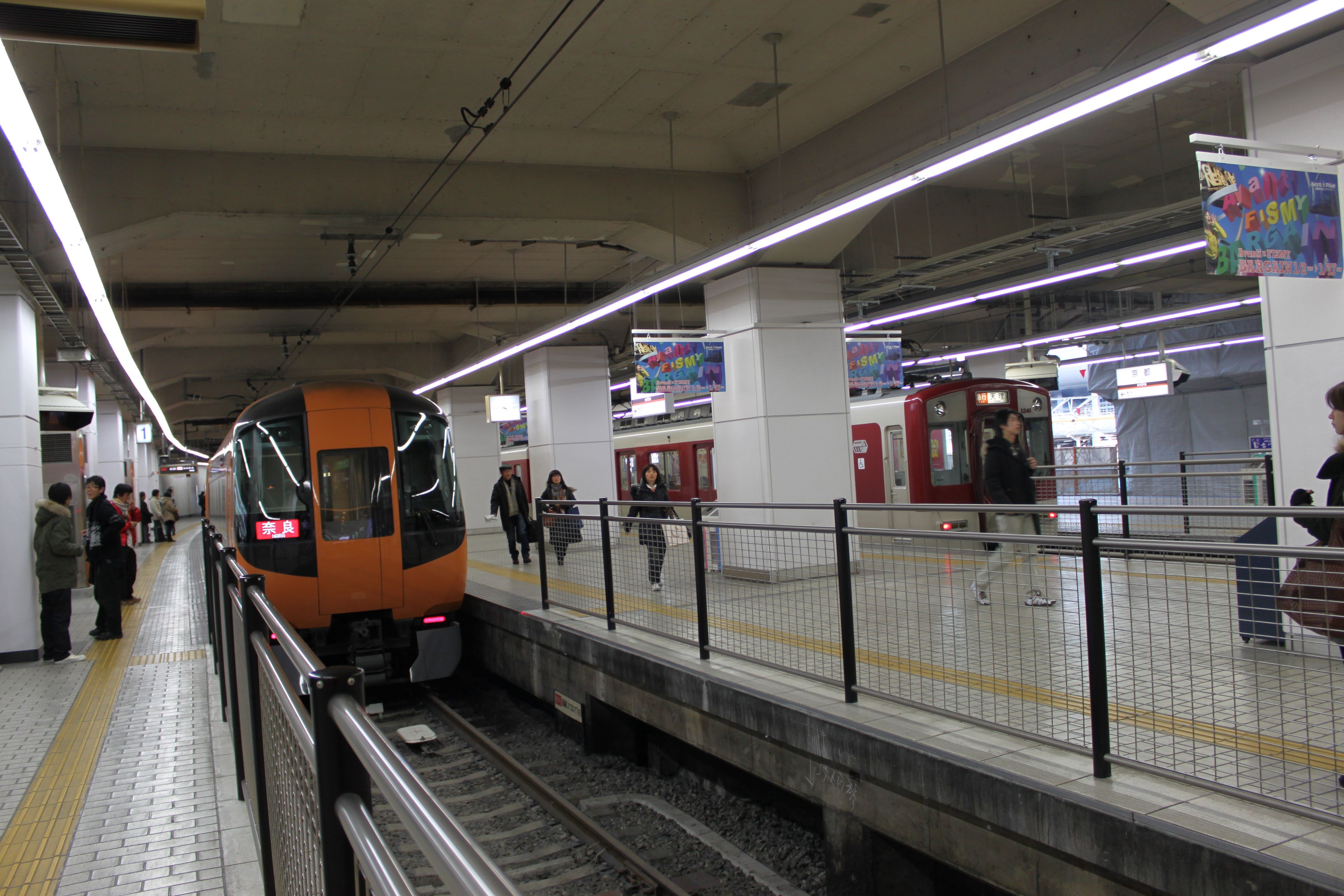
ホーム（2010年1月）

### 京都市営地下鉄
島式ホーム1面2線を有する地下駅である。
改札口は北改札（有人）、中央1改札（有人）、中央2改札（無人）、南改札（無人）の4か所で、奈良線以外のJR在来線への乗り換えは中央2改札が、JR奈良線・新幹線および近鉄線との乗り換えは南改札が便利である。JR線の東側の地下で南北方向に交差しているため、南北自由通路からのアクセスは悪い。
トイレはホーム南端にある。
京阪神の地下鉄駅で唯一、「新」や方角を冠さない都市名が駅名となっている。

#### のりば
| のりば | 路線   | 方向 | 行先           |
| ------ | ------ | ---- | -------------- |
| 1      | 烏丸線 | 下り | 竹田・奈良方面 |
| 2      | 烏丸線 | 上り | 国際会館方面   |

（出典：京都市営地下鉄:構内図）

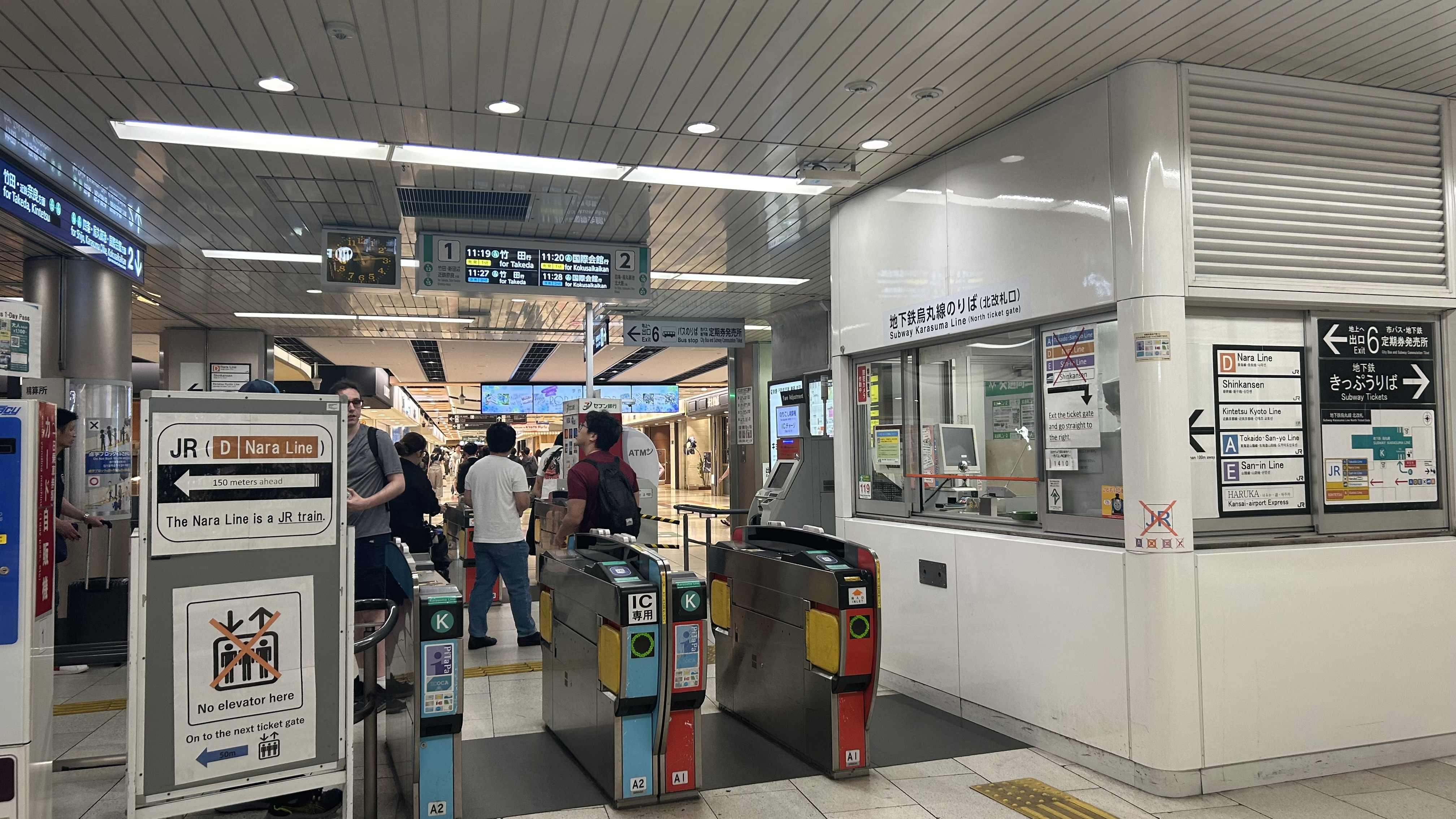
北改札口（2025年6月）
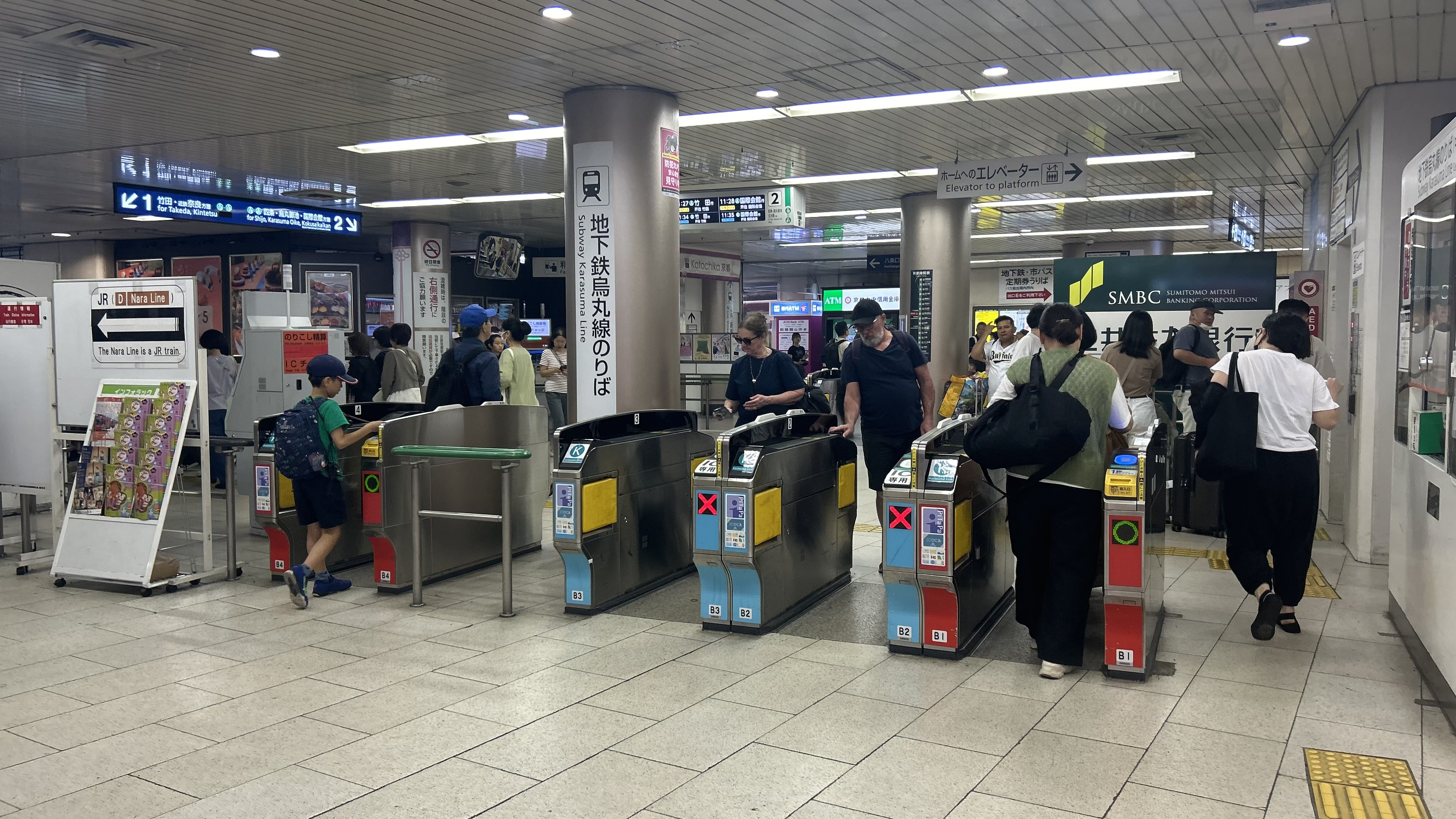
中央1改札口（2025年6月）
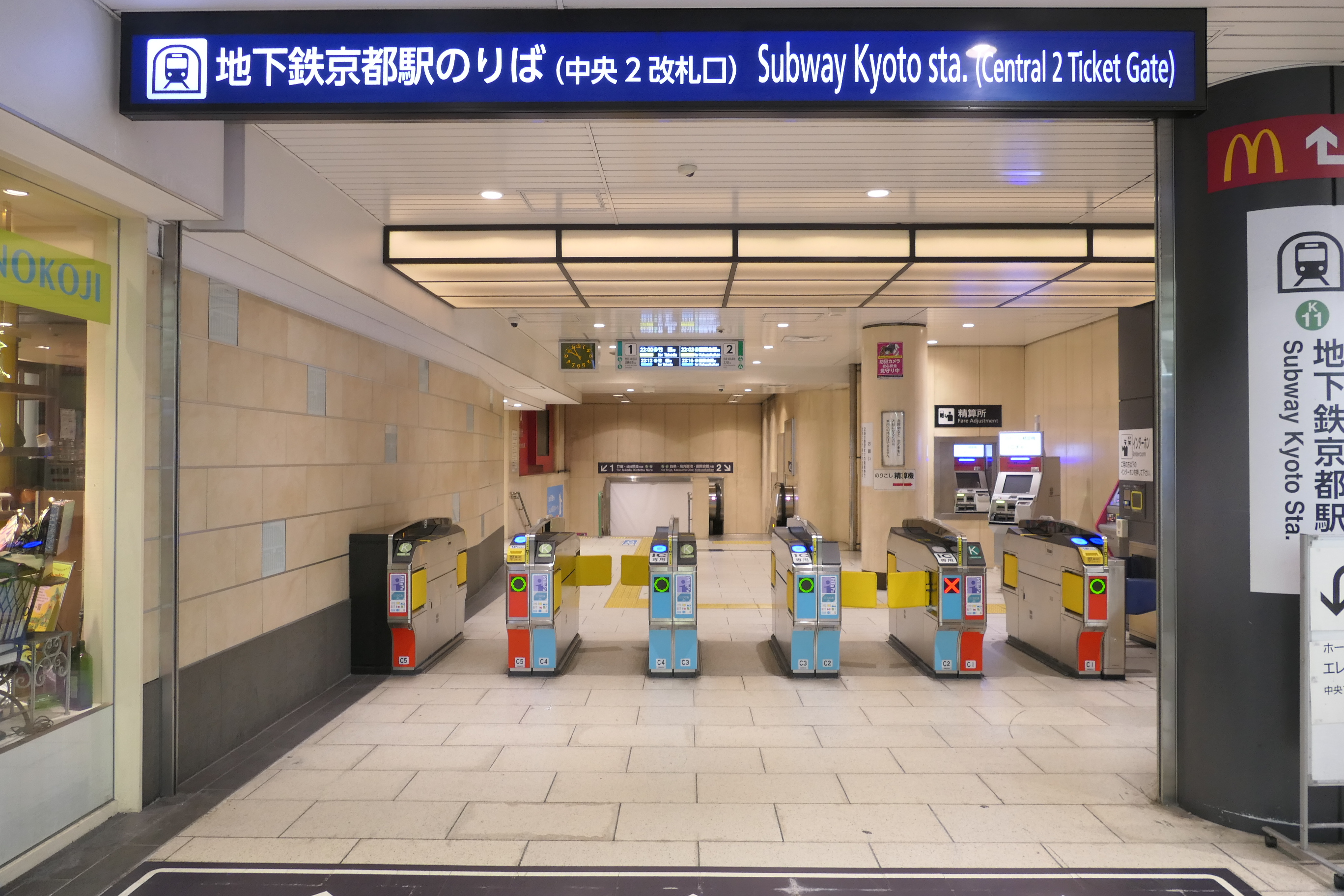
中央2改札口（2025年6月）
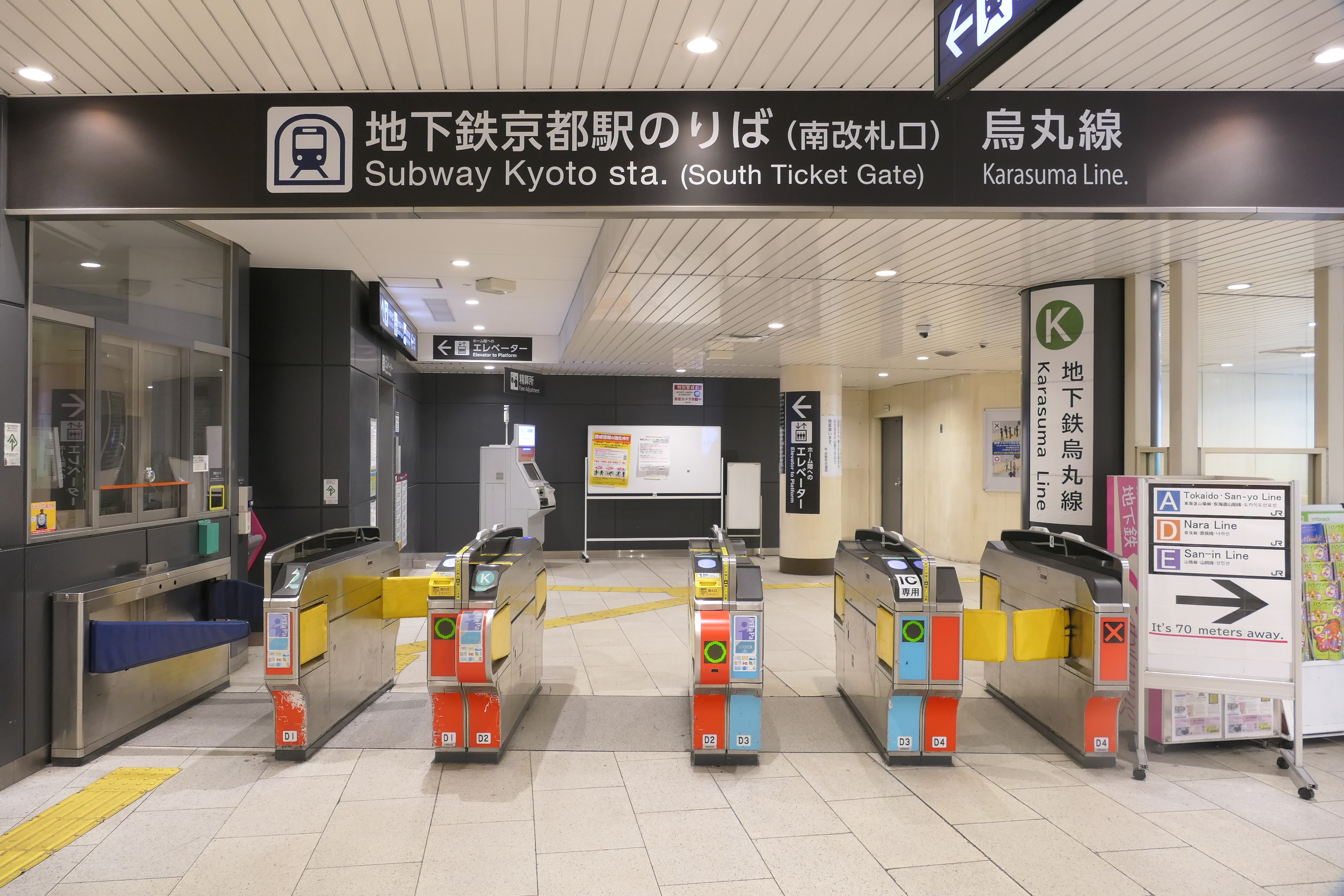
南改札口（2025年6月）
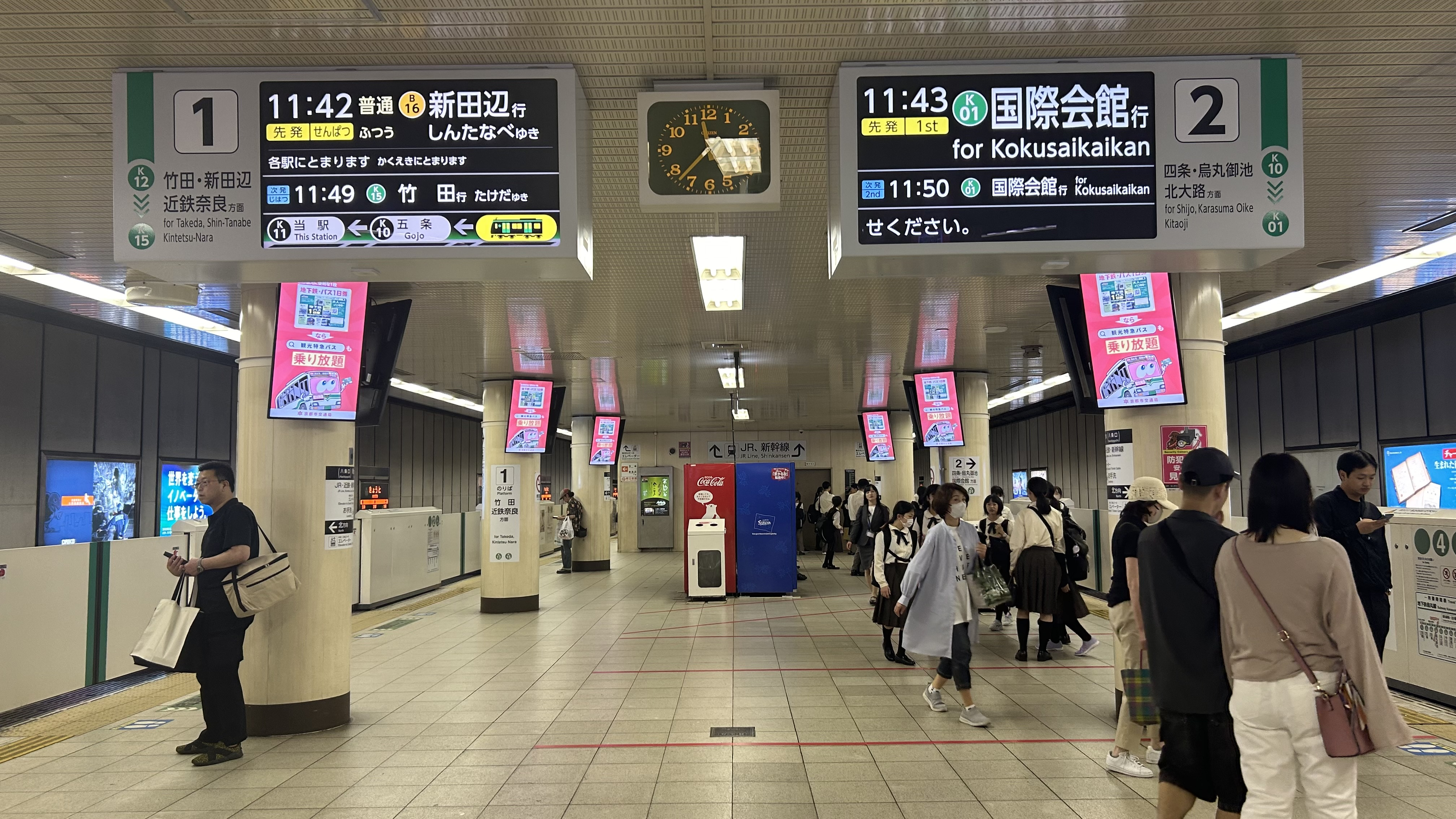
ホーム（2025年6月）
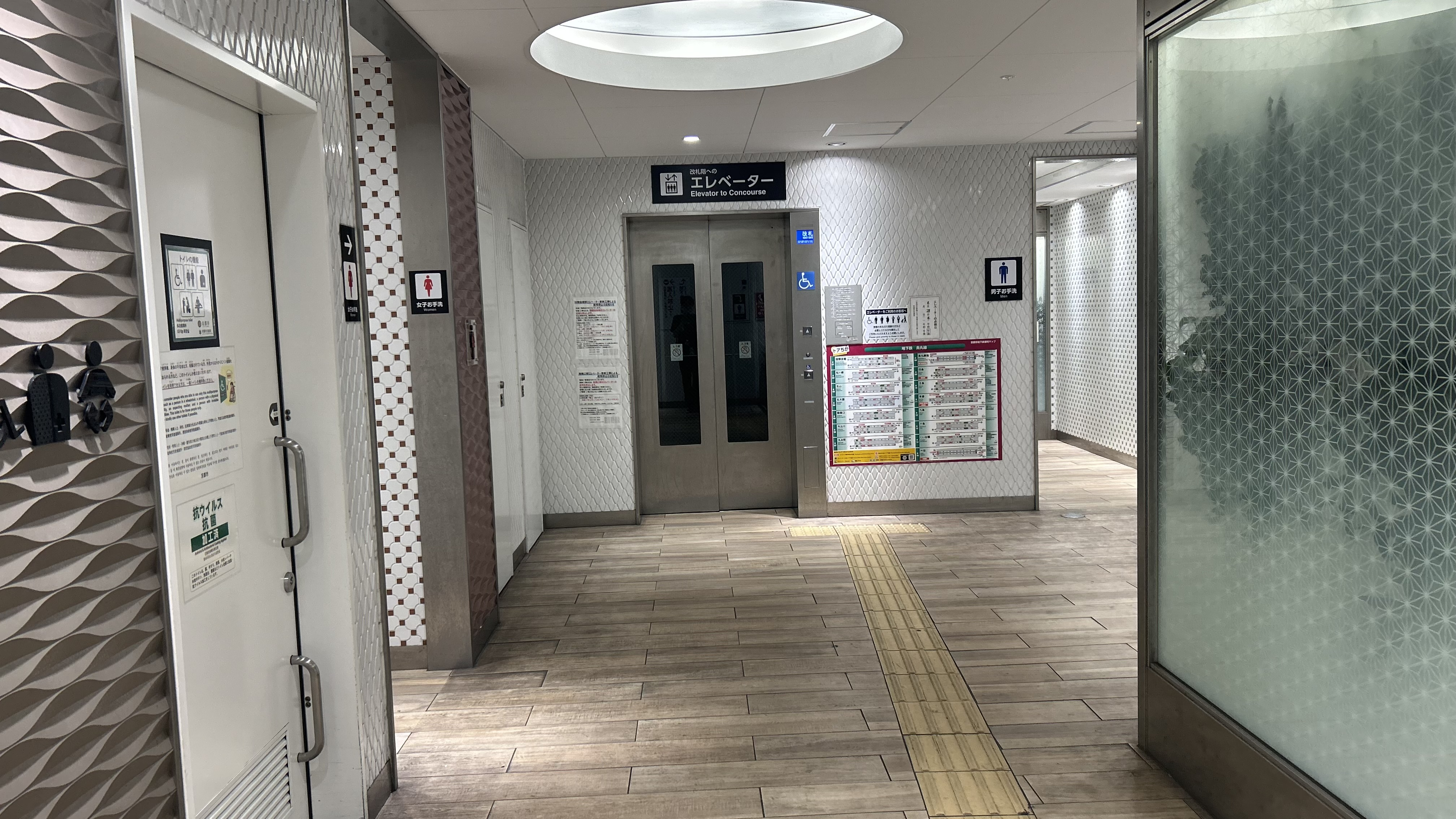
トイレ（2025年6月）
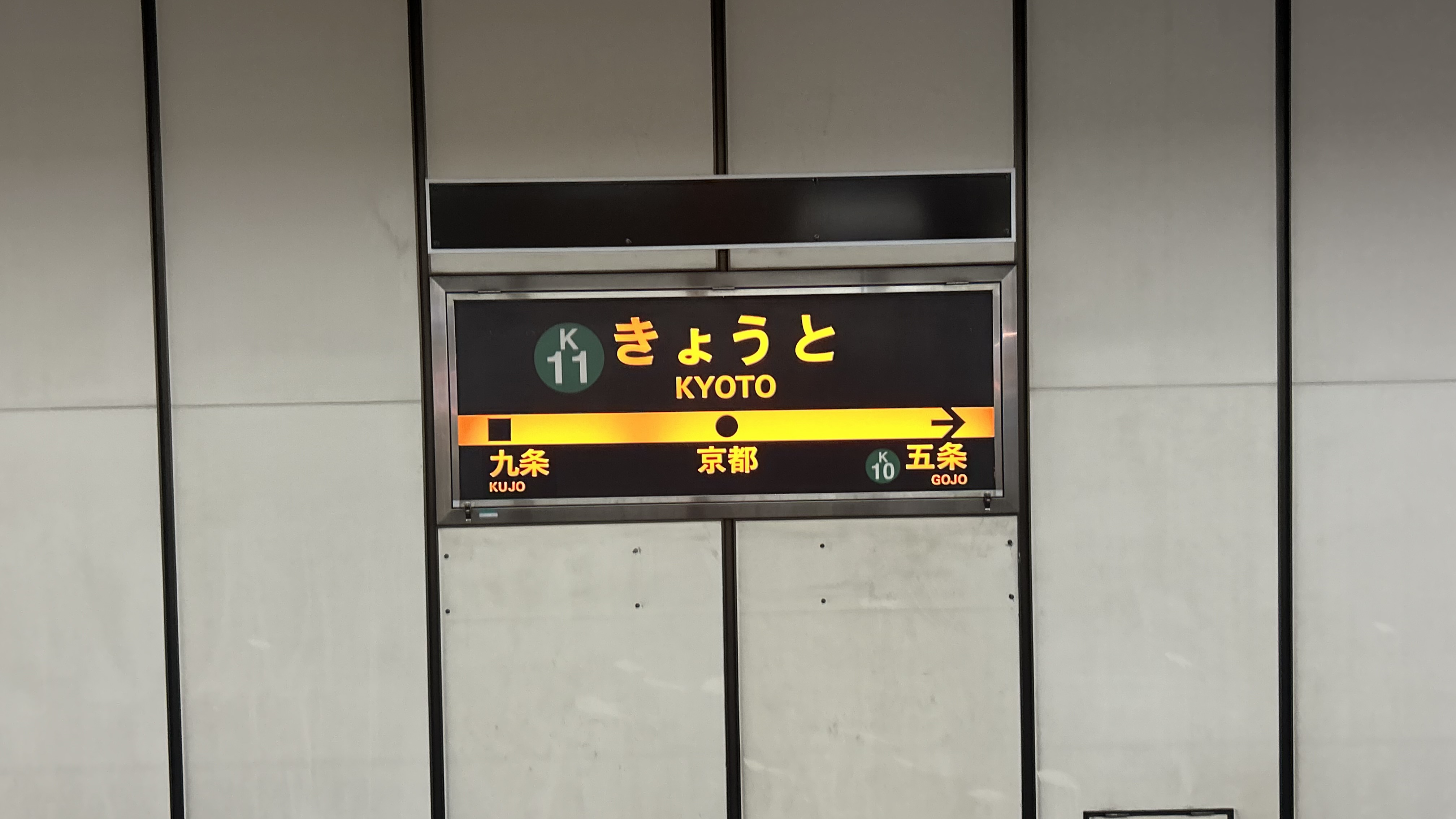
駅名標（2025年6月）

#### 出入口
| 出口番号 | 方角 | 出口周辺                                       | 接続改札   | 備考             |
| -------- | ---- | ---------------------------------------------- | ---------- | ---------------- |
| 2        | 北西 | 京都タワー・東本願寺・西本願寺                 | 北改札口   |                  |
| 1        | 北東 | 下京年金事務所                                 | 北改札口   |                  |
| 4        | 南西 | -                                              | 北改札口   |                  |
| 3        | 南東 | 京都国立博物館                                 | 北改札口   |                  |
| 6        | -    | 市バス・地下鉄定期券発売所・京都総合観光案内所 | 中央改札口 |                  |
| 5        | -    | JR京都駅・京都劇場・市バス・地下鉄定期券発売所 | 中央改札口 | エレベーターあり |
| 連       | -    | 東海道新幹線・近鉄京都駅・京都上下水道局       | 南改札口   |                  |

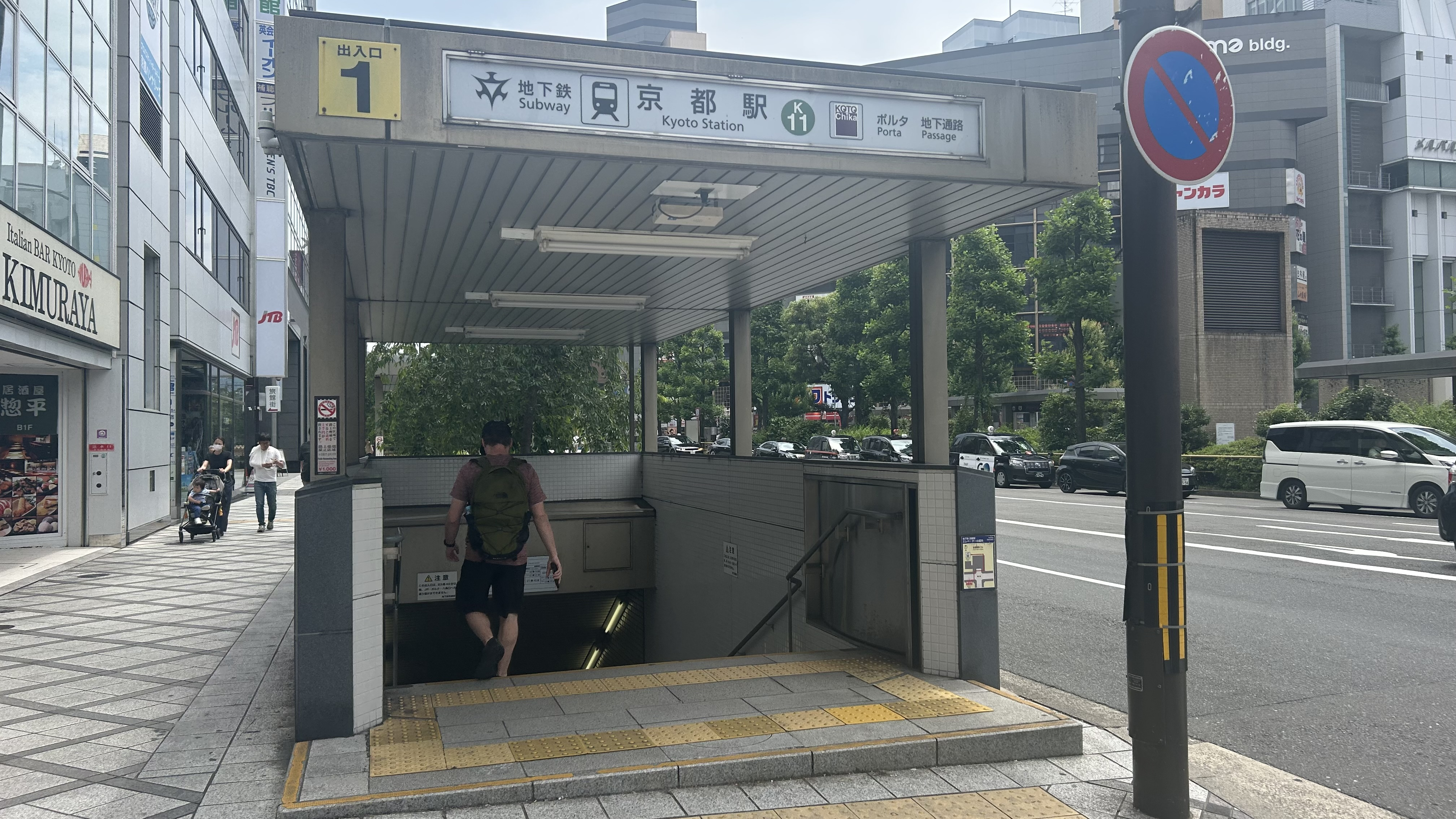
1番出入口 （2025年6月）
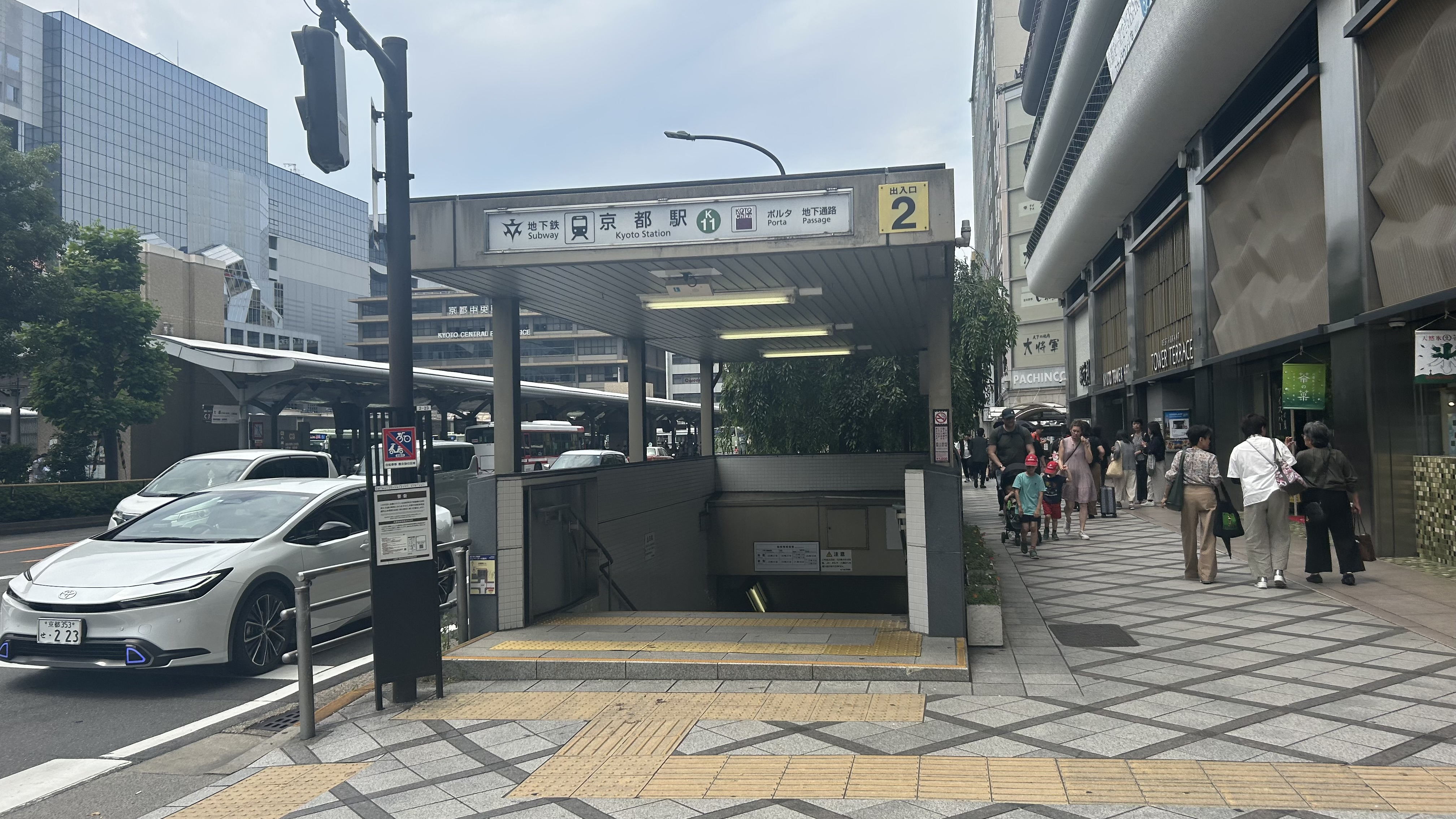
2番出入口 （2025年6月）
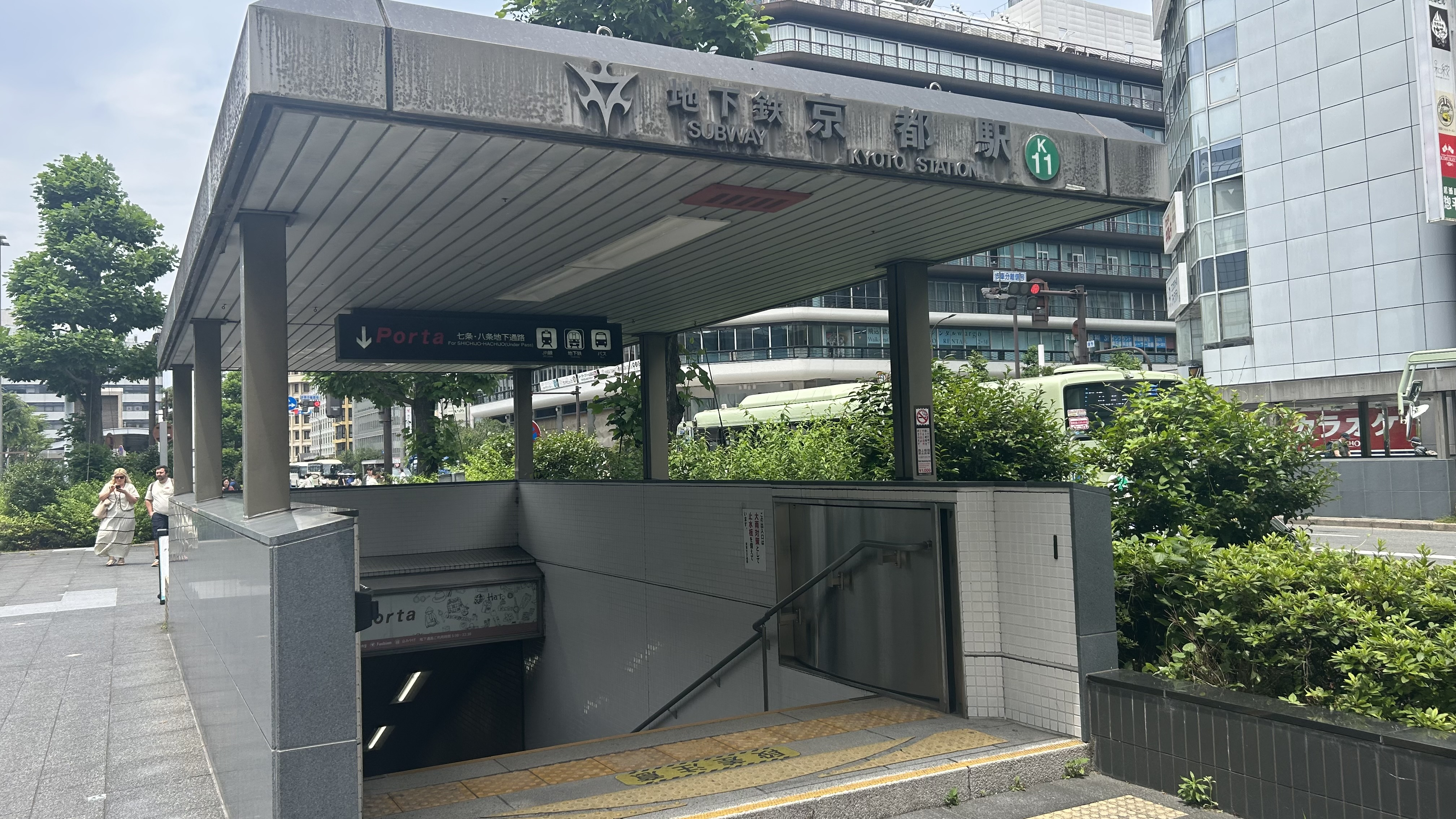
3番出入口 （2025年6月）
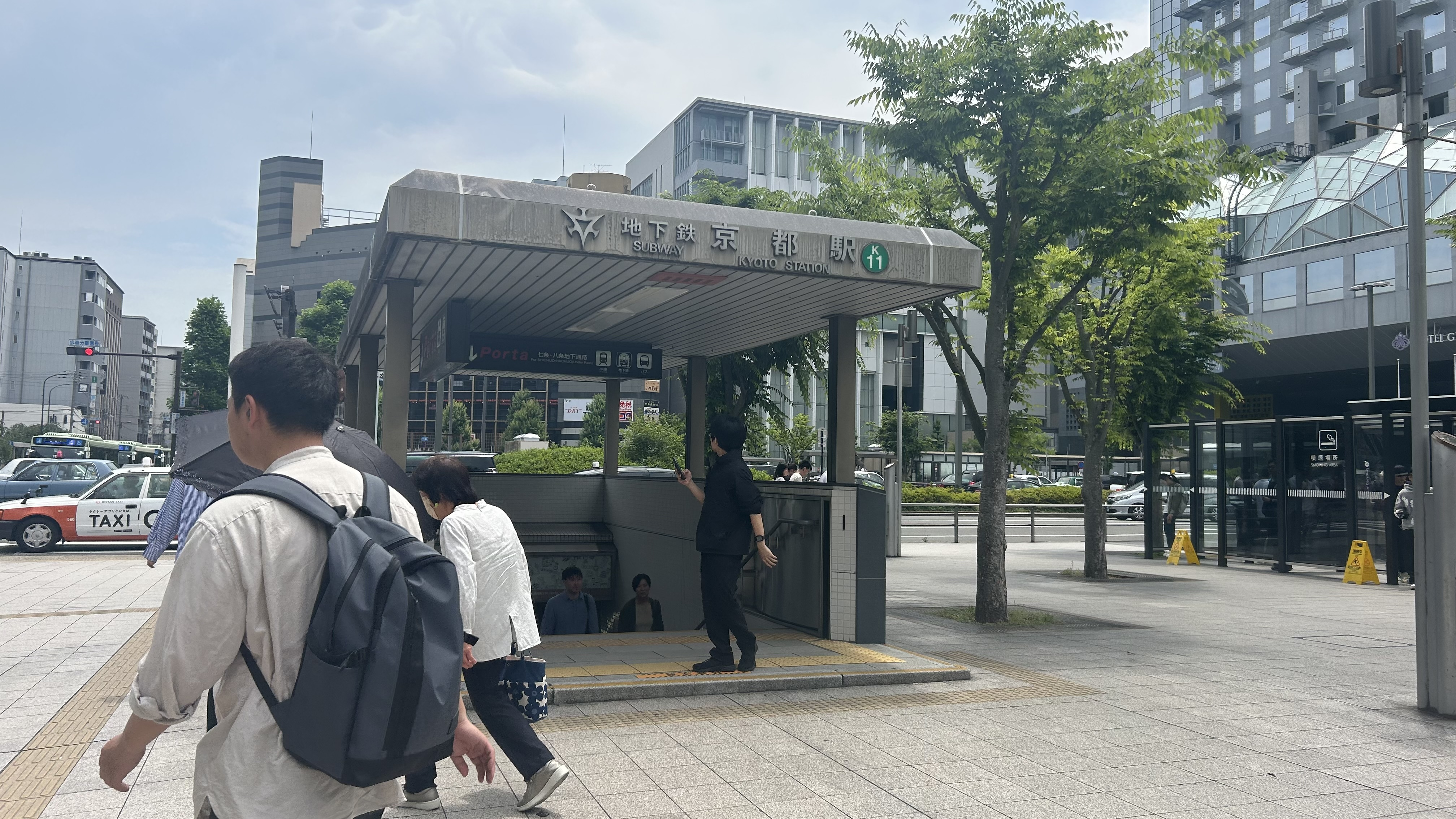
4番出入口 （2025年6月）
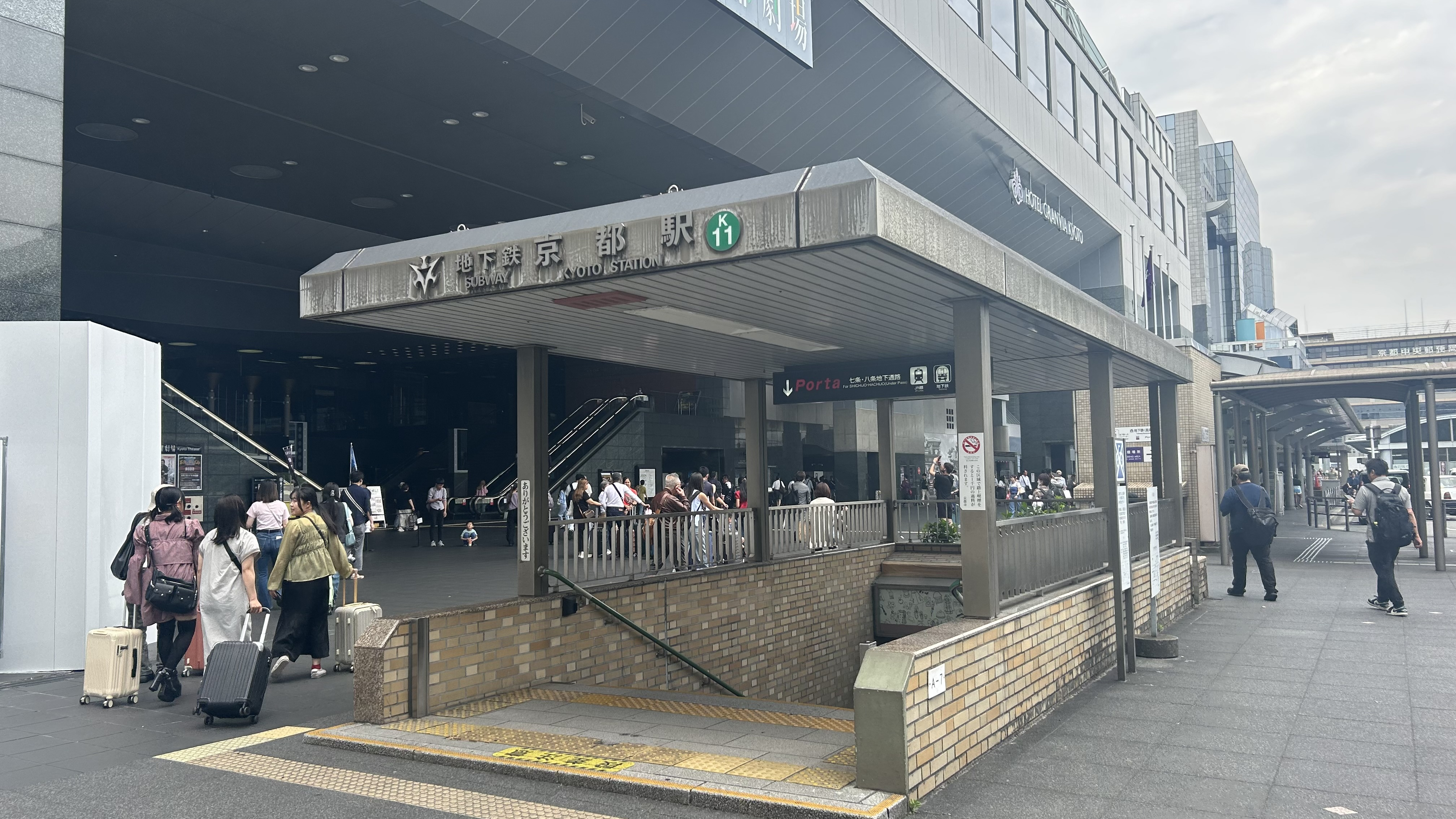
5番出入口 （2025年6月）
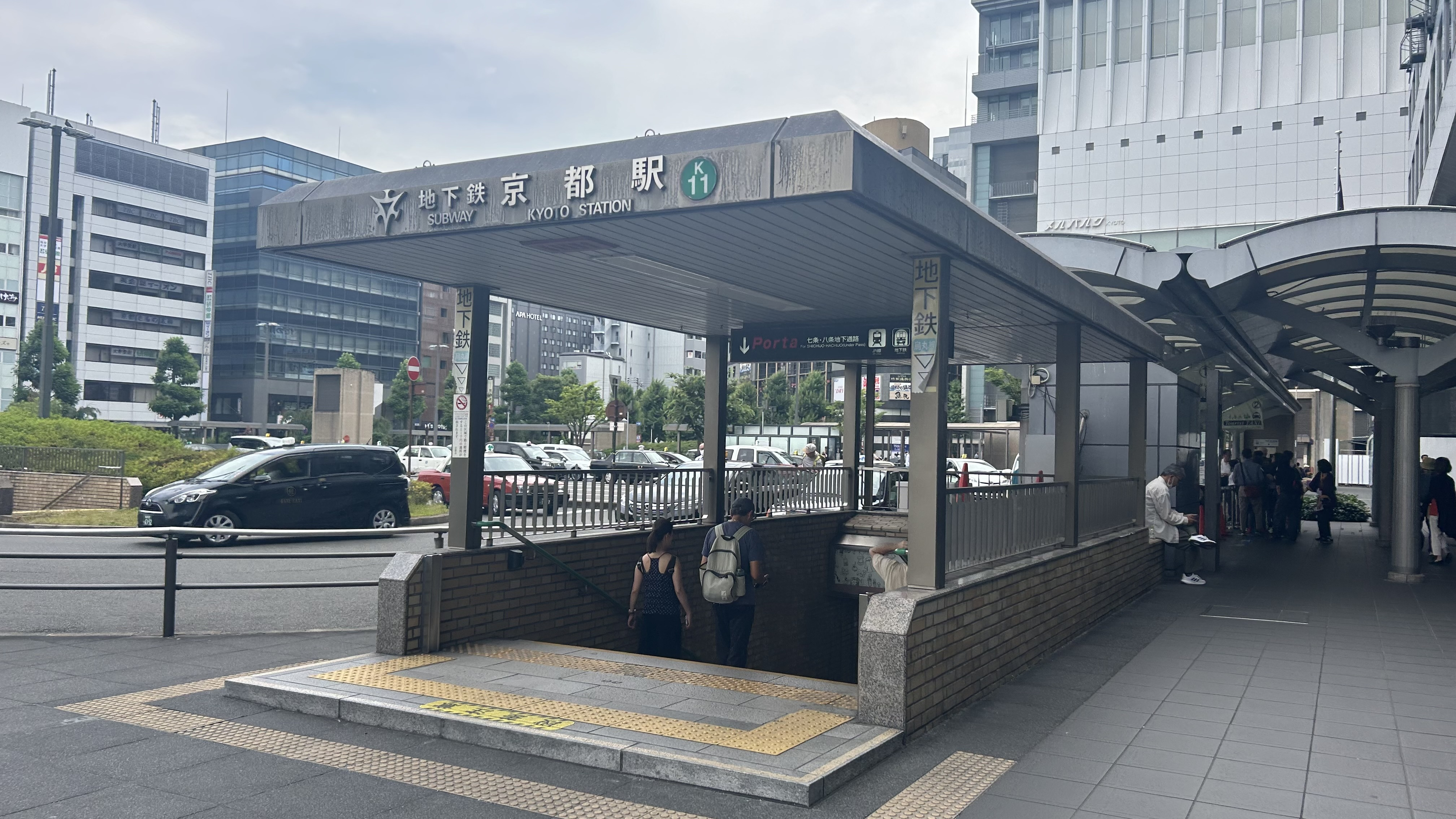
6番出入口 （2025年6月）

## 京都駅ビル
京都駅の駅舎のうち、JR西日本の烏丸中央口側のものを「京都駅ビル」と呼ぶ。
地上16階、地下3階 （高さ60m）、敷地面積38,000m²、延床面積は238,000m²、東西の長さは470mにおよび、鉄道駅の駅舎としては日本有数の規模である。1997年に完成した複合商業施設であり、新しい京都市の顔となりつつある。大阪駅の大阪ステーションシティ（JR西日本）や、名古屋駅のJRセントラルタワーズ（JR東海）、札幌駅のJRタワー（JR北海道）、博多駅のJR博多シティ（JR九州）など、その後のJR各社のターミナル駅再開発の先駆け的存在でもある。
現在の駅舎は4代目に当たる。1952年に竣工した鉄筋コンクリート造の3代目駅舎は、駅が発展するとともに増築に次ぐ増築を重ねたため、地下街を含む商店街や連絡通路などを含めると構内の構造は複雑化し、不便なものになっていた。また駅舎本体にも老朽化に伴う種々の問題が生じて来た。そこで、抜本的対策として駅ビルの新築が計画された。これは1994年の平安遷都1200年記念事業の一環でもあった。

### 京都駅ビルの設計
京都駅ビル（JR西日本）は、日本の鉄道駅舎としては異例の国際指名コンペ方式で行われ、新駅ビル設計者には原広司、安藤忠雄、池原義郎、黒川紀章、ジェームス・スターリング、ベルナール・チュミ、ペーター・ブスマンの7名の複数の建築家が指名された。設計審査の結果、先ず原広司案、安藤忠雄案、スターリング案の3案に絞り込まれ、さらなる協議を経て、梅田スカイビル（大阪府大阪市北区）などの作品で知られる原広司の案が最終案として採用された。
京都駅周辺は高さ120mまでの建築物が建築可能となる特例措置が設けられているが、高さ制限の緩和は古都の景観を損なうものとして反対意見も根強かったため、建物の巨大さ、高さに起因する圧迫感を回避し、いかに周辺環境との調和を図るかが作品の評価のポイントとなった。採用された原広司案は、最大高さを60mに抑えた上で、南北方向の道路に合わせて建物を分割して視線を通すなど、圧迫感を回避するような配慮が随所に見られる。
採用にいたらなかった諸案の概要は次の通り。
- 安藤忠雄案：線路上に巨大な屋根を架けてその上を広大な広場とし、さらにそこをまたぐようにして羅城門をイメージした逆凹字形の駅舎を建設する。
- ペーター・ブスマン案：屋根部分を長大な弓形に湾曲させ、北面には京町家を意識して高さ31mに揃えた軒先線を設ける。
- 池原義郎案：烏丸通の正面側を巨大な門形とし、そこから中央部に向かって階段状に高さを下げ、さらに西側に向かって上昇させる。
- 黒川紀章案：羅城門を意識した高さ120mの門型の超高層建築。圧倒的な重量感と黒色の配色の威圧感が賛否両論を呼んだ。
- ジェームズ・スターリング案：空間を3分割し、西側に高さ120mの円筒形のホテルを建てる。
- ベルナール・チュミ案：駅舎を南北に分割し、北側は31mのスカイラインを強調してその上に「京の七口」を意識した7本のタワーを建てる。南側は45mのスカイラインで揃える。

この他、駅ビル建設に反対した市民グループは、寺社風木造建築の駅舎で、周辺の商店を保護するため、大型商業施設をテナントに入れないという独自の案を提唱し、当時駅ビル問題を扱った『NNNドキュメント』（日本テレビ系列・当該回は読売テレビ制作）でも紹介されていた。

### 京都駅ビルの構造
京都駅ビルは、東側にJR西日本ホテルズのホテルグランヴィア京都、西側に百貨店のジェイアール京都伊勢丹が位置する。その間の中央コンコースは、4000枚のガラスを使用した正面と大屋根で覆う広々とした吹き抜け（横幅147m、奥行29m、高さ50m）になっている。吹き抜けの最上部には地上45mの空中径路が通っている。
- 中央コンコースの巨大な吹き抜け空間は、映画『ガメラ3 邪神覚醒』ではガメラとイリスの決戦の舞台とされ、怪獣映画では初の屋内戦が繰り広げられた。なお、設定上ではガメラ・イリス双方の身長とも京都駅より大きい。

吹き抜けから東西へは渓谷状の階段が設けられている。伊勢丹側の大階段は段数171段、高低差は11階建てビルに相当する35m、全長は70mある。大階段はコンサートや、毎年2月の「JR京都駅ビル大階段駆け上がり大会」（主催：KBS京都）などイベント会場としても利用されるほか、カップルや観光客の憩いの場ともなっている。また、非常時の避難経路となることも想定されている。
京都駅ビルの延床面積238,000m2の内訳は、駅施設が約12,000m2、ホテルグランヴィア京都が約70,000m2、百貨店などの商業施設が約88,000m2、「美術館・えきKYOTO」などの文化施設が約11,000m2、駐車場が約37,000m2、行政関係施設などが約38,000m2、となっている。他都市の大規模な駅ビルの場合、面積のかなりの部分を企業向けの賃貸オフィスに割いていることが多いのに対して、京都駅ビルはそうした部分をほとんど持たない。
その後、嵯峨野線ホーム亀岡寄り側付近は京都駅NKビル（JR西日本不動産開発）が増築され、新しく改札口（西洞院口）を設けた。この改札口は、同ビルに出店した家電量販店のビックカメラ京都店の内部に取り込まれている。(その後、閉店のため閉鎖)

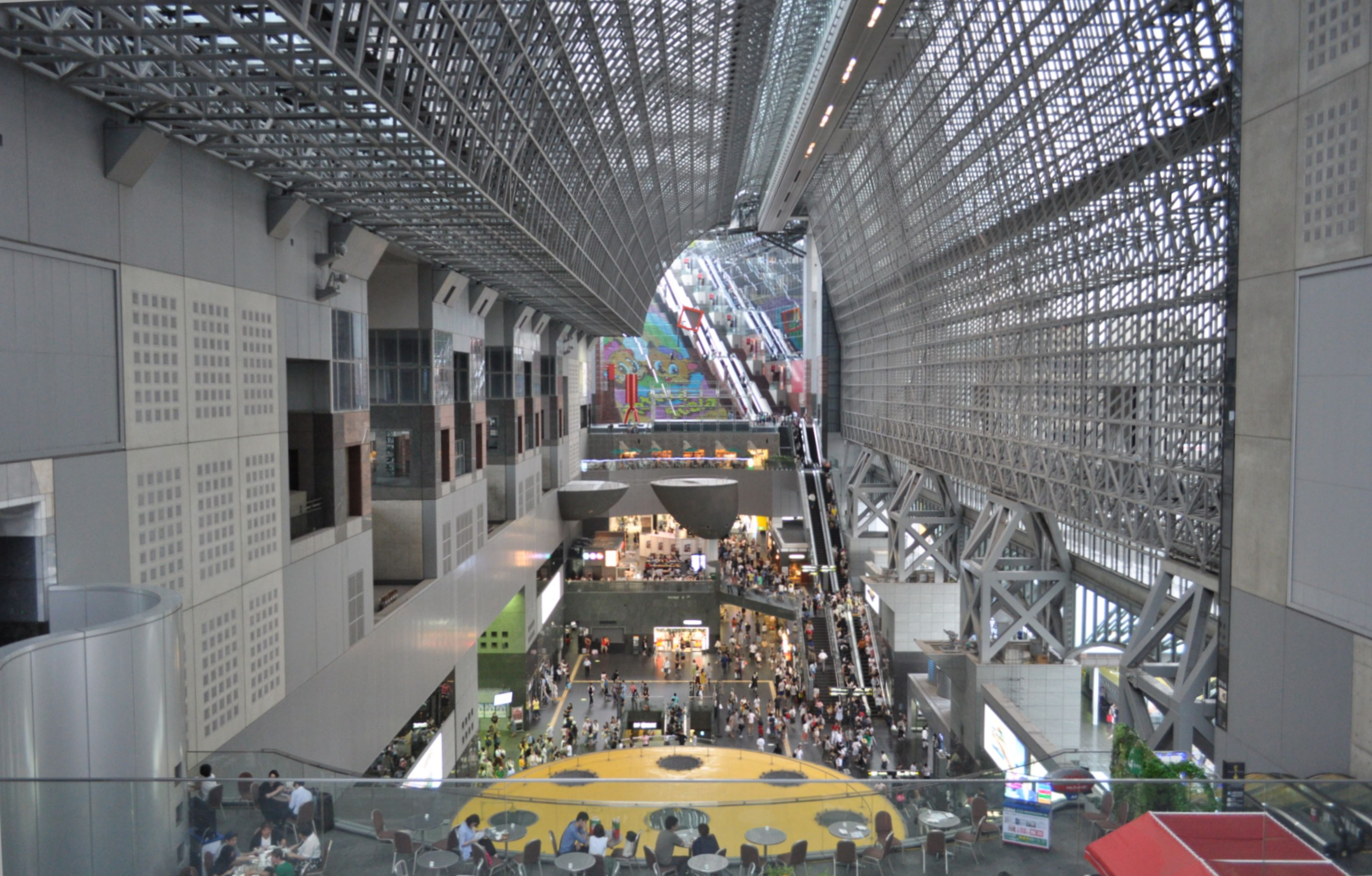
駅ビル内観（2017年7月）
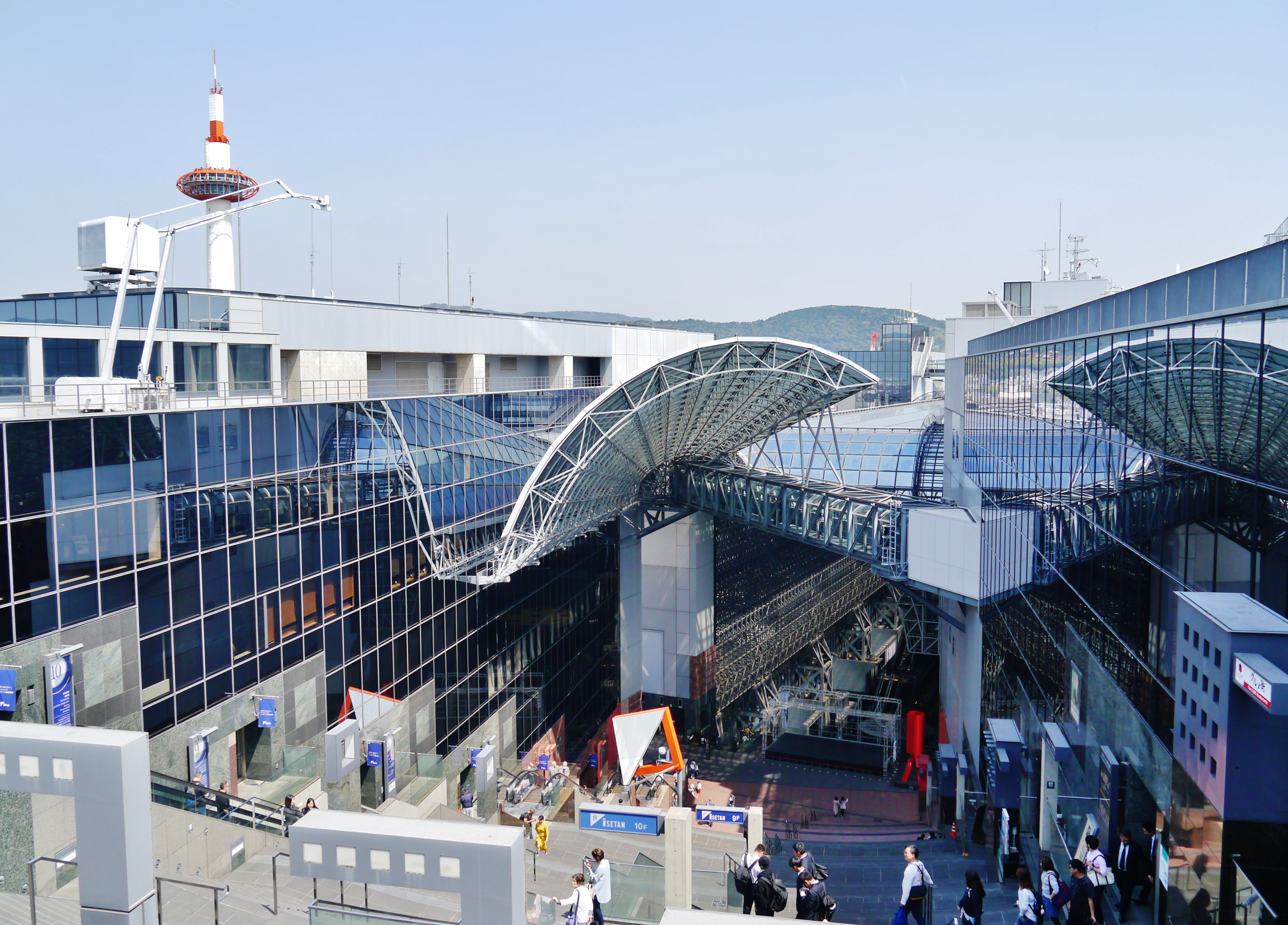
駅ビル大階段付近（2018年7月）
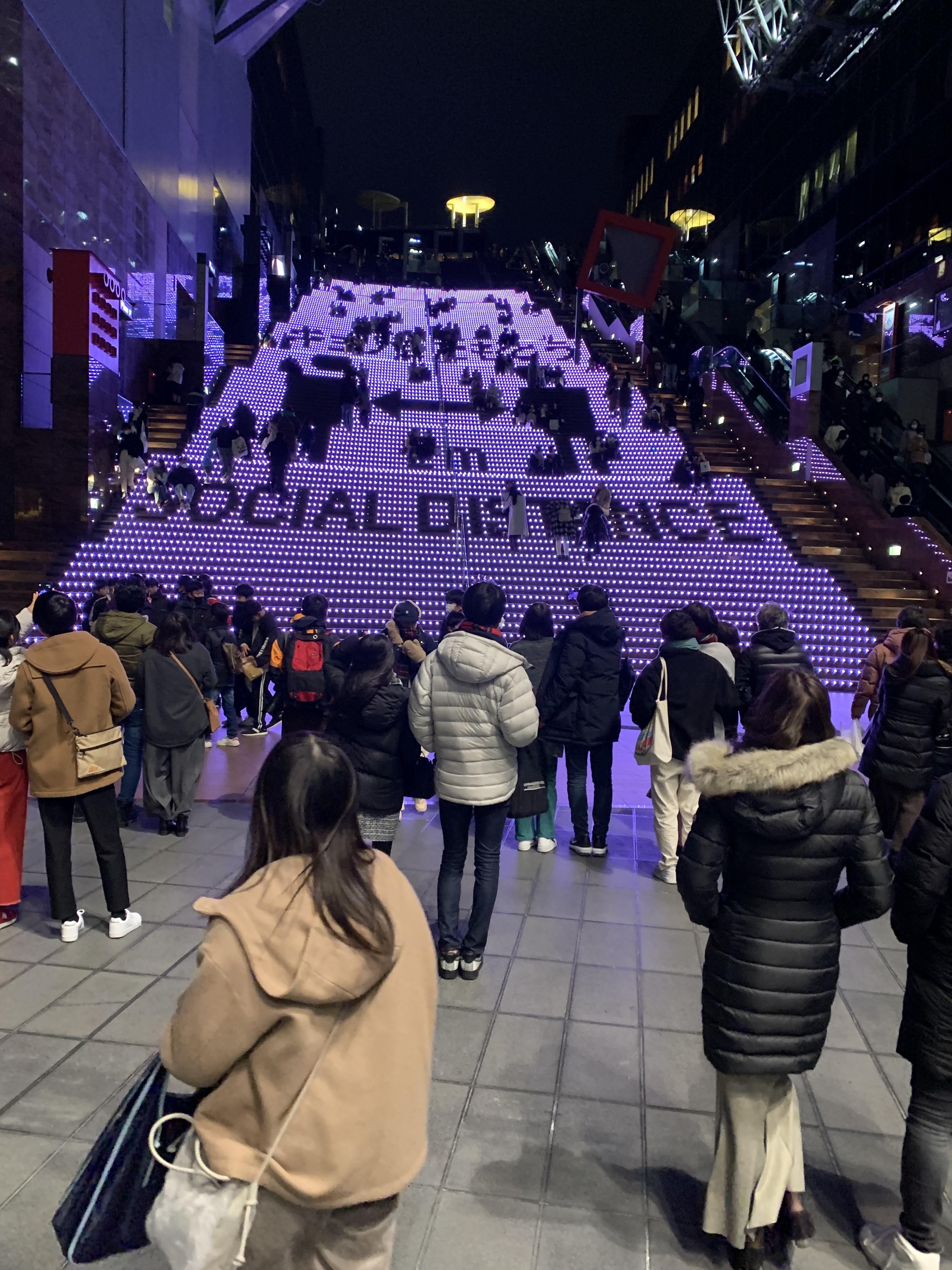
コロナ禍中、社会的距離を促す大階段のライトアップ（2021年12月）

#### 建築・設計
- 建築設計：原広司 / アトリエファイ建築研究所
- 施工：京都駅ビル建設工事JV（大林・鉄建・大鉄他JV）
- 竣工：1997年
- 用途：駅舎・複合施設
- 構造：鉄骨造+鉄骨鉄筋コンクリート造
- 階数：地上16階、地下3階 （高さ60m、横幅470m、奥行80m）
- 敷地面積：38,000m2
- 建築面積：32,400m2
- 延床面積：238,000m2
- 所在地：京都府京都市下京区烏丸通塩小路下る東塩小路町901番地
- 第40回建築業協会賞受賞

#### 駅ビルに対する賛否両論
京都駅ビルは、規模の巨大さとデザインの斬新さにより、建設時はもちろん建築後もその評価には賛否がある。建設当時には、京都・まちづくり市民会議などが中心になって、激しい反対運動が起こった。また1990年代初頭、京都仏教会はこの駅ビル建設に「景観が悪くなる」という趣旨で強く反対していた。
賞賛意見
単なる交通ターミナルではなくさまざまな機能が盛り込まれており、京都の新しい中心核を創り上げている。巨大な吹き抜け空間と大階段など、未来指向のデザインに溢れており、これほどまでに人目を引く駅舎は日本では他に例を見ず、今や京都の新しい観光スポットとしてもすっかり定着した。こうした斬新な建築は、新しいものと歴史あるものとが調和をもって共存する京都に相応しい。
批判意見
採用された設計案では圧迫感を回避するような配慮が随所に見られるが、根本的な解決になっているとは言い難い部分がある。ハーフミラーのガラスやアルミパネルを多用した造形も歴史ある古都の景観を破壊している。高さ60mの巨大建築は京都を分断する衝立のようなものであり、京都の南北の一体化を阻害している。観光客向けに和風デザインが望ましかったのではないか。

#### 構造上の問題
京都駅ビルの中央エリアは巨大な吹き抜けのコンコースで、アーチ形のガラス屋根が半開き状態であることから、強風の際は駅舎内に雨、雪が入り込むことがある。
2018年（平成30年）9月4日の台風21号上陸時には中央コンコースのガラス屋根が構内へ落下し、男女3人が負傷する事故が発生した。
2023年1月24日の大雪時には、構内を利用客が傘をさして移動する模様がSNSで話題になった。ネットメディアのBusiness Journalは「鉄道会社関係者」の話として、ガラス屋根の落下防止措置や、雪や雨などが構内に入らないようする対策が求められるとし、災害に対する脆弱性を指摘した。

### JR京都駅NKビル（JR西日本）
2007年8月23日、京都駅ビルの西側、JR嵯峨野線ホームの亀岡寄り側付近に京都駅NKビルが増築された。延床面積は約10,200m²。同ビルには家電量販店ビックカメラ京都店が出店した。同ビルの中にはJR嵯峨野線プラットホーム（30・31番のりば）に直結する改札口（JR京都駅西洞院口）が新設され（この改札口はビックカメラの売場内部に直結している）、京都寄り車両に乗客が集中する嵯峨野線の混雑緩和が図られている。

## 利用状況
JR西日本
2023年度の1日平均の乗降人員は329,424人である。
同社の駅では大阪駅に次ぐ第2位。京都府内のJR西日本の駅の中では最多。
JR東海
2024年度の1日平均の乗降人員は83,475人である。
新幹線の利用者数は東京駅、新大阪駅、名古屋駅に次いで多い。コロナ禍の時期を除くと近年は増加している。
京都市営地下鉄
2024年度の1日平均の乗降人員は136,152人である。市営地下鉄京都駅の客数であり、近鉄京都線・近鉄奈良線と直通する列車の乗降客を含む。
利用者は京都市交通局の駅で最も多く、コロナ禍の時期を除くと増加傾向にある。
近畿日本鉄道
2024年11月12日の乗降人員は74,924人である。近鉄京都駅の客数であり、市営地下鉄烏丸線と直通する列車の乗降客を含まない。同社の駅では大阪阿部野橋駅、鶴橋駅、大阪難波駅、近鉄名古屋駅に次ぐ第5位。
2023年度の年間推計乗降人員は31,959千人であり、1日平均では87,318人となる。いずれの数値も、京都府内の近鉄の駅、及び京都府内の私鉄の駅では最多の利用客数であり、2019年度までは横ばいだった。
年度別乗降・乗車人員数は下表の通り。
| 年度               | JR東海           | JR東海 | JR西日本         | JR西日本 | 京都市営地下鉄   | 京都市営地下鉄   | 京都市営地下鉄 | 近畿日本鉄道 | 近畿日本鉄道 | 近畿日本鉄道     | 近畿日本鉄道 | 近畿日本鉄道  |
| 年度               | 1日平均 乗車人員 | 増加率 | 1日平均 乗車人員 | 増加率   | 1日平均 乗車人員 | 1日平均 乗降人員 | 増加率         | 特定日       | 特定日       | 1日平均 乗降人員 | 増加率       | 年間 乗降人員 |
| 年度               | 1日平均 乗車人員 | 増加率 | 1日平均 乗車人員 | 増加率   | 1日平均 乗車人員 | 1日平均 乗降人員 | 増加率         | 調査日       | 乗降人員     | 1日平均 乗降人員 | 増加率       | 年間 乗降人員 |
| ------------------ | ---------------- | ------ | ---------------- | -------- | ---------------- | ---------------- | -------------- | ------------ | ------------ | ---------------- | ------------ | ------------- |
| 1991年（平成03年） |                  |        | 132,672          |          | 50,279           | 99,437           |                |              |              | 128,940          |              | 47,192,000    |
| 1992年（平成04年） | 25,482           |        | 139,419          | 5.1%     | 50,493           | 100,367          | 0.9%           |              |              | 129,364          | 0.3%         | 47,218,000    |
| 1993年（平成05年） | 25,623           | 0.6%   | 144,545          | 3.7%     | 51,721           | 102,573          | 2.2%           |              |              | 129,099          | -0.2%        | 47,121,000    |
| 1994年（平成06年） | 24,659           | -3.8%  | 147,953          | 2.4%     |                  |                  |                |              |              |                  |              |               |
| 1995年（平成07年） | 25,253           | 2.4%   | 151,904          | 2.7%     |                  |                  |                |              |              |                  |              |               |
| 1996年（平成08年） | 26,166           | 3.6%   | 155,995          | 2.7%     |                  |                  |                |              |              |                  |              |               |
| 1997年（平成09年） | 25,926           | -0.9%  | 163,463          | 4.8%     | 54,344           |                  |                |              |              | 124,488          |              | 45,438,000    |
| 1998年（平成10年） | 25,150           | -3.0%  | 163,803          | 0.2%     | 52,139           |                  |                |              |              | 123,293          | -1.0%        | 45,002,000    |
| 1999年（平成11年） | 24,472           | -2.7%  | 162,287          | -0.9%    | 52,120           | 103,393          |                |              |              | 121,260          | -1.6%        | 44,260,000    |
| 2000年（平成12年） | 24,753           | 1.1%   | 164,712          | 1.5%     | 53,010           | 105,267          | 1.8%           |              |              | 119,633          | -1.3%        | 43,666,000    |
| 2001年（平成13年） | 24,666           | -0.4%  | 167,416          | 1.6%     | 54,540           | 108,281          | 2.9%           |              |              | 116,071          | -3.0%        | 42,336,000    |
| 2002年（平成14年） | 24,579           | -0.4%  | 169,378          | 1.2%     | 54,331           | 107,936          | -0.3%          |              |              | 113,019          | -2.6%        | 41,252,000    |
| 2003年（平成15年） | 26,958           | 9.7%   | 171,653          | 1.3%     | 54,641           | 108,450          | 0.5%           |              |              | 110,882          | -1.9%        | 40,472,000    |
| 2004年（平成16年） | 29,120           | 8.0%   | 173,934          | 1.3%     | 53,699           | 106,435          | -1.9%          |              |              | 108,727          | -1.9%        | 39,794,000    |
| 2005年（平成17年） | 30,921           | 6.2%   | 176,403          | 1.4%     | 53,133           | 105,704          | -0.7%          | 11月8日      | 89,420       | 108,512          | -0.2%        | 39,607,000    |
| 2006年（平成18年） | 32,263           | 4.3%   | 179,156          | 1.6%     | 53,262           | 105,327          | -0.4%          | -            |              | 108,907          | 0.4%         | 39,751,000    |
| 2007年（平成19年） | 33,637           | 4.3%   | 180,413          | 0.7%     | 53,077           | 104,650          | -0.6%          | -            |              | 108,014          | -0.8%        | 39,425,000    |
| 2008年（平成20年） | 33,255           | -1.1%  | 182,534          | 1.2%     | 52,572           | 103,659          | -0.9%          | 11月18日     | 90,194       | 107,801          | -0.2%        | 39,455,000    |
| 2009年（平成21年） | 31,066           | -6.6%  | 179,882          | -1.5%    | 51,590           | 102,292          | -1.3%          | -            |              | 102,945          | -4.5%        | 37,575,000    |
| 2010年（平成22年） | 31,726           | 2.1%   | 183,715          | 2.1%     | 53,144           | 105,771          | 3.4%           | 11月9日      | 87,880       | 103,611          | 0.6%         | 37,818,000    |
| 2011年（平成23年） | 32,093           | 1.1%   | 185,983          | 1.2%     | 53,707           | 106,891          | 1.1%           | -            |              | 101,181          | -2.3%        | 36,931,000    |
| 2012年（平成24年） | 33,414           | 4.1%   | 189,486          | 1.9%     | 55,017           | 109,499          | 2.4%           | 11月13日     | 80,732       | 100,910          | -0.3%        | 36,933,000    |
| 2013年（平成25年） | 34,490           | 3.1%   | 194,927          | 2.9%     | 56,963           | 113,361          | 3.5%           | -            |              | 99,471           | -1.4%        | 36,307,000    |
| 2014年（平成26年） | 35,173           | 2.0%   | 193,972          | -0.5%    | 58,888           | 117,205          | 3.4%           | -            |              | 100,762          | 1.3%         | 36,778,000    |
| 2015年（平成27年） | 37,066           | 5.4%   | 200,044          | 3.1%     | 61,045           | 121,475          | 3.6%           | 11月10日     | 82,414       | 101,705          | 0.9%         | 37,224,000    |
| 2016年（平成28年） | 37,630           | 1.5%   | 200,426          | 0.2%     | 61,993           | 123,360          | 1.6%           | -            |              | 101,973          | 0.3%         | 37,220,000    |
| 2017年（平成29年） | 38,748           | 3.0%   | 203,296          | 1.4%     | 62,988           | 125,341          | 1.6%           | -            |              | 102,137          | 0.2%         | 37,280,000    |
| 2018年（平成30年） | 39,227           | 1.2%   | 200,426          | -1.4%    | 64,718           | 128,783          | 2.7%           | 11月13日     | 83,478       | 100,929          | -1.2%        | 36,839,000    |
| 2019年（令和元年） | 36,566           | -6.8%  | 195,082          | -2.7%    | 65,463           | 130,295          | 1.7%           | -            |              | 100,874          | -0.1%        | 36,920,000    |
| 2020年（令和02年） | 14,384           | -60.8% | 127,178          | -34.8%   | 36,647           | 73,533           | -43.6%         | -            |              | 63,085           | -37.5%       | 23,026,000    |
| 2021年（令和03年） | 19,318           | 34.3%  | 130,294          | 2.5%     | 41,451           | 83,366           | 13.4%          | 11月9日      | 63,506       | 71,485           | 13.3%        | 26,092,000    |
| 2022年（令和04年） | 31,912           | 65.2%  | 149,406          | 14.7%    | 54,106           | 108,159          | 29.7%          | 11月8日      | 69,950       | 82,696           | 15.7%        | 30,184,000    |
| 2023年（令和05年） | 37,989           | 19.4%  | 164,712          | 10.2%    | 63,754           | 128,442          | 18.8%          | 11月7日      | 72,154       | 87,318           | 5.9%         | 31,958,538    |
| 2024年（令和06年） | 41,738           | 9.9%   |                  |          |                  | 136,152          | 6.0%           | 11月12日     | 74,924       |                  |              |               |

### 年度別1日平均乗車人員（1900年代—1940年代）
各年度の1日平均乗車人員は下表の通り。
| 年度                | 1日平均乗車人員 |
| ------------------- | --------------- |
| 1906年（明治39年）  | 5,285           |
| 1907年（明治40年）  | 6,244           |
| 1908年（明治41年）  | 6,179           |
| 1909年（明治42年）  | 6,731           |
| 1910年（明治43年）  | 6,412           |
| 1911年（明治44年）  | 6,466           |
| 1912年（大正 元年） | 5,181           |
| 1913年（大正02年）  | 5,125           |
| 1914年（大正03年）  | 4,835           |
| 1915年（大正04年）  | 7,098           |
| 1916年（大正05年）  | 3,756           |
| 1917年（大正06年）  | 6,808           |
| 1918年（大正07年）  | 8,130           |
| 1919年（大正08年）  | 9,430           |
| 1920年（大正09年）  | 10,302          |
| 1921年（大正10年）  | 11,621          |
| 1922年（大正11年）  | 13,044          |
| 1923年（大正12年）  | 14,629          |
| 1924年（大正13年）  | 15,867          |
| 1925年（大正14年）  | 16,136          |
| 1926年（昭和 元年） | 17,042          |
| 1927年（昭和02年）  | 16,903          |
| 1928年（昭和03年）  | 20,108          |
| 1929年（昭和04年）  | 16,990          |
| 1930年（昭和05年）  | 17,523          |
| 1931年（昭和06年）  | 17,160          |
| 1932年（昭和07年）  | 17,105          |
| 1933年（昭和08年）  | 17,932          |
| 1934年（昭和09年）  | 18,574          |
| 1935年（昭和10年）  | 19,833          |
| 1936年（昭和11年）  | 21,113          |
| 1937年（昭和12年）  | 16,784          |
| 1938年（昭和13年）  | 18,539          |
| 1939年（昭和14年）  | 27,757          |
| 1940年（昭和15年）  | 32,603          |
| 1941年（昭和16年）  | 36,760          |
| 1943年（昭和18年）  | 43,782          |
| 1946年（昭和21年）  | 50,844          |

### 年度別利用状況（1950年代—1980年代）
各年度の利用状況は次の通り。
| 年度               | 日本国有鉄道     | 近畿日本鉄道     |
| 年度               | 1日平均 乗車人員 | 1日平均 乗降人員 |
| ------------------ | ---------------- | ---------------- |
| 1950年（昭和25年） | 54,592           | -                |
| 1955年（昭和30年） | 71,818           | -                |
| 1960年（昭和35年） | 88,547           | -                |
| 1965年（昭和40年） | 89,566           | 40,268           |
| 1970年（昭和45年） | 99,608           | 72,153           |
| 1975年（昭和50年） | 118,385          | 102,553          |
| 1980年（昭和55年） | 114,313          | 110,063          |
| 1985年（昭和60年） | 133,864          | 128,570          |

## 駅周辺

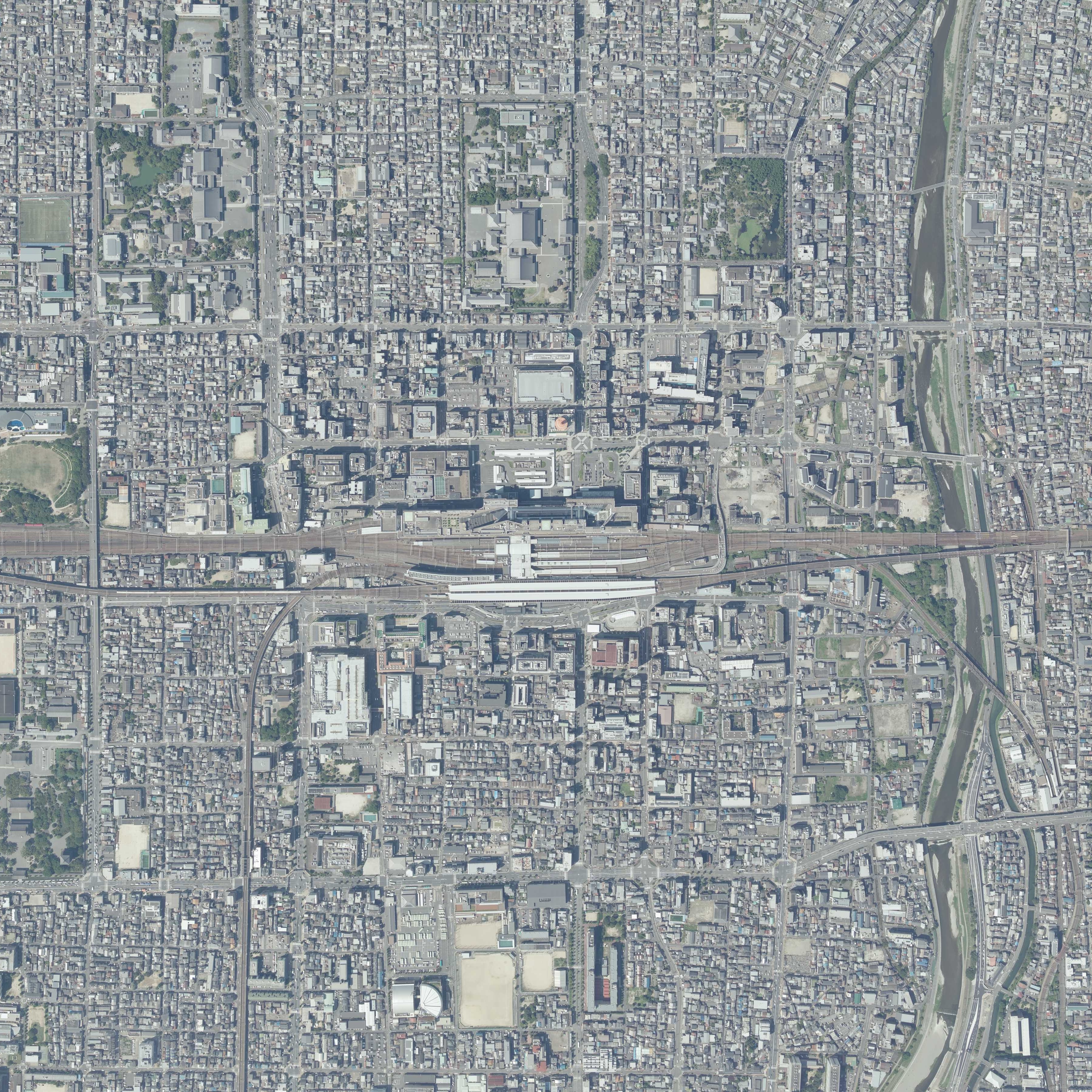
駅周辺の空中写真（2020年8月）

周辺は大型商業地域並びに観光客向けのホテルが多く立ち並んでいる。ただし、駅建設当時に市街地の外縁部で土地の確保や線路の敷設がしやすかったことから、中心市街地の四条通や三条通からは外れた、市街南郊に設置された。当時は七条西洞院より南東にまともな東西道路がなかったこともあって七条停車場、七条ステーションなどと通称されていたが、あくまで現在の塩小路通より南であり、その後八条通北側の現在地に移転した。そのため、京都随一の繁華街である四条河原町からは約2kmほど距離が離れており、当地へは阪急京都線の京都河原町駅や京阪本線の祇園四条駅が最寄りである。当駅から四条河原町や市内に点在する観光地へはバスや地下鉄に乗り換える必要がある。

### 烏丸口

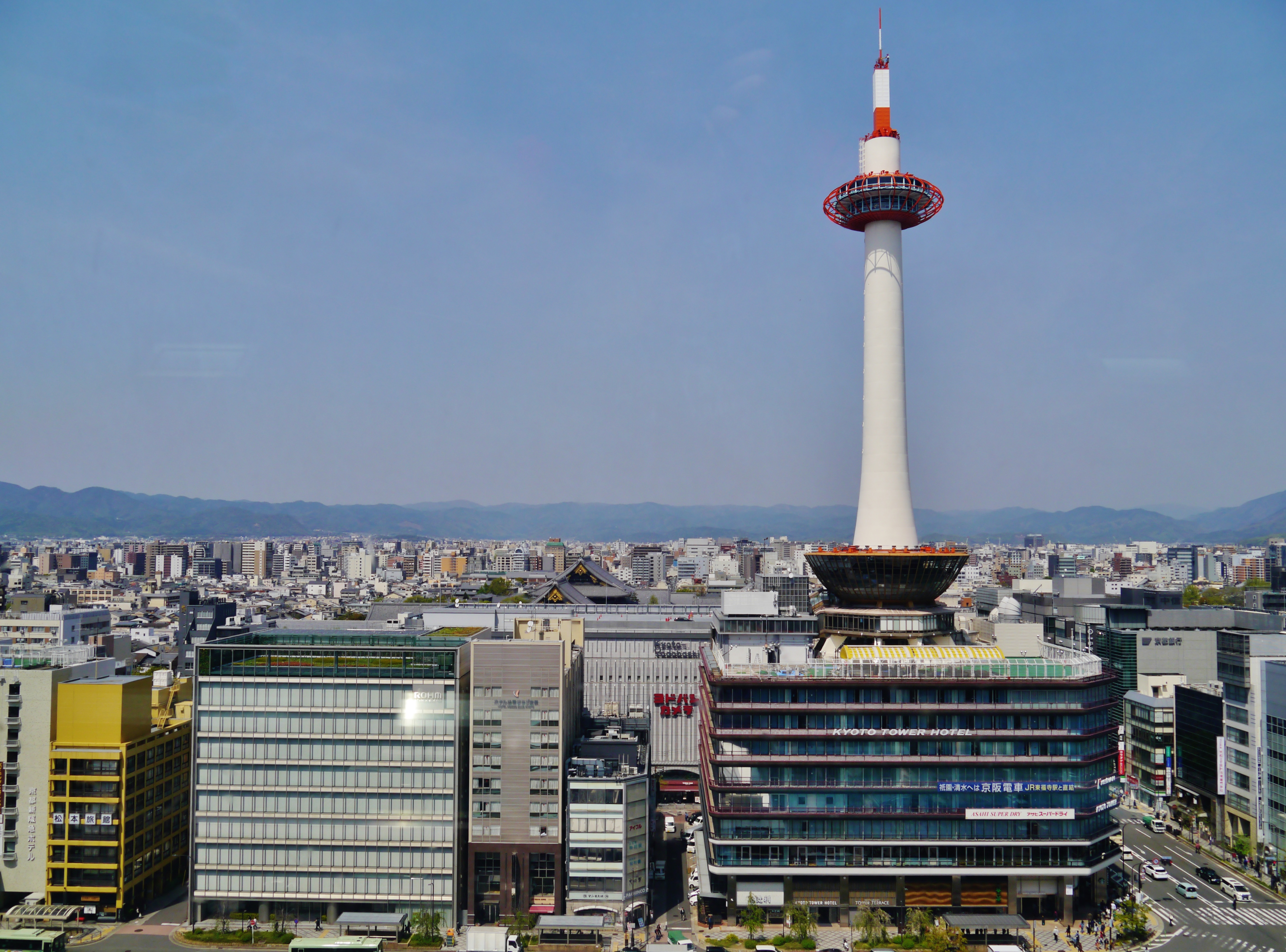
烏丸口前の商業地域と京都タワー（2018年4月）

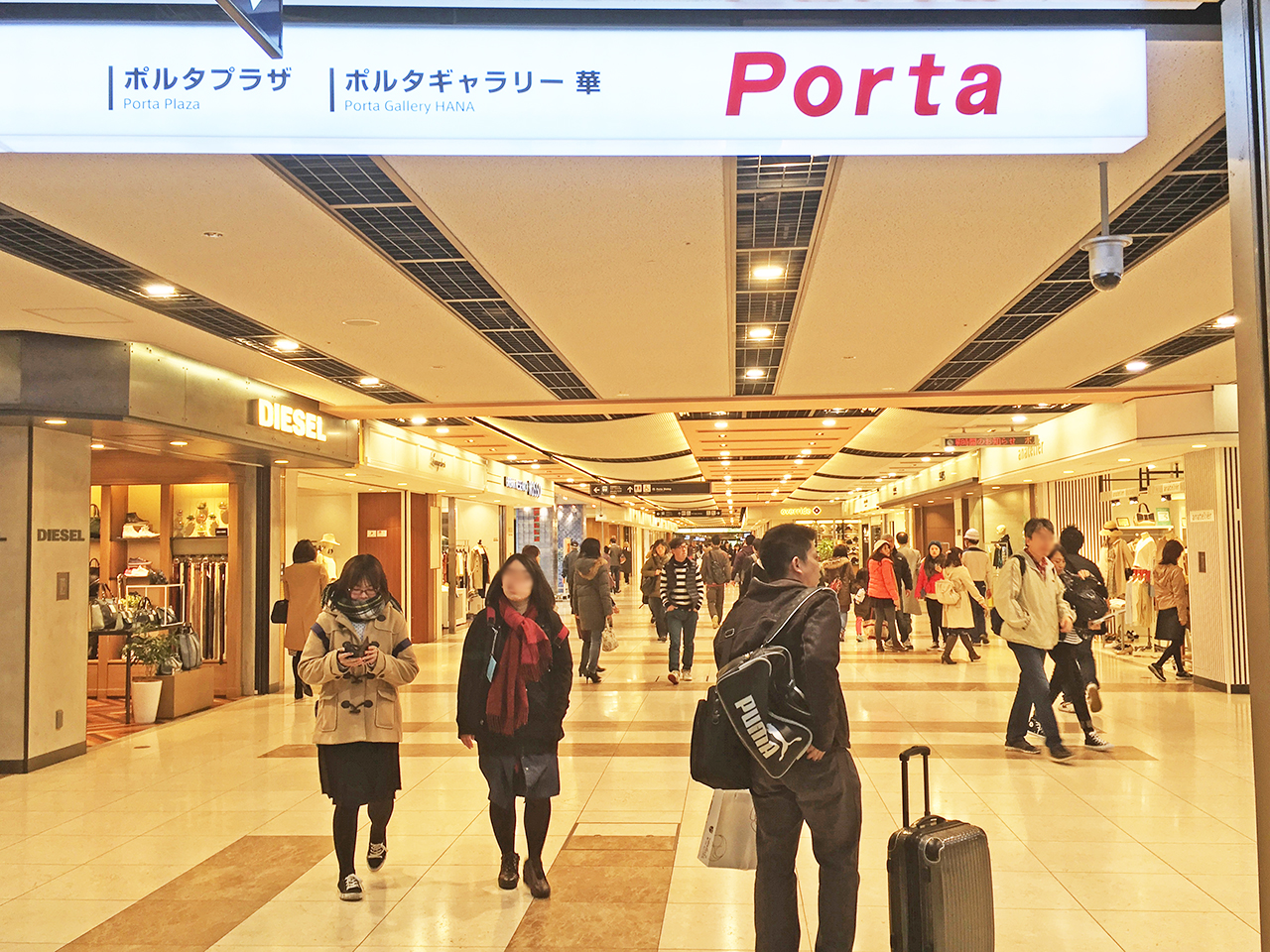
烏丸口地下に広がる地下街「Porta」 (2016年3月)

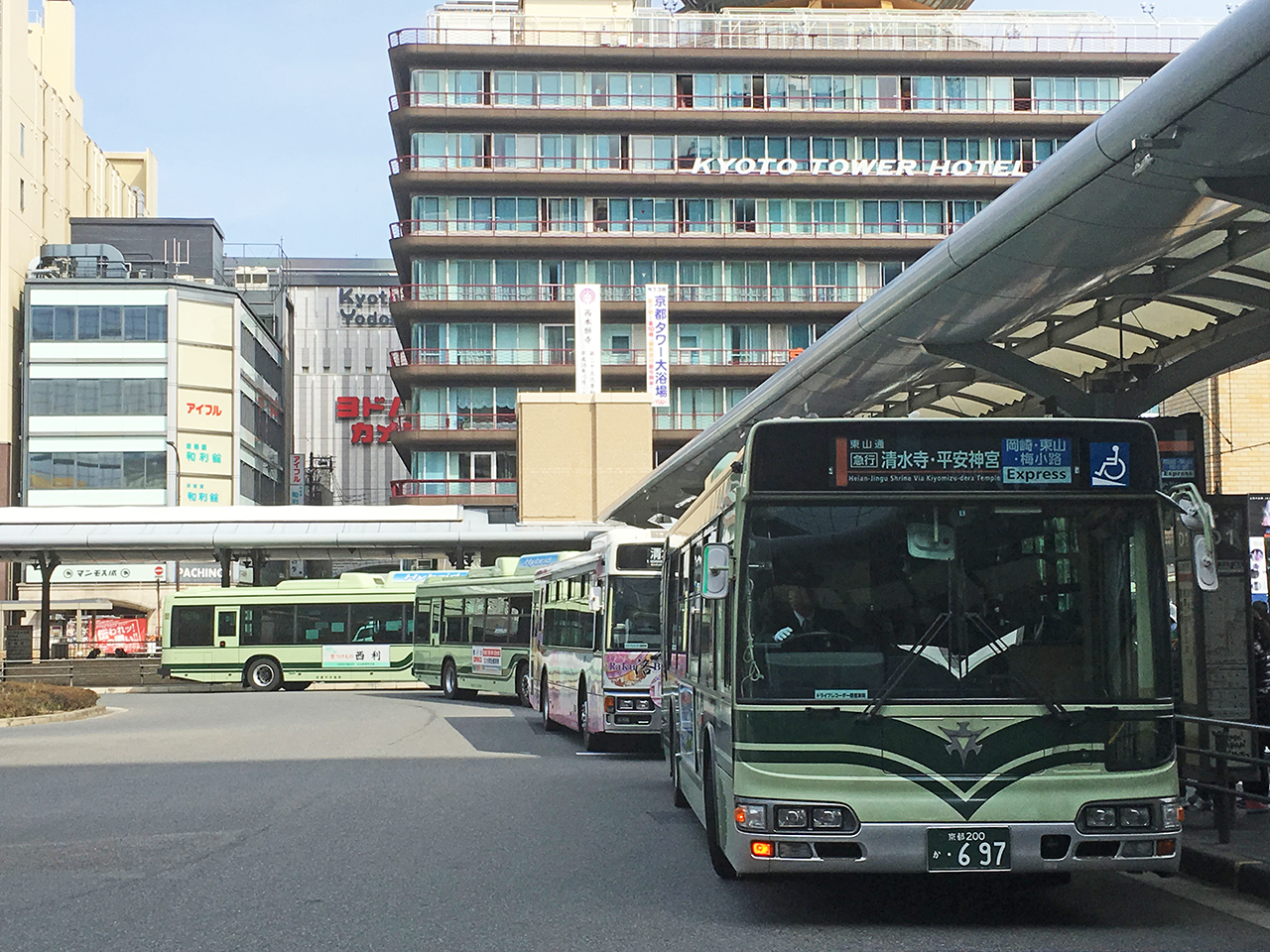
烏丸口市バスターミナル（2016年3月）

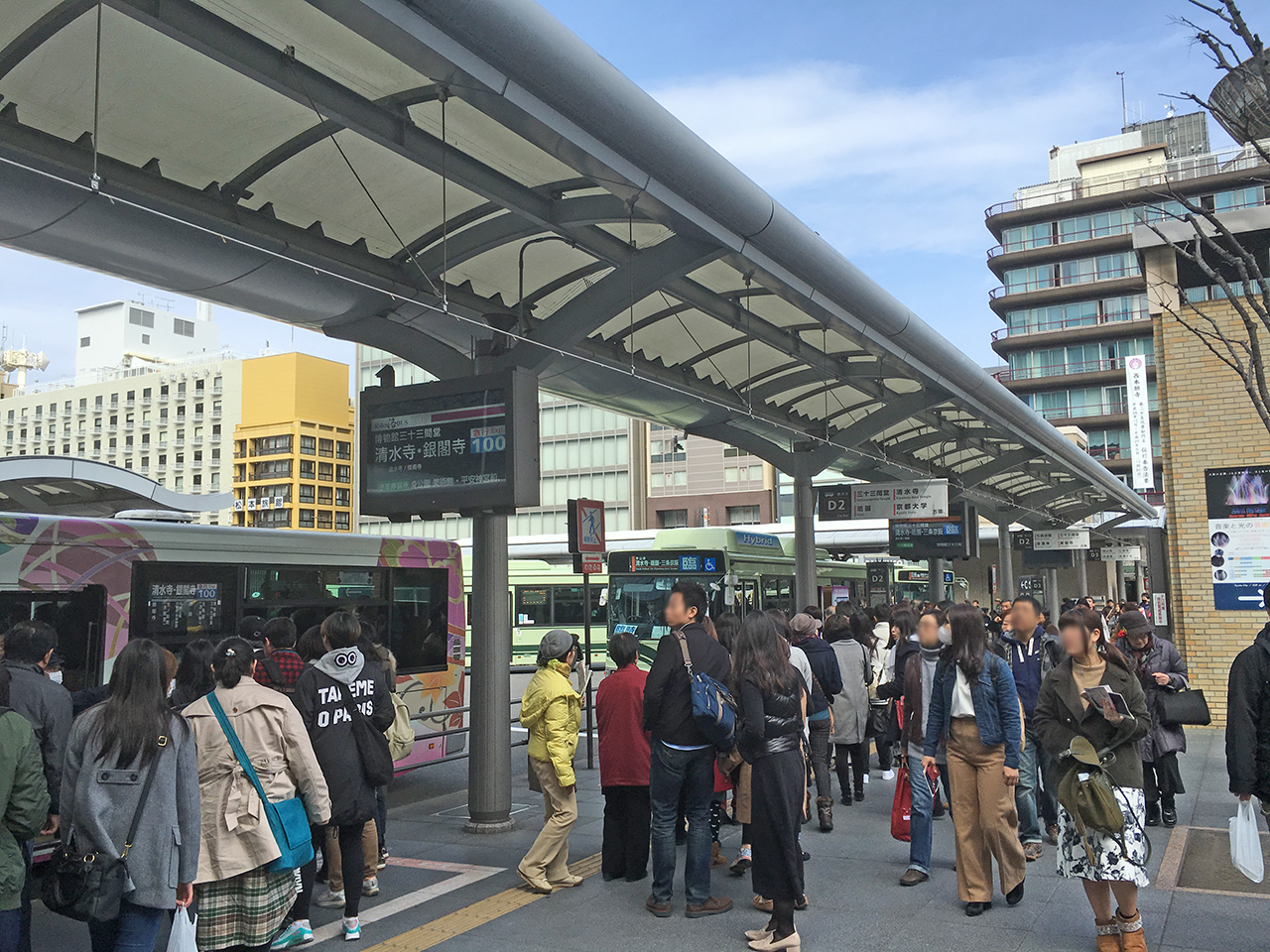
行き先を表示する大きな液晶ディスプレイが各バス停ごとに設置されている（2016年3月）

駅の北側に位置している。当駅の表玄関であり、京都駅ビルや地下街も烏丸口に位置している。
駅付帯施設など
- 京都駅ビル
  - ジェイアール京都伊勢丹
  - 京都駅ビル専門店街 The CUBE
  - ホテルグランヴィア京都
  - 京都劇場
  - 美術館「えき」Kyoto
  - 京都拉麺小路
  - KATO京都駅店
- 京都駅前地下街ポルタ
- 京都駅前バスターミナル

名所・旧跡など
- 京都タワー
- 東本願寺（真宗本廟） - 真宗大谷派の本山。

公共施設
- 京都市下京区総合庁舎 - 下京区役所などが入居している。
- キャンパスプラザ京都
- 京都駅前運転免許更新センター - 旧七条警察署跡。
- ハローワーク京都七条（公共職業安定所）
- 京都府赤十字血液センター 献血ルーム京都駅前

企業・金融機関など
- 京都中央郵便局
  - ゆうちょ銀行京都店
- 京都ヨドバシ - ヨドバシカメラマルチメディア京都などが入居する複合商業施設。旧 近鉄百貨店京都店跡。
- オムロン 本社
- 京都新阪急ホテル
- ホテル法華クラブ京都
- 関西電力 京都支社 - 京都電燈時代の1937年に本社ビルとして建設された建物をそのまま使用している。
  - 関西電力送配電 京都支社
- リーガロイヤルホテル京都
- アパホテル〈京都駅前〉
- アパホテル〈京都駅堀川通〉

#### 西洞院口
- ビックカメラJR京都駅店（JR京都駅NKビル）

### 八条口
駅の南側に位置している。
駅付帯施設など
- 定期観光バスターミナル
- 高速バスターミナル

名所・旧跡など

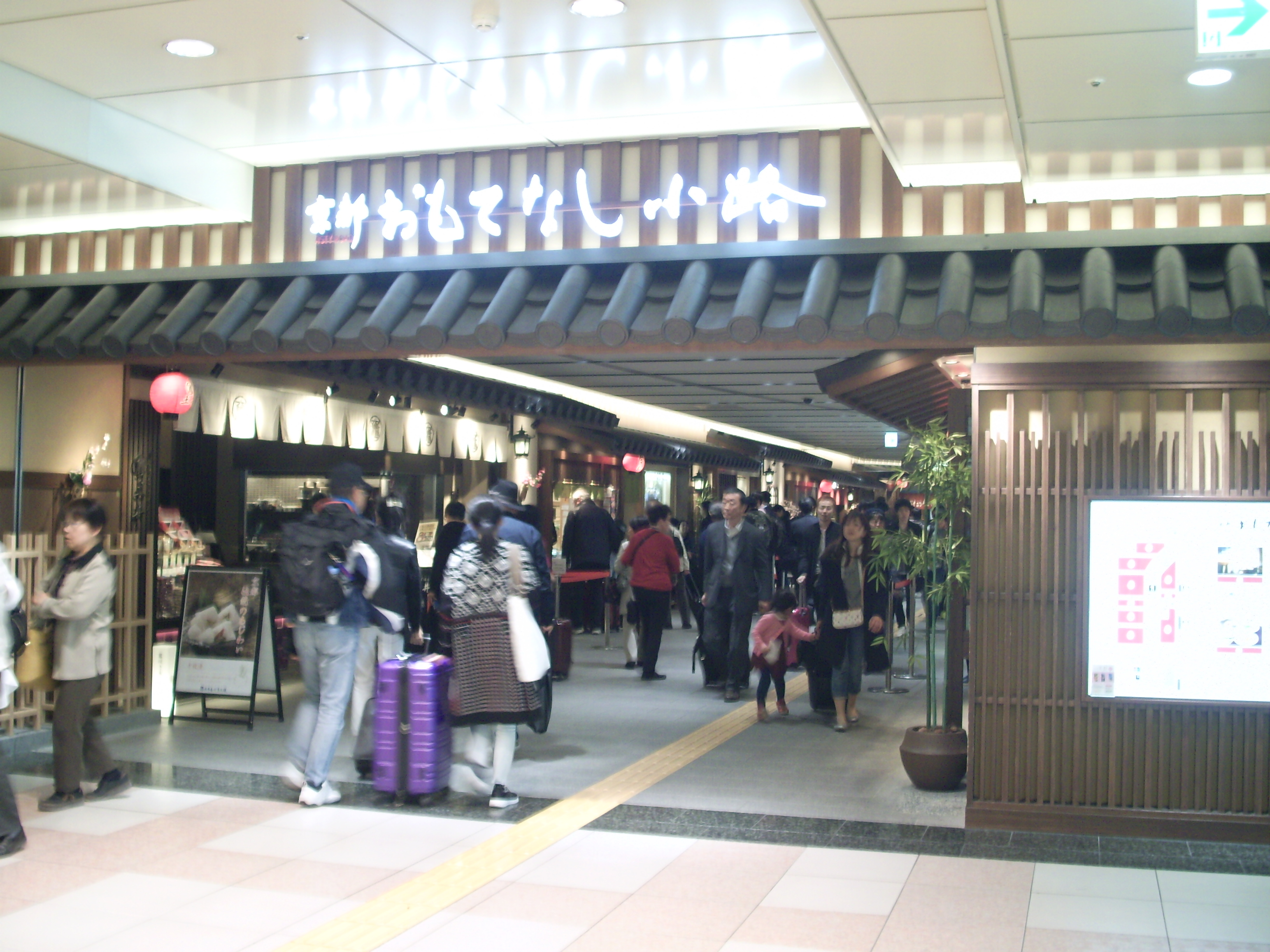
新幹線階下のアスティロード・おもてなし小路（2018年4月）

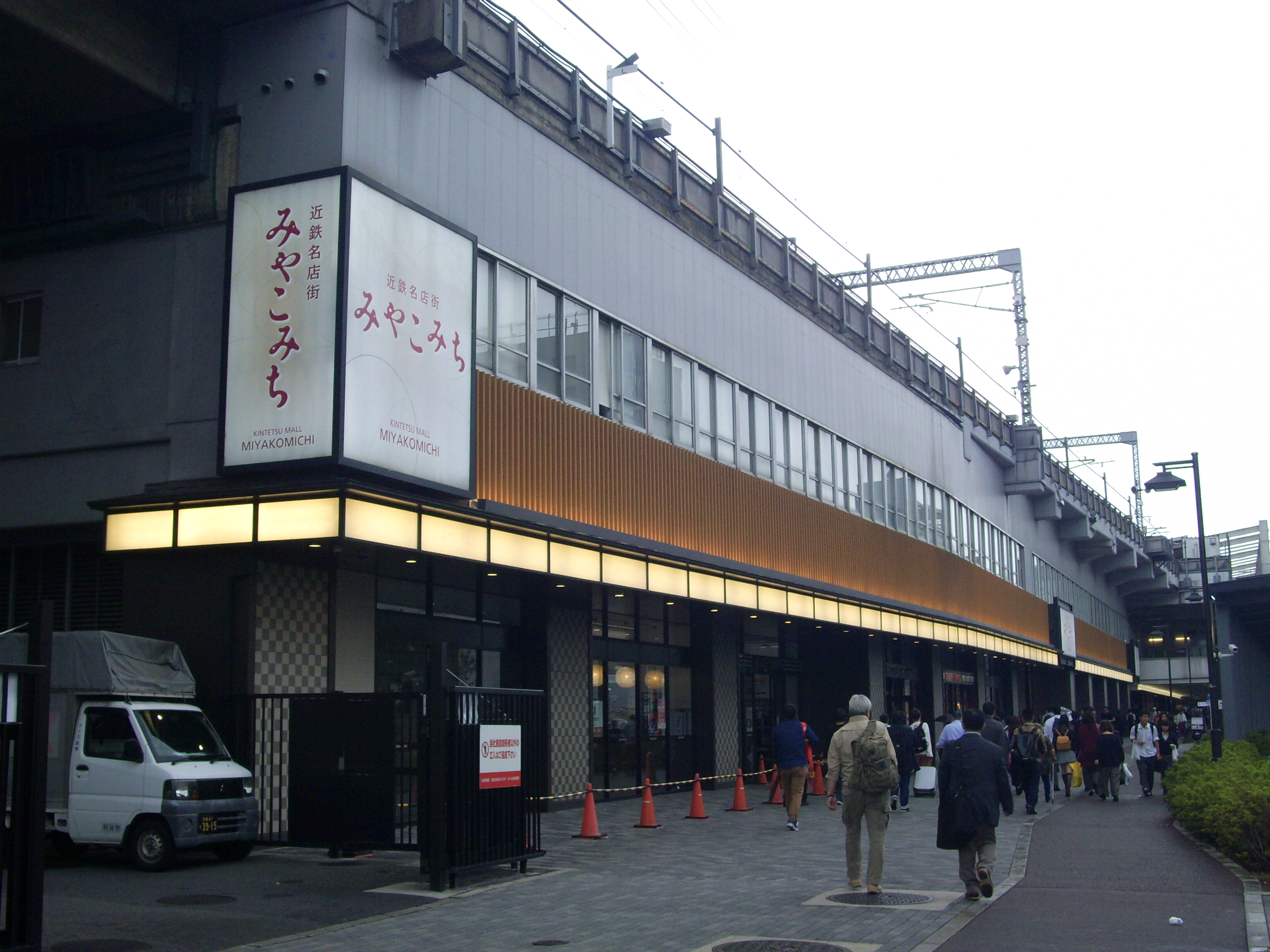
新幹線階下の近鉄名店街みやこみち（2017年8月）

- 東寺（教王護国寺） - 東寺真言宗の総本山。

公共施設
- 京都市上下水道局
- 京都市南図書館

企業・金融機関など
- 京都アバンティ - 京都市による初の再開発事業として設置された複合商業施設[76]。
  - ホテル京阪京都グランデ
- イオンモールKYOTO
  - マーケットガーデンKOHYO京都店
- 京都駅八条口郵便局
- PHP研究所 本社
- 都ホテル 京都八条
- 京都中央信用金庫 八条口支店

## バスターミナル
南東北・関東・中部・中国・四国・九州方面の高速バス路線が発着している。また市内を縦横に結ぶ路線バスの起点や定期観光バスの出発地でもあり、多数のバスが発着している。

### 路線バス

#### 烏丸口
京都駅前停留所にて発着する。
| のりば             | 運行事業者             | 方面                                | 系統・行先 |
| Aのりば            | Aのりば                | Aのりば                             | Aのりば |
| ------------------ | ---------------------- | ----------------------------------- | --- |
| A1                 | 京都市バス             | 平安神宮・銀閣寺方面                | ■5号系統：国際会館駅・岩倉操車場 |
| A2                 | 京都市バス             | 河原町通方面                        | ■4号系統：上賀茂神社 ■17号系統：銀閣寺・錦林車庫 ■205号系統：北大路バスターミナル方面 |
| A3                 | 京都市バス             | 千本通方面                          | ■6号系統：鷹峯源光庵・玄琢 ■206号系統：北大路バスターミナル方面 |
| Bのりば            |                        |                                     | |
| B1                 | 京都市バス             | 堀川通方面                          | ■9号系統：西賀茂車庫 |
| B2                 | 京都市バス             |                                     | ■50号系統：立命館大学 ■快速立命館：北野白梅町・立命館大学 |
| B3                 | 京都市バス             | 西大路通方面                        | ■86号系統・■88号系統：水族館・鉄道博物館 ■205号系統：北大路バスターミナル方面 ■208号系統：九条車庫方面 |
| Cのりば            |                        |                                     | |
| C1                 | 京都市バス             | 九条通方面                          | ■205号・快速205号系統：九条車庫 |
| C2                 | 京阪京都交通           |                                     | ■2系統：亀岡駅・保津川下り乗船場 ■14系統：長峰 ■15系統：JR桂川駅 ■26系統：桂坂中央 ■26B系統：桂坂中央・桂イノベーションパーク前 ■28A系統：京都成章高校 ■21系統：桂坂中央（桂イノベーションパーク前） ■27系統：桂坂中央（国道沓掛） ■21A系統：桂坂中央・京都成章高校 ■直行93系統：京都リサーチパーク4号館前 |
| C2                 | 丹後海陸交通           |                                     | ■丹海高速バス：宮津・天橋立・間人 |
| C3                 | 京都バス               |                                     | ■17系統・特17系統・18系統：八瀬・大原 |
| C4                 | 京都市バス             | 洛南・伏見・久世方面                | ■16号系統：京都駅八条口アバンティ前 □19号系統：横大路車庫前 □42号系統：阪急洛西口駅 ■78号系統：久世工業団地 ■81号系統：横大路車庫前 / 京阪中書島・伏見港公園 ■南5号系統：竹田駅東口・横大路車庫前 |
| C5                 | 京都市バス             | 洛西・映画村方面                    | □33号系統・特33号系統・73号系統：洛西バスターミナル ■75号系統：映画村・山越 |
| C6                 | 京都市バス             |                                     | ■28号系統：嵐山・大覚寺 |
| C6                 | 京都バス               |                                     | ■51系統（比叡山ドライブバス）：比叡山頂 ■72系統：嵐山・清滝 ■73系統：嵐山・苔寺・すず虫寺 ■75系統：有栖川 ■76系統：阪急嵐山駅 ■83系統：嵐山・苔寺・すず虫寺 |
| C6                 | 京阪バス               |                                     | ■57号経路（比叡山ドライブバス）：比叡山頂 |
| Dのりば            |                        |                                     | |
| D1                 | 京都市バス             | 清水寺・祇園・ 平安神宮・銀閣寺方面 | （発着するバスはなし） |
| D2                 | 京都市バス             | 東山通方面                          | ■86号系統：祇園・三条京阪 ■88号系統：東福寺・京都駅八条口 ■206号系統：北大路バスターミナル方面 ■208号系統：東福寺・九条車庫方面 |
| D3                 | 京都市バス             | 御室方面                            | ■26号系統：御室仁和寺・山越 |
| JRのりば           |                        |                                     | |
| JR1                | 西日本ジェイアールバス |                                     | 高速バス：東京・横浜・金沢・富山・静岡・名古屋・津山・出雲・徳島・高松方面 |
| JR2                | 西日本ジェイアールバス |                                     | 高速バス：さいたま・金沢・舞鶴・広島・松山・高知方面 |
| JR3                | 西日本ジェイアールバス |                                     | 高雄・京北線：栂ノ尾・周山 |
| 定期観光バスのりば |                        |                                     | |
|                    | 京阪バス               |                                     | ■定期観光バス |

#### ザ・サウザンド 京都
烏丸口よりやや東側に離れている、京都センチュリーホテル北隣のザ・サウザンド キョウト（京都第2タワーホテル跡地に開業）入口前の構内に設置されている。
- 京阪バス
  - ■300号経路（ステーションループバス）：梅小路・ホテルエミオン京都、七条京阪前

#### 八条口
南北自由通路に近い京都駅八条口と八条東口に近い京都駅八条口アバンティ前の2つの停留所がある。
| のりば                                                                                       | 運行事業者                                                                            | 系統・行先 |
| 京都駅八条口 停留所                                                                          | 京都駅八条口 停留所                                                                   | 京都駅八条口 停留所 |
| -------------------------------------------------------------------------------------------- | ------------------------------------------------------------------------------------- | --- |
| E1                                                                                           | ケイルック                                                                            | ■京都観光ループバスK'LOOP：金閣寺 / 河原町御池・清水寺 / 伏見稲荷大社・東寺 ■京都らくなんエクスプレスR'ex：上鳥羽金仏・ケイルック本社前 / 京都パルスプラザ・京セラ前 ■京大病院ライナーhoop（フープ）：京大病院前・京都大学前 |
| E2                                                                                           | プリンセスライン                                                                      | ■11・12系統：京都女子大学前 |
| F1                                                                                           | 京都市バス                                                                            | ■71・特71号系統：四条大宮・松尾橋 ■78号系統：久世工業団地 ■105号系統：稲荷大社・竹田駅東口 ■急行105号系統：稲荷大社・横大路車庫前                                                                                            |
| F2                                                                                           | 京都市バス                                                                            | ■16号系統：南区総合庁舎 □19号系統：中書島・横大路車庫前 ■84号系統：太秦天神川駅 ■88号系統：東福寺・京都駅 |
| F3                                                                                           | 京阪京都交通                                                                          | ■フラワーライン：京阪七条 |
| F3                                                                                           | 近鉄バス （その他バスとの共同運行）                                                   | ■高速バス：（下部参照） |
| G1                                                                                           | 京都市バス                                                                            | ■16号系統：東寺西門・南区総合庁舎 □19号・■78・105号系統：京都駅 ■71・特71・84・88号系統：九条車庫 |
| G1                                                                                           | 京阪京都交通                                                                          | ■フラワーライン：光華女子学園 |
| G2                                                                                           | WILLER EXPRESS・ 日本中央バス・ 豊鉄バス・大阪バス （その他バスとの共同運行）         | ■高速バス：（下部参照） |
| G3                                                                                           | 大阪空港交通                                                                          | ■空港リムジンバス：大阪（伊丹）空港 |
| G3                                                                                           | 南海バス・阪急バス ・アルピコ交通・ しずてつジャストライン （その他バスとの共同運行） | ■高速バス：（下部参照） |
| 京都駅八条口アバンティ前（市バス）・京都駅八条口ホテル京阪京都グランデ前（その他バス）停留所 |                                                                                       | |
| H1                                                                                           | 京阪バス                                                                              | ■ダイレクトエクスプレス直Q京都号：松井山手駅・京田辺市役所・大阪国際大学・摂南大学北口方面 / ホテル京阪 ユニバーサル・タワー                                                                                                 |
| H2                                                                                           | 京阪バス・遠州鉄道 （その他バスとの共同運行）                                         | ■定期観光バス ■空港リムジンバス：関西国際空港 ■京都高野山線：奥の院（高野山） ■高速バス：（下部参照） |
| H3                                                                                           | 京阪バス・遠州鉄道 （その他バスとの共同運行）                                         | ■リムジンバスおりば ■高速バス：（下部参照） |
| H4                                                                                           | 京阪バス                                                                              | ■301号経路：醍醐寺 ■303号経路・直通：京都橘大学 ■305号経路：合場川 |
| H4                                                                                           | 京阪バス・奈良交通共同運行                                                            | ■京都けいはんな線：学研けいはんなプラザ方面 |
| H5                                                                                           | 京都市バス                                                                            | ■16・71・特71・88号系統：京都駅八条口 □19号・■78・81号系統：京都駅 ■202・207号系統：九条車庫 |
| H6                                                                                           | 京阪バス                                                                              | ■311号経路：大宅 ■312号経路：醍醐バスターミナル・京阪六地蔵 |
| H6                                                                                           | 京都京阪バス                                                                          | ■26号経路：京阪淀駅方面 |
| H7                                                                                           | 京都市バス                                                                            | ■16号系統：南区総合庁舎 □19号系統：中書島・横大路車庫前 ■71・特71号系統：四条大宮・松尾橋 ■78号系統：久世工業団地 ■81号系統：中書島・横大路車庫前 ■88号系統：東福寺・京都駅                                                  |
| I1                                                                                           | 京都市バス                                                                            | ■84号系統：太秦天神川駅前 |
| I2                                                                                           | 京都市バス                                                                            | ■84号系統：九条車庫 |

### 高速バス（烏丸口）

#### 烏丸口（JRバスのりば）
国鉄時代から自動車駅として独立した窓口が設置されていた。
- 東京（道の駅もっくる新城・東名御殿場・東名厚木・東名江田・池尻大橋・バスタ新宿・東京駅・東京ディズニーランド）方面： 「ドリームルリエ号」・「プレミアムドリーム号」・「グランドリーム号」・「青春エコドリーム号」・「グラン昼特急号」・「青春昼特急号」 （西日本JRバス・JRバス関東）
- 町田・横浜方面： 「青春ドリーム横浜号」・「横浜グラン昼特急大阪号」 （西日本JRバス）
- 浜松・静岡方面： 「京阪神ドリーム静岡号」 （西日本JRバス・JR東海バス）
- 大垣・名古屋方面： 名神ハイウェイバス （西日本JRバス・JR東海バス・名鉄バス・名阪近鉄バス）
- 福井・金沢方面： 「北陸道青春昼特急大阪号」 （西日本JRバス）
- 金沢・富山・和倉温泉方面： 「北陸道グラン昼特急大阪号」・「百万石ドリーム大阪号」・「北陸青春ドリーム大阪号」 （西日本JRバス）
- 長野・佐久・軽井沢方面：「青春ドリーム信州号」（西日本JRバス・JRバス関東）
- 有馬温泉方面：「有馬エクスプレス京都号」 （西日本JRバス）
- 神戸三田プレミアム・アウトレット方面：「神戸三田プレミアム・アウトレット京都号」 （西日本JRバス）
- 津山方面： 「津山エクスプレス京都号」 （西日本JRバス・神姫バス）
- 広島方面： 「青春昼特急広島号」・「青春ドリーム広島号」 （JRバス中国・西日本JRバス）
- 淡路島・徳島方面： 「阿波エクスプレス京都号」 （西日本JRバス・JR四国バス・京阪バス・徳島バス）
- 松山・八幡浜方面： 「松山エクスプレス号」 （西日本JRバス・JR四国バス）
- 高松方面： 「高松エクスプレス京都号」 （西日本JRバス・JR四国バス・四国高速バス・京阪バス）
- 高知・須崎方面： 「高知エクスプレス号」 （西日本JRバス・JR四国バス）
- 松江・出雲方面： 「グラン昼特急出雲号」・「グランドリーム出雲号」（JRバス中国）
- 舞鶴方面： 「〜海の京都〜舞鶴赤れんがエクスプレス号」 （京都交通）
- 鳥取方面： 「鳥取エクスプレス京都号」 （日本交通）
- 米子方面： 「米子エクスプレス京都号」（京阪バス・日本交通）

#### 烏丸口（民営バスのりば）
- 宮津・京丹後方面： 「丹海高速バス」 （丹後海陸交通）
- 福山・尾道方面： 「みやこライナー」 （京阪京都交通・中国バス）

#### 新阪急ホテル前
- 上高地方面： 「さわやか信州号」 （アルピコ交通）

#### 京都ヨドバシ
インフォマティックの一部便が発着。但し、実際の停留所は七条通の京都ヨドバシ駐車場出入口付近となる。
- 高尾・新宿方面：「さくら高速バス」（インフォマティック）

### 高速バス（八条口）

#### E2
- 横浜桜木町・新宿・東京駅・海浜幕張方面：「アミー号」（山一サービス）

#### F3
近鉄バスが共同運行している路線（一部を除く）などが発着する。下記路線のうち発車場所と到着場所が異なる路線もある。
- 仙台方面：「フォレスト号」（近鉄バス・宮城交通）
- 郡山・福島方面：「ギャラクシー号」（近鉄バス・福島交通）
- 栃木・宇都宮方面：「とちの木号」（近鉄バス・関東自動車）
- つくば・土浦・水戸方面：「よかっぺ号」（近鉄バス・関東鉄道）
- 横浜駅・東京駅方面：「フライングライナー」（近鉄バス・東北急行バス）
- 河口湖・富士吉田方面：「フジヤマライナー」（近鉄バス・富士急バス）
- 御殿場駅・新松田・小田原方面：「金太郎号」（近鉄バス・富士急モビリティ）
- 甲府方面：「クリスタルライナー」（近鉄バス・山梨交通）
- 上田・佐久・軽井沢方面：「千曲川ライナー」（近鉄バス・千曲バス）
- 郡上八幡・高山方面：「ウエストライナー」（近鉄バス・濃飛乗合自動車）
- 三井アウトレットパーク滋賀竜王行き（近鉄バス）
- 中村・宿毛方面：「しまんとブルーライナー」（近鉄バス・高知西南交通）
- 長崎方面：「オランダ号」（近鉄バス）
- 熊本方面：「サンライズ号」「あそ☆くま号」（近鉄バス・九州産交バス）
- 別府・大分方面： 「SORIN号」 （近鉄バス・大分バス）
- 滋賀方面：　「三井アウトレットシャトル」（近鉄バス）
- 岡山・倉敷方面： 「京都エクスプレス」 （両備バス・下津井電鉄・京阪京都交通）

#### G2
- 東大阪長田駅・高井田中央駅・東大阪布施駅・大阪城・ホテルニューオータニ大阪方面： 「京都特急ニュースター号」 （大阪バス・京都観光バス）
- 東京駅・秋葉原・王子方面：「東京特急ニュースター号」（大阪バス・東京バス）
- 広島方面/関東方面/博多方面/新潟方面/松山方面/静岡方面： 「WILLER EXPRESS」（WILLER GROUP）
- 大宮駅・さいたま新都心・佐野・高崎・前橋方面： 「シルクライナー」（日本中央バス）
- 豊川・豊橋方面： 「ほの国号」 （豊鉄バス）

#### G3
- 立川方面： 神戸・大阪・京都 - 立川線 （南海バス）
- 小田原・藤沢・鎌倉・横須賀・戸塚方面： 高速バス鎌倉線 （南海バス・和歌山バス）
- 長野・湯田中・妙高高原・飯山[78]方面： 大阪・京都 - 長野・湯田中線 （南海バス・長電バス）
- 柏崎・長岡・三条方面： 堺・なんば・京都 - 柏崎・長岡・三条線 （南海バス・越後交通）
- 長野方面： 「アルペン長野号」 （アルピコ交通[注釈 13][注釈 14]）
- 松本方面： 「アルペン松本号」 （阪急バス・アルピコ交通[注釈 15]・アルピコ交通大阪[注釈 14]）
- 諏訪・茅野方面： 「アルペン諏訪号」 （アルピコ交通[注釈 16]・アルピコ交通大阪[注釈 14]）
- 砺波・富山方面： 富山 - 大阪線 （阪急バス・富山地方鉄道[注釈 14]）
- 静岡・清水方面： 静岡大阪線（京都・大阪ライナー） （しずてつジャストライン）
- 大阪国際空港方面：「大阪空港リムジンバス」（大阪空港交通）

#### H2 - H3
- 関西国際空港方面 （関西空港交通・大阪空港交通・京阪バス）
- 新宿・渋谷・東京方面： 「東京ミッドナイトエクスプレス京都号」 （京阪バス・関東バス）
- 上野・東京スカイツリー・東京ディズニーランド・千葉方面： （京成バス千葉イースト）（きょうと号#撤退路線も参照）
- 浜松方面：「京都イーライナー」（遠州鉄道）
- 四日市・津方面： 京都 - 四日市・津線 （京阪バス・三重交通）
  - 伊勢行きは2014年3月31日をもって廃止
- 有馬温泉方面 （京阪バス・阪急バス）
- 松山方面： 「京都エクスプレス」 （京阪バス・伊予鉄バス）

#### 京都アバンティ前
上記以外のツアーバスから移行した路線が発着。かつては近鉄八条口付近の「八条口観光バス駐車場」から発着していた便もあったが、駅前広場再開発に伴い撤去されたため、2015年2月26日から2017年1月31日までこれらの路線は地下鉄十条駅付近の『京都鴨川十条（タイムズ鴨川西）』に発着していた。2017年2月1日からは京都アバンティ前に整備された新たな観光バス駐車場に発着している。また、WILLERが近隣に降車専用の停留所『京都駅ホテルセントノーム京都前』を設置している。
- 博多方面：「ロイヤルエクスプレス」（ロイヤルバス）
- 博多方面/山形方面：「オリオンバス」（オー・ティー・ビー）
- 博多方面：「TenryoLINER」（天領バス）
- 新宿・横浜方面：「キラキラ号」（桜交通）
- 東京ディズニーランド方面：「NETWORK」（中央交通バス）
- 東京ディズニーランド/東京ディズニーシー方面：「LimonBus」（神姫観光バス）
- 東京方面：「ナイトライナー」（東京富士交通）
- 東京方面（サンシャインエクスプレス）
- 長野・松本・伊那方面「花バス観光」（トラビスジャパン）
- 池袋・東京駅方面/小倉・博多・佐世保方面：「ユタカライナー」（ユタカ交通）

#### 京都VIPラウンジ
国道1号イオンモールKYOTO沿いに設置。
- 川崎・秋葉原・東京・新宿・東京ディズニーランド・千葉・王子・さいたま新都心・志木・大宮方面：「VIPライナー」（平成エンタープライズ・平成コミュニティバス）

## 隣の駅
※東海道新幹線の列車および在来線特急・急行の停車駅は各列車記事を参照。括弧内の英数字は駅番号を示す。
西日本旅客鉄道（JR西日本）
  JR京都線・琵琶湖線（東海道本線）、 湖西線
- 特急「サンダーバード」「はるか」「ひだ」「らくラクびわこ」停車駅、「くろしお」「スーパーはくと」「らくラクはりま」発着駅

■新快速
山科駅 (JR-A30/JR-B30) - 京都駅 (JR-A31/JR-B31) - 高槻駅 (JR-A38)
■快速（朝の時間帯のみ運転。琵琶湖線内は普通として運転）
山科駅 (JR-A30/JR-B30) - 京都駅 (JR-A31/JR-B31) - 長岡京駅 (JR-A35)
■普通（高槻駅 - 西明石駅間は快速となる普通電車を含む）
山科駅 (JR-A30/JR-B30) - 京都駅 (JR-A31/JR-B31) - （貨）京都貨物駅 - 西大路駅 (JR-A32)
 嵯峨野線（山陰本線）
- 特急「きのさき」「はしだて」「まいづる」発着駅

■快速
京都駅 (JR-E01) - 二条駅 (JR-E04)
■普通
京都駅 (JR-E01) - 梅小路京都西駅 (JR-E02)
- かつては当駅と丹波口駅（梅小路京都西駅は当時未開業）の間に大宮駅が存在した。また、1994年には当駅と丹波口駅の間に臨時駅として緑化フェア梅小路駅が設置されていた。

 奈良線
■みやこ路快速・■快速・■区間快速・■普通
京都駅 (JR-D01) - 東福寺駅 (JR-D02)
東海旅客鉄道（JR東海）
 東海道新幹線
米原駅 - （栗東信号場） - 京都駅 -  新大阪駅
近畿日本鉄道
B 京都線
- □特急発着駅

■急行・■準急・■普通
京都駅 (B01) - 東寺駅 (B02)
- 1946年まで、当駅と東寺駅の間に八条駅が存在した。

京都市営地下鉄
 烏丸線
五条駅 (K10) - 京都駅 (K11) - 九条駅 (K12)

### かつて存在した路線
鉄道省（国有鉄道）
奈良線（旧線）
京都駅 - 東寺仮停車場